# Ока (вагон метро)
81-760/761 «Ока» — модель электровагонов метрополитена, выпускавшихся заводом ОАО «Метровагонмаш» с 2010 года и Тверским вагоностроительным заводом с 2011 года по 2016 год. Своё название получила в честь одноимённой реки. Вагон модели 81-760 является моторным головным (Мг), модели 81-761 — моторным промежуточным (Мп). На основе базовой модели также были созданы поезда модификаций А (81-760А/761А/763А «Ока») и Б (81-760Б/761Б/763Б «Ока») со сквозным проходом с вагонами модели 81-763 — прицепной (безмоторный) промежуточный (Пп). Имеет общие черты с поездами «Балтиец» Петербургского метрополитена.
Всего в период с 2010 по 2016 год было выпущено 168 составов «Ока», включая 162 восьмивагонных состава базовой модели, три восьмивагонных состава модификации А и три пятивагонных состава модификации Б. В настоящее время базовая модель и модификация А эксплуатируются в Москве, став первым в Московском метрополитене и России поездом со сквозным проходом, а модификация Б — в Баку.

## История создания и выпуска

### Проектирование
Первое упоминание о начале разработки вагонов 81-760 относится к ноябрю 2005 года. Инициатива создания принадлежала ОАО «Метровагонмаш», и вначале все работы велись самостоятельно, без финансирования Московским метрополитеном, на который эти вагоны и были ориентированы. Цель разработки состояла в том, чтобы создать новую серийную замену вагонов модельного ряда 81-717/714 с использованием современных технических решений и при этом максимально удешевить конструкцию, поскольку вагоны 81-720/721 «Яуза» и 81-740/741 «Русич» имели слишком высокую цену.

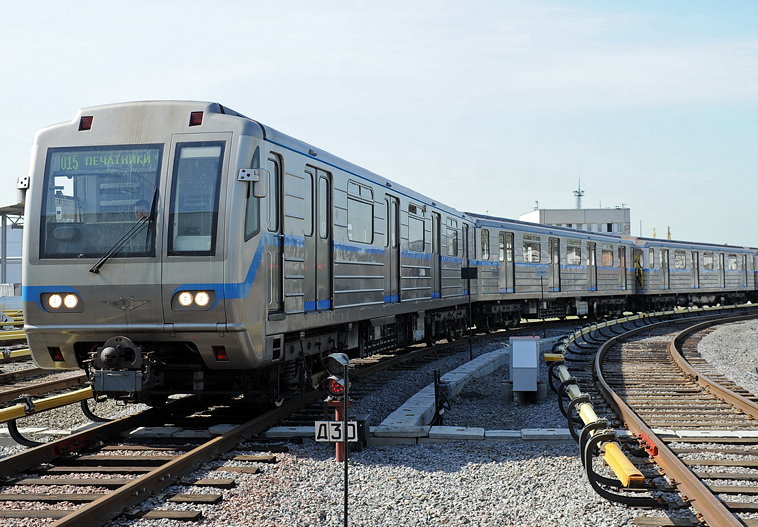
Электропоезд 81-717.6/714.6 — переходная модель между 81-717/714 и 81-760/761 «Ока»

Изначально предполагалось, что 81-760 будут максимально унифицированы с выпускаемыми с 1977 года вагонами 81-717/714, но с новым приводом разработки АЭК «Динамо», усиленной тележкой, новым салоном, пластиковой передней маской с увеличенной площадью кабины машиниста и аварийным выходом, а также другими нововведениями. Впоследствии этот проект было решено сделать переходным звеном на пути к созданию более совершенных по конструкции вагонов 81-760/761, и он был переименован в 81-717.6/714.6. По данному проекту был модернизирован один состав 81-717.5/714.5, а затем запущено мелкосерийное производство аналогичных вагонов.
В то же время за основу концепции вагонов 81-760/761 был взят усреднённый вариант между вагонами 81-717.6/714.6 и 81-740/741 «Русич», которые бы соответствовали форм-фактору первых, но при этом использовали технические решения в отделке и оснащении оборудованием от вторых. В 2008 году рассматривался вариант сделать на 81-760 свободный проход между всеми вагонами поезда, как, например, в метрополитене Торонто, однако от этого варианта отказались. Через год в качестве одного из вариантов внешнего вида рассматривался неокрашенный полированный кузов из нержавеющей стали.
В итоге был создан новый тип вагонов, который унаследовал от вагонов 81-717.6/714.6 близкие размеры кузова, схожую по конструкции лобовую маску с аварийной дверью, расположение боковых дверей и планировку салонов, а от вагонов «Русич» — гладкие вертикальные боковые стенки кузова с прислонно-сдвижными дверями, наклонный профиль лобовой части, конструкцию потолочной вентиляции, световые линии, наддверные маршрутные табло в салоне, асинхронный тяговый привод и микропроцессорную систему управления. При этом многие конструктивные элементы претерпели значительные изменения по сравнению с предшественниками.

### Выпуск и модификации

#### 81-760/761 «Ока» (базовая модель)

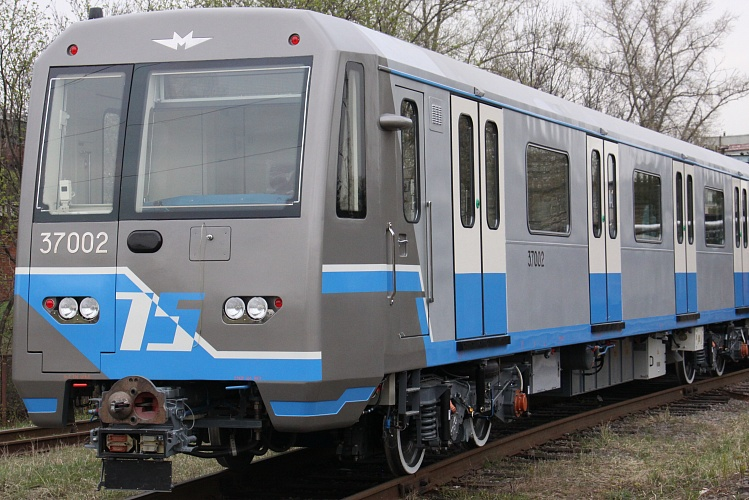
Вагон 37002 с цифрами «75» в составе первого поезда модели 81-760/761

Первый опытный трёхвагонный состав 81-760/761 был изготовлен в 2010 году. После изготовления он был отправлен в Московский метрополитен для проведения испытаний. 19 июня 2010 года на станции «Марьина Роща» на открываемом новом участке Люблинской линии Московского метрополитена прошла презентация первого опытного поезда мэру города и журналистам. В течение года было изготовлено ещё пять вагонов и поезд был доведён до восьмивагонной составности. Отличительной особенностью этого поезда были стилизованные цифры «75», изображённые спереди на головных вагонах в честь 75-летия Московского метрополитена. На серийных составах такая надпись не наносилась.
Во второй половине 2011 года испытания опытного состава были завершены, и ОАО «Метровагонмаш» начало подготовку к их серийному производству. В сентябре 2011 года завод заключил контракт с электротехническим концерном «Русэлпром» на поставку тяговых электродвигателей для вагонов, а также сглаживающих реакторов сетевого фильтра, предназначенных для выравнивания перепадов напряжения в сети.
Для ускорения темпов производства сборку части промежуточных вагонов по заказу Трансмашхолдинга было решено наладить на Тверском вагоностроительном заводе. В октябре 2011 года опытный образец кузова промежуточного вагона был отправлен с завода «Метровагонмаш» на Тверской завод для освоения им постройки кузовов вагонов данного типа.
Массовое производство электропоездов 81-760/761 началось в конце 2011 — начале 2012 годов, и с февраля 2012 года они начали поступать в Московский метрополитен. 25 мая 2012 года стало известно, что вагонам типа 81-760/761 присвоено имя «Ока».
В процессе выпуска данных вагонов в их конструкцию вносились изменения; одним из наиболее заметных стало изменение конструкции буферных фонарей. В 2011 году на головных вагонах 37001 и 37002 опытного состава в порядке эксперимента были установлены светодиодные фары вместо галогенных, но от этого варианта поначалу отказались. На первых 90 серийных головных вагонах (37003—37092) устанавливались галогенные фары, однако в начале 2013 года, начиная с вагона 37093, было решено вернуться к светодиодным фарам.
В декабре 2014 года на заводе «Метровагонмаш» изготовлен тысячный вагон метро «Ока».
Производство вагонов было завершено в 2016 году в связи с переходом на выпуск обновлённой модели 81-765/766/767 «Москва». Всего за период с 2010 по 2016 год было построено 324 головных и 972 промежуточных вагона базовой модели 81-760/761 «Ока», на базе которых было сформировано 162 восьмивагонных состава. При этом, судя по нумерации, де-юре было выпущено 326 головных и 975 промежуточных вагонов, однако де-факто вагоны пятивагонного состава, изначально предназначавшегося для Баку, после возвращения в Москву были перенумерованы, а их первоначальные номера перестали существовать.

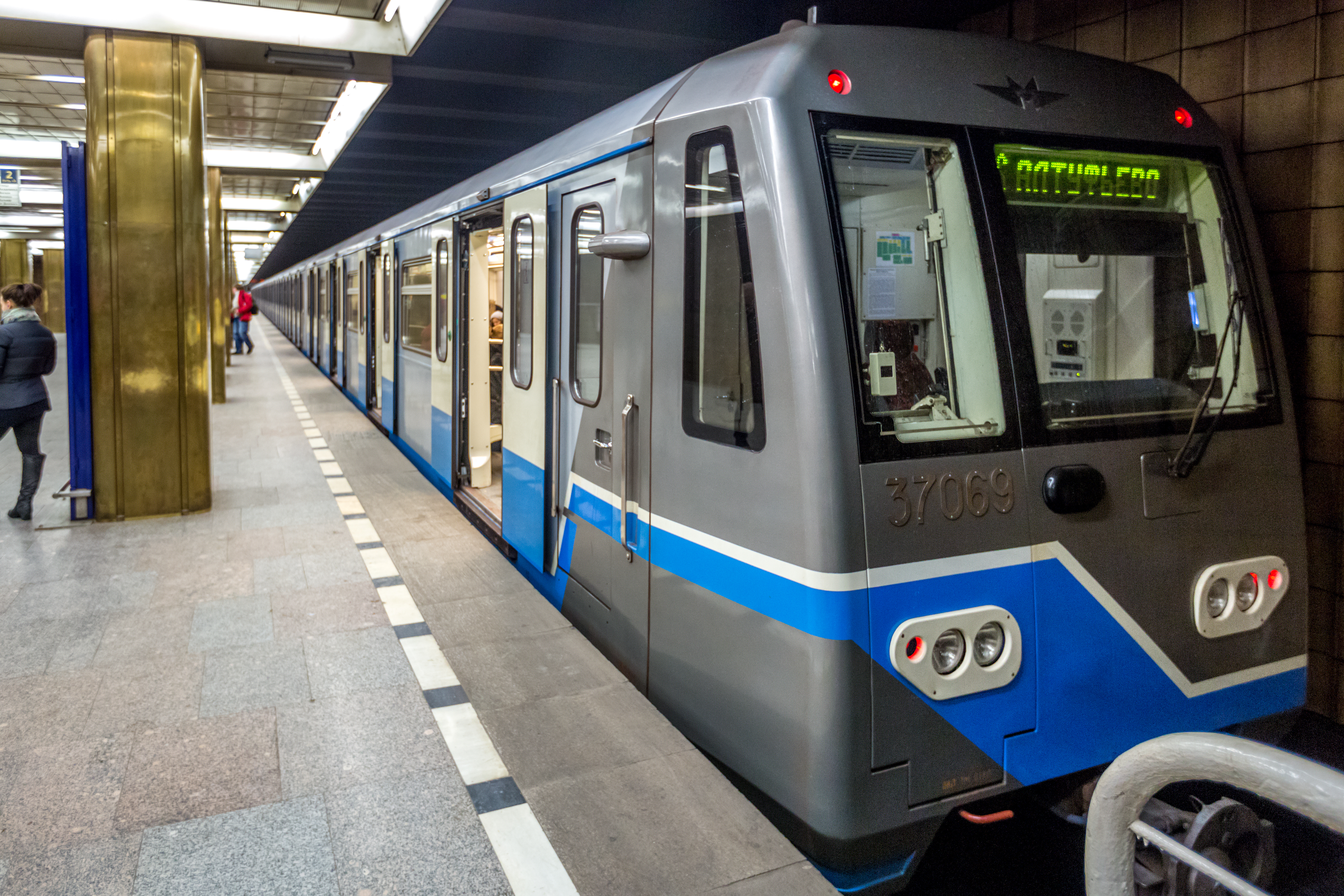
Серийный электропоезд «Ока» с галогенными фарами на станции «Пражская»

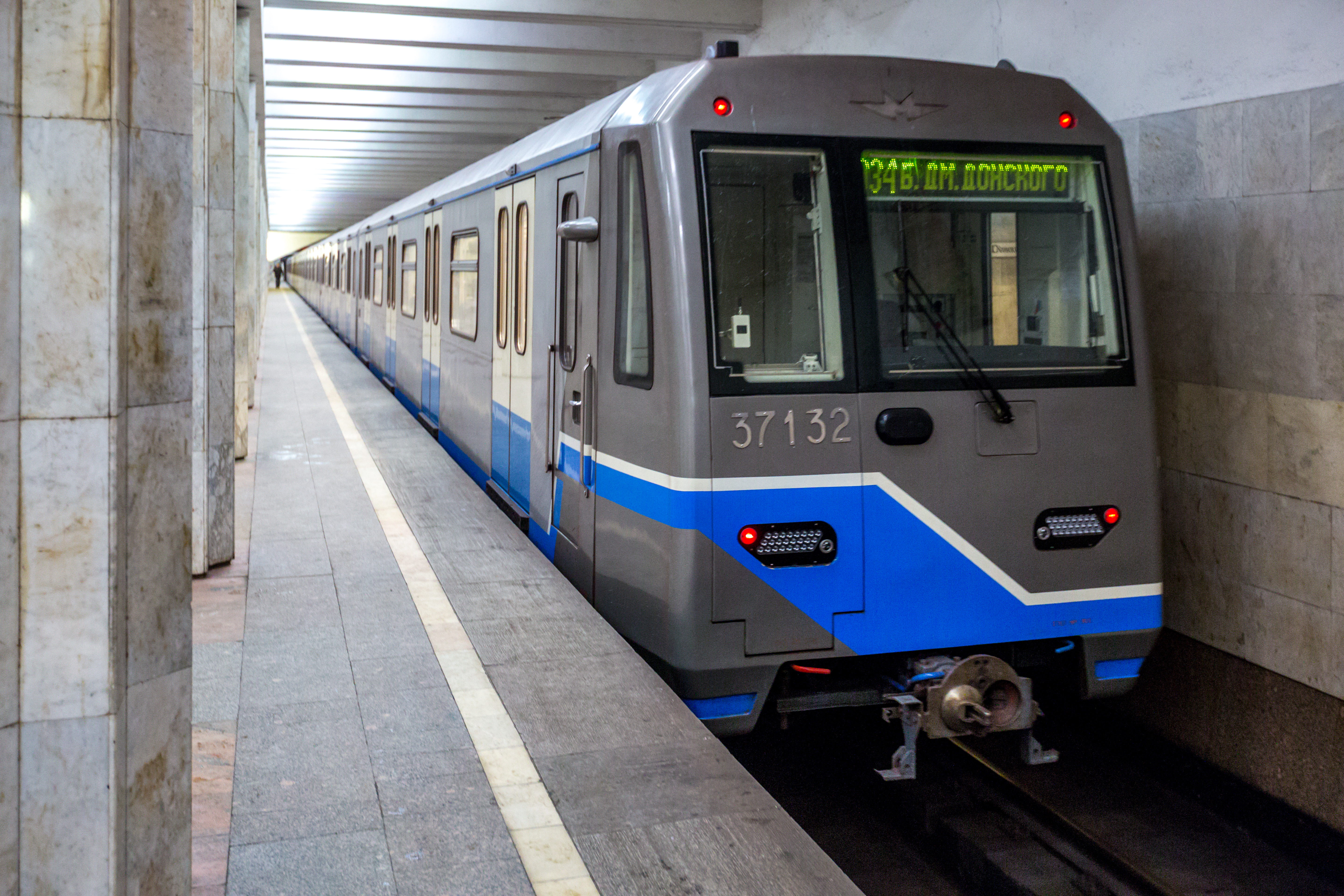
Серийный электропоезд «Ока» со светодиодными фарами на станции «Севастопольская»

| Данные по выпуску вагонов 81-760/761 «Ока» (подчёркиванием отмечены вагоны, выпущенные на ТВЗ) |                     |                    |                    |                           |                                     |
| Год выпуска                                                                                    | Количество составов | Количество вагонов | Количество вагонов | Номера выпущенных вагонов | Номера выпущенных вагонов           |
| Год выпуска                                                                                    | Количество составов | 81-760             | 81-761             | 81-760                    | 81-761                              |
| 2010                                                                                           | 1                   | 2                  | 6                  | 37001—37002               | 30001—30006                         |
| 2011                                                                                           | —                   | —                  | 9                  | —                         | 30007—30015                         |
| 2012                                                                                           | 43                  | 86                 | 246                | 37003—37086 37087—37088   | 30016—30035 30036—30258 30259—30261 |
| 2013                                                                                           | 38                  | 76                 | 231                | 37089—37166               | 30262—30492 30493—30495             |
| 2014                                                                                           | 42                  | 84                 | 252                | 37167—37230 37233—37252   | 30496—30533 30534—30687 30694—30753 |
| 2015                                                                                           | 12                  | 24                 | 72                 | 37255—37278               | 30760—30831                         |
| 2016                                                                                           | 26                  | 52                 | 156                | 37279—37280 37283—37332   | 30832—30837 30844—30849 30850—30993 |
| Итого                                                                                          | 162                 | 324                | 972                |                           |                                     |

#### 81-760А/761А/763А «Ока»
В начале 2014 года для Бакинского метрополитена было изготовлено два пятивагонных электропоезда «Ока» модификации 81-760А/761А/763А с изменениями, заключающимися в применении сквозных межвагонных переходов типа «гармошка», позволяющих свободно проходить от начала до конца состава и увеличивающих общую вместимость поезда, что было условием заказчика в лице Бакинского метрополитена в техническом задании, а также в появлении в составе прицепных промежуточных вагонов типа 81-763А. Поезда данной модели для Баку предполагалось формировать из пяти вагонов: два моторных головных, два моторных промежуточных (второй и четвёртый вагоны состава) и один прицепной промежуточный между ними в центре состава.
Впоследствии Бакинский метрополитен также отказался от них, изменив техническое задание и заказав выпуск модели 81-760Б/761Б/763Б с изменённой конструкцией кабины. Из-за этого вагоны 81-760А/761А/763А были предложены заводом Московскому метрополитену, благодаря чему все последующие поезда для Московского метрополитена стали выпускаться сразу со сквозным проходом и промежуточными безмоторными (прицепными) вагонами. Поскольку в Московском метрополитене работают поезда из 8 вагонов классической длины, было решено сформировать восьмивагонный поезд из двух головных вагонов второго состава и всех шести промежуточных вагонов, а головные вагоны первого состава были оставлены на заводе в ожидании выпуска новых промежуточных вагонов. Нумерация вагонов перед поступлением в Московский метрополитен была изменена на общую с базовой моделью 81-760/761 (37xxx для головных и 30xxx для промежуточных вагонов).
В результате в конце 2014 года на базе головных вагонов второго пятивагонного состава и промежуточных вагонов от обоих был сформирован восьмивагонный состав, а головные вагоны первого остались на заводе. В 2015 году был выпущен второй восьмивагонный состав, а в 2016 году — шесть промежуточных вагонов, которые совместно с первыми двумя вагонами были сформированы в третий восьмивагонный состав.

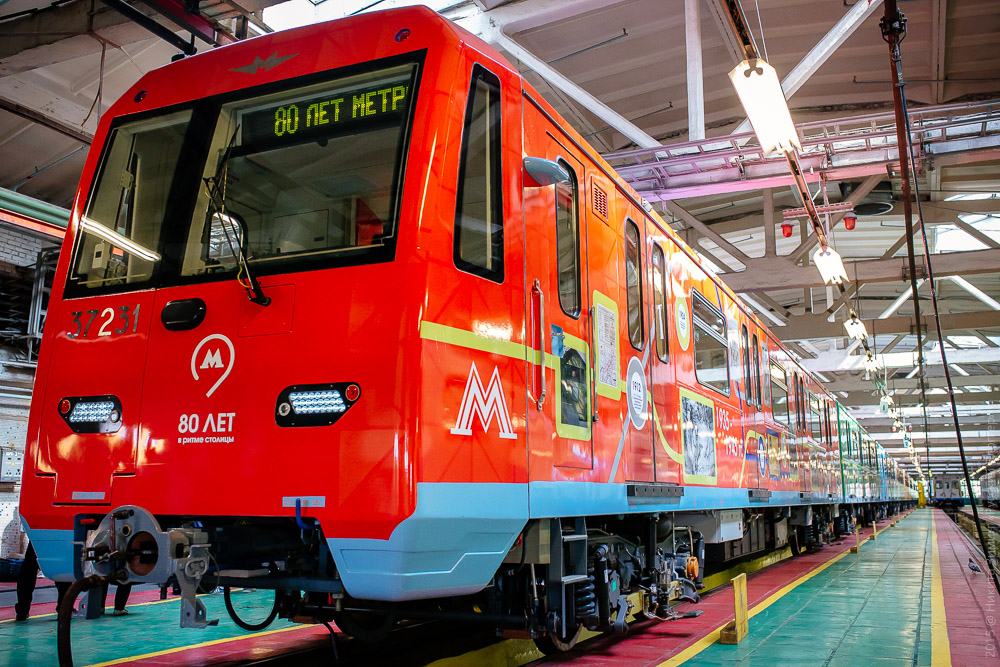
Именной электропоезд «80 лет в ритме столицы» (первый в серии), вид со стороны красного вагона
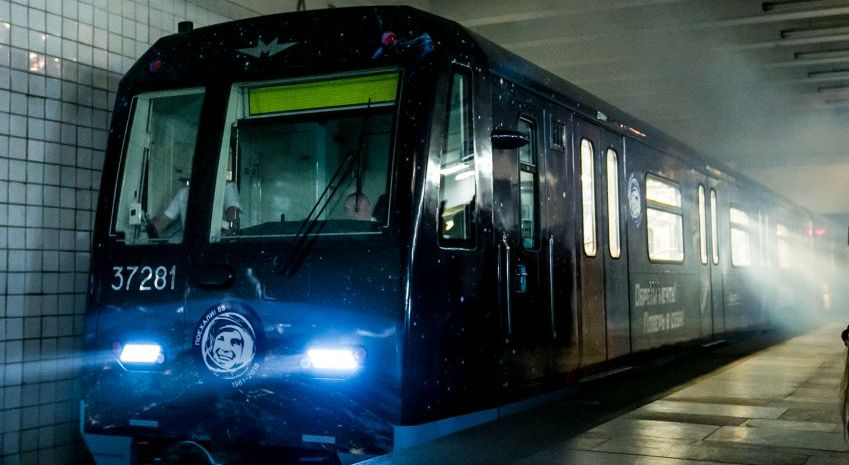
«Космический поезд» (третий в серии). Головные вагоны этого поезда были изначально самыми первыми

#### 81-760Б/761Б/763Б «Ока»
В конце 2014 — начале 2015 годов завод «Метровагонмаш» совместно с компанией Alstom Transport спроектировал вагоны новой модели 81-760Б/761Б/763Б «Ока» со сквозным проходом по всему составу для Бакинского метрополитена. За основу конструкции была взята модель 81-760А/761А/763А «Ока», разработанная «Метровагонмашем» и ранее планировавшаяся к поставкам в Баку, в то время как дизайн нового поезда разрабатывался компанией Alstom Transport, проекты которой зарекомендовали себя во многих европейских метрополитенах. По сравнению с моделью 81-760А/761А/763А были изменены экстерьер и интерьер вагона, в частности, кабины машиниста получили новые маски без эвакуационной двери с изменённой компоновкой светодиодных фар и лобового стекла, а пассажирский салон стал оснащаться поручнями посередине, обновлёнными сиденьями и рядом других элементов.
В начале 2015 года завод изготовил три пятивагонных электропоезда «Ока» новой модификации. В составе каждого поезда имелось два головных моторных вагона 81-760Б, два промежуточных моторных 81-761Б и один промежуточный прицепной 81-763Б. Нумерация вагонов всех типов четырёхзначная начиная с 0001, осуществлялась по порядку сцепления вагонов для каждого состава. Вагоны имели новую схему окраски: крыша, часть боковин и нижние боковые части маски были окрашены в фиолетовый цвет, который на бортах чередовался с серым, а большая часть кабины стала краситься в чёрный цвет.

По сравнению с моделью 81-760А/761А/763А поезда были оснащены более современным оборудованием, например, японскими тяговыми электродвигателями Hitachi вместо российских аналогичной мощности (170 кВт). Система электроснабжения данных вагонов выполнена с использованием преобразователя собственных нужд увеличенной мощности. В салоне основными нововведениями стали применение дугообразных поручней по бокам от сидений, установка вертикальных тройных поручней с боковыми дугами по центру, новый модульный потолок с линиями вентиляционных решёток вместо отверстий и занижениями по бокам, непрерывные световые линии ламп освещения и жёсткие антивандальные сиденья красного цвета без обшивки вместо привычных сидений с полужёсткими обшивками из кожзаменителя синего цвета.

### Родственные модели

#### 81-765/766/767 «Москва»

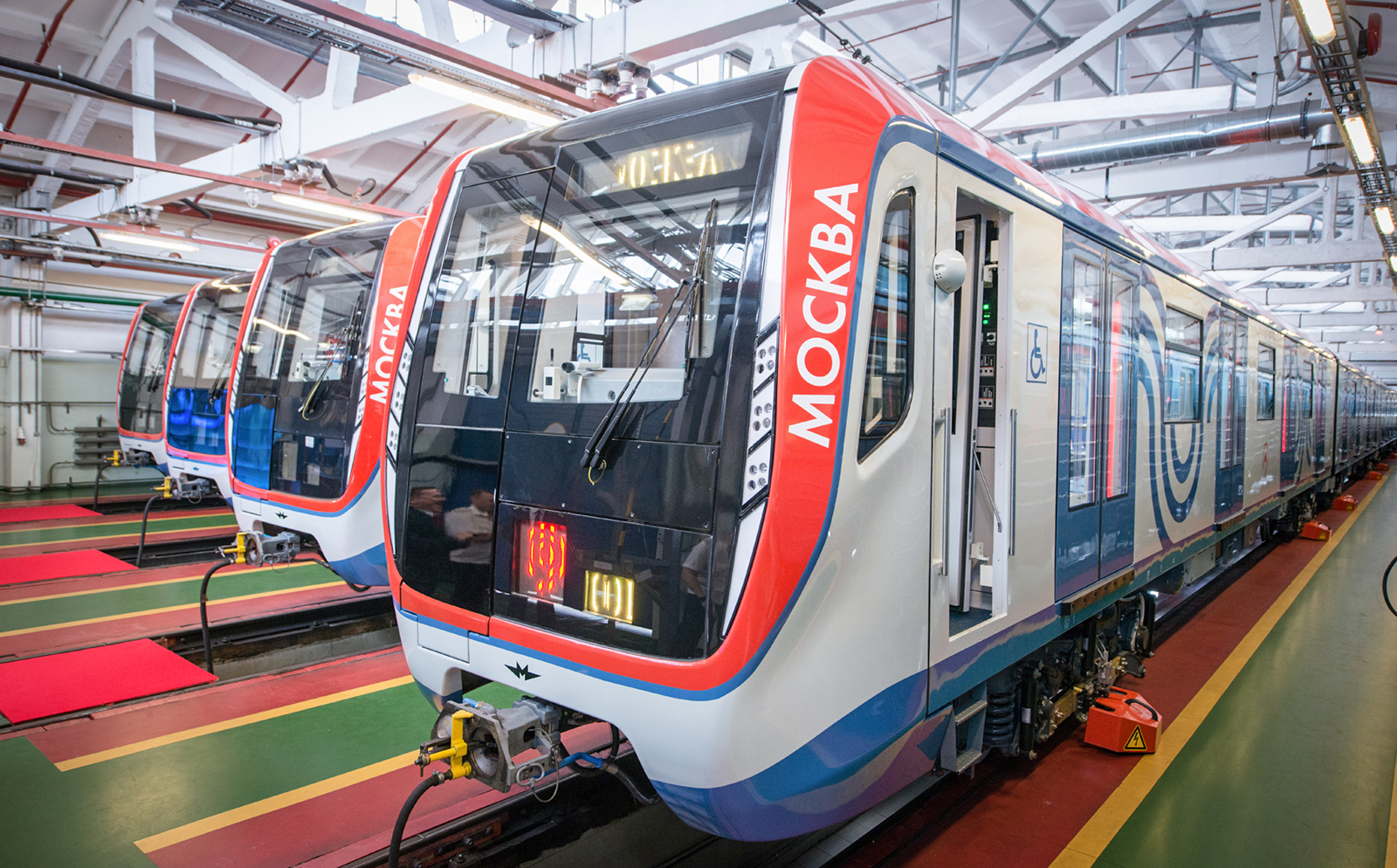
Электропоезда 81-765/766/767 «Москва» в депо «Выхино»

Следующая серия вагонов, созданная на базе конструкции вагонов «Ока», но имеющая ряд значительных нововведений. Вагоны имеют сквозной проход, также имеются два немоторных промежуточных вагона в составе (81-767). Значительными конструктивными отличиями стали новый дизайн и форма лобовой части с крэш-системой, беззазорные сцепные устройства между вагонами, более широкие дверные проёмы (около 1400 мм вместо прежних 1250 мм) и более узкие окна, уменьшение массы вагонов и оснащение их более современным оборудованием. Вагоны унаследовали некоторые конструктивные элементы вагонов «Ока», такие как ходовая часть (в доработанном виде), тяговые двигатели и форма основной части кузова.
Салон вагонов был значительно переработан: в нём появились полусидячие места в торцевых зонах; полностью обновлена интерактивная система информирования пассажиров, главным новшеством которой стали сенсорные дисплеи с интерактивным приложением по навигации в метро и USB-разъёмами для подзарядки мобильных устройств; переработаны системы вентиляции и освещения. За счёт уменьшения массы и применения более совершенного оборудования вагоны стали более экономичными.

В 2016 году были выпущены два вагона — головной и промежуточный, представленные 9 сентября в качестве экспоната на ВДНХ. С 2017 года вагоны поставляются в Московский метрополитен и с 14 апреля 2017 года эксплуатируются с пассажирами.

#### Служебный дизельный вагон

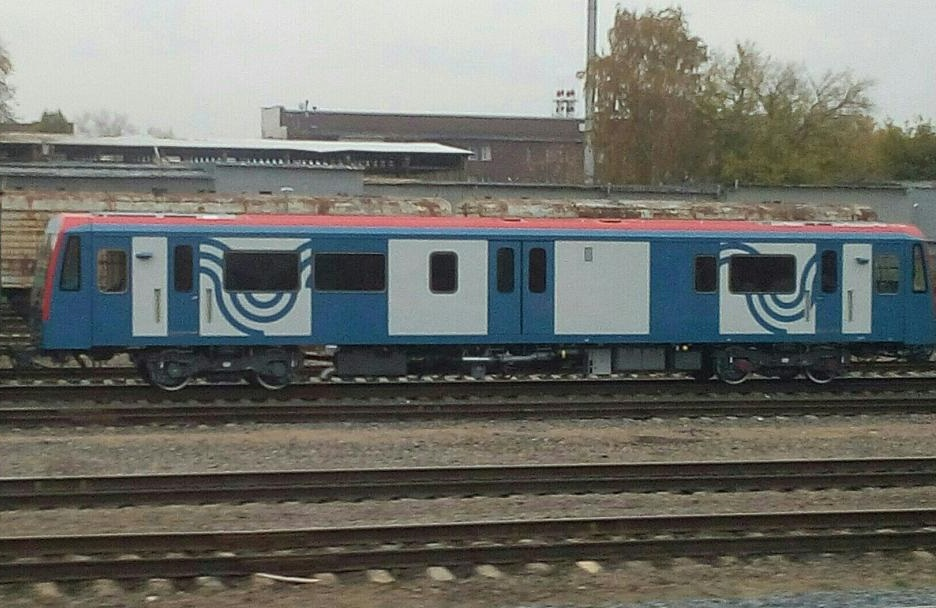
Служебный дизельный вагон «Ока» с двумя кабинами машиниста

Служебный вагон метро с дизельным двигателем (автомотриса), созданный на базе пассажирских вагонов «Ока». Вагон выпущен в октябре 2016 года и окрашен в брендированные цвета «Московского транспорта»: чередующиеся синий и белый, крыша и углы кабин — красные. Заводское обозначение данного вагона и его технические данные неизвестны.
В отличие от обычных пассажирских вагонов «Ока», вагон данного типа имеет две кабины управления и иное расположение окон и дверей, схожее с рельсовыми автобусами РА1 модели 730.15 (модель для метрополитена), но по конструкции унифицирован с пассажирскими вагонами «Ока» и имеет идентичную форму кабин машиниста, стен и дверей. У вагона есть единственные автоматические прислонно-сдвижные двери с каждой стороны по центру вместо четырёх, как и у РА1 модели 730.15. Входные двери для машиниста смещены назад из зоны кабины в зону пассажирского салона, на их месте у кабины находится дополнительное окно. Окна салона по размеру соответствуют таковым у пассажирских вагонов «Ока», но при этом расположены друг за другом и не имеют форточек.
Внешне вагон также отличается от обычных вагонов «Ока» видом подвагонного оборудования. По центру подвагонной части установлен дизельный двигатель, приводящий во вращение гидропередачу.

## Общие сведения
Вагоны моделей 81-760/761 «Ока» и модификаций предназначены для эксплуатации на линиях метрополитенов с шириной колеи 1520 мм, электрифицированных боковым контактным рельсом напряжением 750 В постоянного тока. Поезда могут эксплуатироваться как на подземных, так и на наземных участках линий с максимальной скоростью движения 90 км/ч. Поезда базовой модели не имеют сквозного прохода между вагонами (имеются лишь закрытые для пассажиров межвагонные двери без переходов), а поезда модификаций А и Б имеют межвагонные переходы, обеспечивающие сквозной проход пассажиров от начала до конца состава.

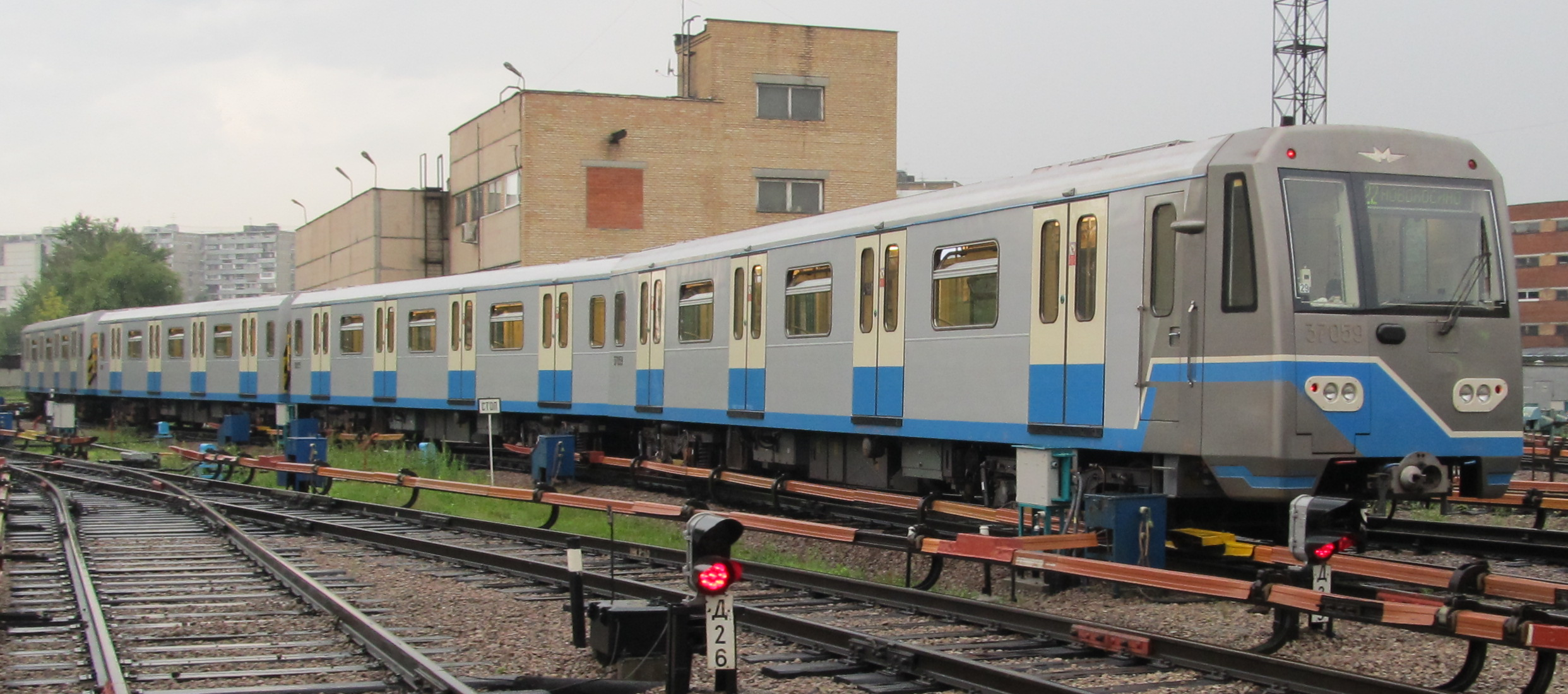
Электропоезд 81-760/761 «Ока» с галогенными фарами в электродепо «Новогиреево»

### Составность
Электропоезда формируются из двух головных моторных вагонов с кабинами управления модели 81-760 и нескольких промежуточных 81-761, а у поездов модификаций А и Б в состав могут быть также включены один-два прицепных промежуточных вагона модели 81-763. Минимальное число вагонов в составе поезда — два (только головные вагоны), максимальное — восемь (два головных и шесть промежуточных). Промежуточные прицепные вагоны, как правило, включаются в середину состава. Наличие в составе прицепных промежуточных вагонов не ухудшает динамические характеристики поезда и позволяет ему эксплуатироваться наравне с другими составами и преодолевать все допустимые в метрополитенах уклоны.

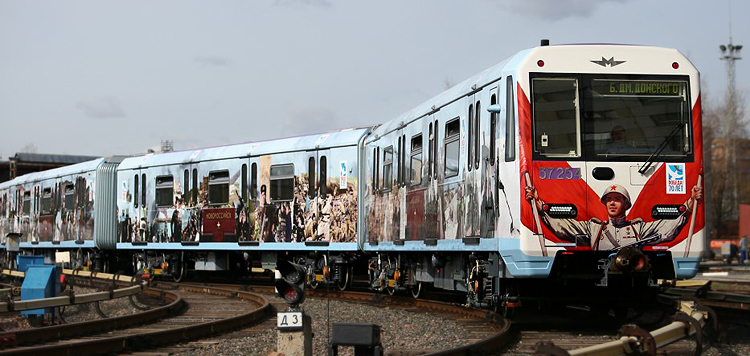
Электропоезд «70 лет Великой Победы» (второй среди модификации А)

### Нумерация и маркировка
Система нумерации и маркировки вагонов «Ока» и модификаций в целом аналогична применяемой для всех вагонов метро российского производства и осуществляется только повагонно без присвоения номеров составам. Номера наносятся по бокам корпуса всех вагонов и на лобовой части головных вагонов спереди. Номер модели на вагонах не обозначается, и его можно увидеть только на табличках завода-изготовителя в салонах вагонов.
Вагоны 81-760/761 и 81-760А/761А/763А для Московского метрополитена получили нумерацию пятизначного написания: 37xxx для головных вагонов (начиная с 37001) и 30xxx для промежуточных вагонов (начиная с 30001). Первоначально головные вагоны поездов 81-760А/761А/763А имели собственную трёхзначную нумерацию начиная с 001, однако после смены заказчика с Бакинского метрополитена на Московский они были перенумерованы, и их номера стали продолжением номеров выпущенных ранее вагонов базовой модели.
Вагоны 81-760Б/761Б/763Б для Бакинского метрополитена получили собственную нумерацию четырёхзначного написания, при этом сама система присвоения номеров стала общей для вагонов всех типов и велась по порядку их сцепления в составе друг за другом и порядку выпуска составов. Поскольку все электропоезда данной модели состояли из пяти вагонов и нумеровались по порядку, для каждого N-поезда головные моторные вагоны 81-760Б имели записанные в четырёхзначной системе номера (N-4) и N, промежуточные моторные 81-761Б — (N-3) и (N-1), промежуточные прицепные 81-763Б — (N-2). Например, вагоны второго состава сцеплялись по схеме 0006—0007—0008—0009—0010, где вагоны 0006 и 0010 — головные моторные, 0007 и 0009 — промежуточные моторные, 0008 — промежуточный прицепной.

### Технические характеристики
Основные параметры вагонов «Ока» и модификаций:
| Параметр                                                                | Параметр                                                                | Состав                 | Состав                 | Вагон                  | Вагон                  | Вагон       |
| Параметр                                                                | Параметр                                                                | 8 вагонов              | 5 вагонов              | 81-760 (Мг)            | 81-761 (Мп)            | 81-763 (Пп) |
| Осевая формула                                                          | Осевая формула                                                          |                        |                        | 20—20                  | 20—20                  | 2—2         |
| Количество дверей                                                       | Количество дверей                                                       | 2×32                   | 2×20                   | 2×4                    | 2×4                    | 2×4         |
| Размеры                                                                 |                                                                         |                        |                        |                        |                        |             |
| Основные размеры, мм                                                    | Длина по осям автосцепок                                                | 155 080                | 97 660                 | 20 120                 | 19 140                 | 19 140      |
| Основные размеры, мм                                                    | Длина кузова                                                            | —                      | —                      | 19 445                 | 18 500                 | 18 500      |
| Основные размеры, мм                                                    | Ширина кузова                                                           | 2686                   | 2686                   | 2686                   | 2686                   | 2686        |
| Основные размеры, мм                                                    | Высота от уровня рельс                                                  | 3680                   | 3680                   | 3680                   | 3680                   | 3680        |
| Основные размеры, мм                                                    | Высота оси автосцепок                                                   | 795                    | 795                    | 795                    | 795                    | 795         |
| Основные размеры, мм                                                    | Высота плоскости низа                                                   | 940±15                 | 940±15                 | 940±15                 | 940±15                 | 940±15      |
| Размеры ходовой части, мм                                               | Шкворневая база вагона                                                  | —                      | —                      | 12 600                 | 12 600                 | 12 600      |
| Размеры ходовой части, мм                                               | Полная колёсная база вагона                                             | —                      | —                      | 14 750                 | 14 750                 | 14 750      |
| Размеры ходовой части, мм                                               | Колёсная база тележек                                                   | 2150                   | 2150                   | 2150                   | 2150                   | 2150        |
| Размеры ходовой части, мм                                               | Диаметр колёс                                                           | 862 — 810              | 862 — 810              | 862 — 810              | 862 — 810              | 862 — 810   |
| Размеры ходовой части, мм                                               | Ширина колеи                                                            | 1520                   | 1520                   | 1520                   | 1520                   | 1520        |
| Размеры ходовой части, мм                                               | Минимальный радиус проходимых кривых                                    | 200*10³                | 200*10³                | 200*10³                | 200*10³                | 200*10³     |
| Массово-весовые характеристики                                          |                                                                         |                        |                        |                        |                        |             |
| Масса тары, т                                                           | Базовая модель                                                          | 292                    | 184                    | 38                     | 36                     | —           |
| Масса тары, т                                                           | Модификации А и Б                                                       | 278                    | 177                    | 38                     | 36                     | 29          |
| Максимальная пассажирская нагрузка, т                                   | Максимальная пассажирская нагрузка, т                                   | 181,44                 | 112,14                 | 21,42                  | 23,1                   | 23,1        |
| Максимальная нагрузка от оси на рельсы, тс                              | Максимальная нагрузка от оси на рельсы, тс                              | 15                     | 15                     | 15                     | 15                     | 15          |
| Пассажировместимость                                                    |                                                                         |                        |                        |                        |                        |             |
| Число сидячих мест                                                      | Базовая модель                                                          | 344                    | 212                    | 40                     | 44                     | —           |
| Число сидячих мест                                                      | Модификации А и Б                                                       | 328                    | 202                    | 38                     | 42                     | 42          |
| Общая вместимость при плотности 6 чел/м²                                | Базовая модель                                                          | 1688                   | 1043                   | 199                    | 215                    | —           |
| Общая вместимость при плотности 10 чел/м²                               | Базовая модель                                                          | 2592                   | 1602                   | 306                    | 330                    | —           |
| Тягово-мощностные характеристики                                        |                                                                         |                        |                        |                        |                        |             |
| Напряжение и род тока                                                   | Напряжение и род тока                                                   | 750 В постоянного тока | 750 В постоянного тока | 750 В постоянного тока | 750 В постоянного тока | —           |
| Мощность двигателей, кВт                                                | Базовая модель                                                          | 5440 (8×4×170)         | 3400 (5×4×170)         | 680 (4×170)            | 680 (4×170)            | —           |
| Мощность двигателей, кВт                                                | Модификации А и Б                                                       | 4080 (6×4×170)         | 2720 (4×4×170)         | 680 (4×170)            | 680 (4×170)            | —           |
| Конструкционная скорость, км/ч                                          | Конструкционная скорость, км/ч                                          | 90                     | 90                     | 90                     | 90                     | 90          |
| Максимальное ускорение, м/с²                                            | при разгоне                                                             | 1,3                    | 1,3                    | 1,3                    | 1,3                    | 1,3         |
| Максимальное ускорение, м/с²                                            | при торможении                                                          | 1,3                    | 1,3                    | 1,3                    | 1,3                    | 1,3         |
| Время разгона при полной нагрузке, с                                    | до скорости 30 км/ч                                                     | 9                      | 9                      | 9                      | 9                      | 9           |
| Время разгона при полной нагрузке, с                                    | до скорости 60 км/ч                                                     | 21                     | 21                     | 21                     | 21                     | 21          |
| Время разгона при полной нагрузке, с                                    | до скорости 80 км/ч                                                     | 32                     | 32                     | 32                     | 32                     | 32          |
| Изменение ускорения (замедления) при пуске и служебном торможении, м/с³ | Изменение ускорения (замедления) при пуске и служебном торможении, м/с³ | 0,6                    | 0,6                    | 0,6                    | 0,6                    | 0,6         |
| Длина тормозного пути при торможении с максимальной скорости            | при рабочем электрическом автоматическом торможении                     | 335                    | 335                    | 335                    | 335                    | 335         |
| Длина тормозного пути при торможении с максимальной скорости            | при торможении по командам АРС                                          | 388                    | 388                    | 388                    | 388                    | 388         |
| Длина тормозного пути при торможении с максимальной скорости            | при экстренном торможении                                               | 295                    | 295                    | 295                    | 295                    | 295         |
| Коэффициент плавности хода                                              | Коэффициент плавности хода                                              | 3,25                   | 3,25                   | 3,25                   | 3,25                   | 3,25        |
| Коэффициент возврата энергии при рекуперации                            | Коэффициент возврата энергии при рекуперации                            | 0,35                   | 0,35                   | 0,35                   | 0,35                   | 0,35        |

## Конструкция

### Механическая часть

#### Кузов

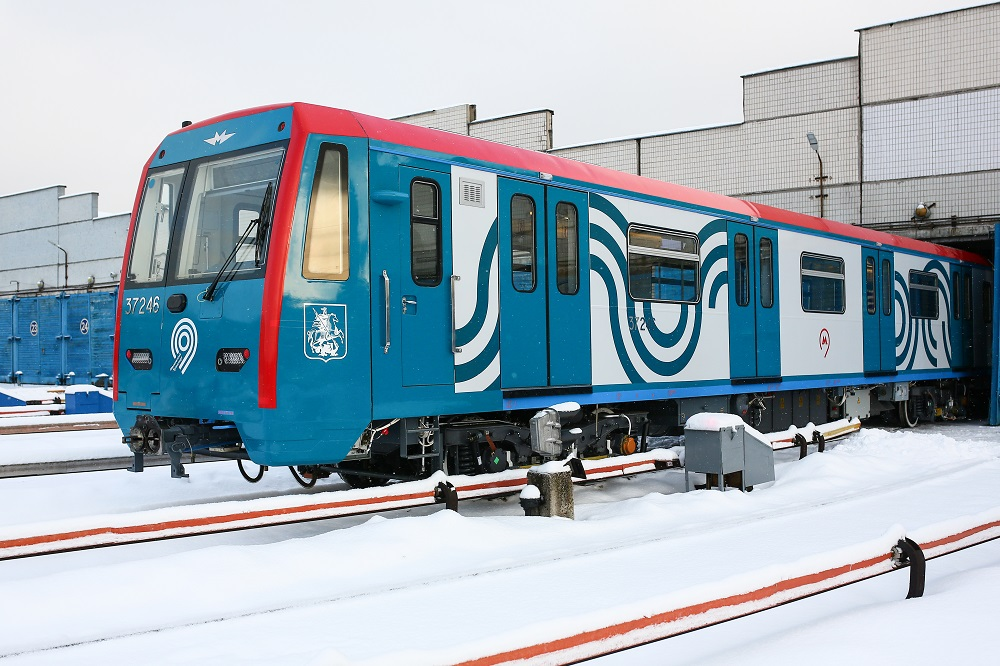
Головной вагон 81-760 «Ока» № 37246 в брендированном оформлении Московского транспорта, которое он временно имел в 2014 году

Кузова вагонов «Ока» цельнометаллические сварной конструкции, с несущей наружной обшивкой. Рама кузова изготовлена из низколегированной стали повышенной прочности, обработанной антикоррозионными покрытиями. Стенки кузова и крыша изготовлены из нержавеющей стали. Жёсткость конструкции сохраняет геометрию внутреннего пространства пассажирского салона при воздействии силы сжатия до 50 тонн и растяжения до 35 тонн, что в большинстве случаев позволяет избежать травм у пассажиров в случае аварии. Длина кузова головных вагонов составляет 20120 мм, а промежуточных — 19140 мм. Срок службы кузова составляет не менее 35 лет.
По торцам всех вагонов на уровне рамы установлены автосцепки Шарфенберга принятой в российских метрополитенах конструкции, которая обеспечивает контроль правильности сцепа и исключает саморасцеп вагонов. Автосцепки имеют разъёмы полуавтоматического соединения тормозной и напорной пневмомагистрали, а автосцепки на торцевых неголовных стенах также имеют электроконтактную коробку для автоматического соединения электрических цепей состава (у головных вагонов спереди она отсутствует). Сцепные устройства обеспечивают сцепляемость вагонов при скоростях движения до 5 км/ч.
Лобовая часть головных вагонов имеет небольшой наклон с плавным изгибом назад при переходе лобовой стенки снизу вверх. У вагонов 81-760 и 81-760А с правой стороны лобовой части имеется торцевая передняя эвакуационная дверь со складной лестницей внутри, откидывающаяся вертикально наружу при необходимости безопасного выхода пассажиров на уровень путей через кабину машиниста в чрезвычайных ситуациях и разделяющая лобовое стекло на две части. У вагонов 81-760Б эвакуационная дверь отсутствует и лобовое стекло сплошное. На головной части вагона расположены антенны для связи, беспроводного интернета и передачи видеосигнала с камер наблюдения. Буферные фонари у головных вагонов 81-760 и 81-760А расположены горизонтально и имеют прямоугольное сечение, правый фарный блок расположен в теле эвакуационной двери. На первых 90 головных вагонах 81-760 установлены галогенные фары круглой формы по две с каждой стороны, имеющие белые обводы (не считая экспериментальные 37001 и 37002, галогенные фары которых не имели обводов, а в 2011 году были заменены светодиодными), а начиная с вагона 30091 — светодиодные фары без обводов. У вагонов 81-760Б фары имеют наклонную треугольную форму и также имеют светодиоды. Нижние красные хвостовые огни расположены в буферных фонарях, а верхние — по краям над уровнем лобового стекла.

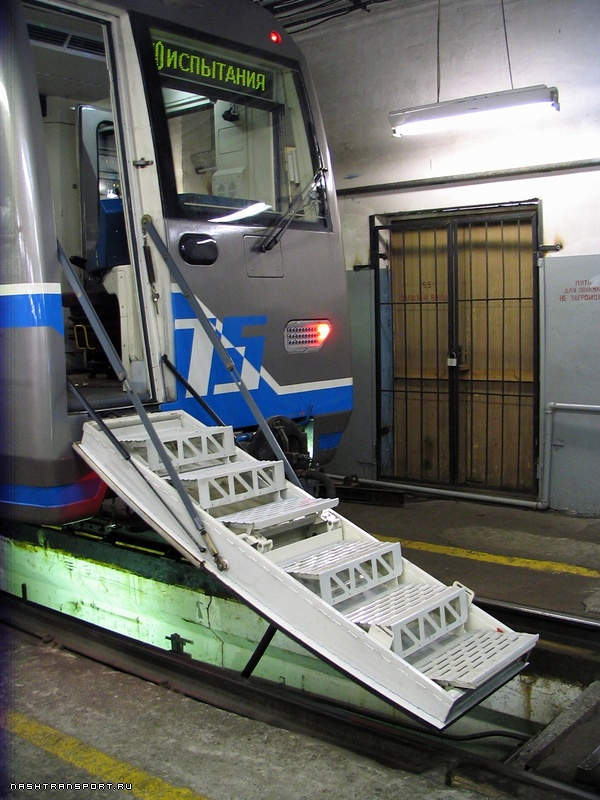
Лобовая часть 81-760/761 со светодиодными фарами и открытым эвакуационным трапом
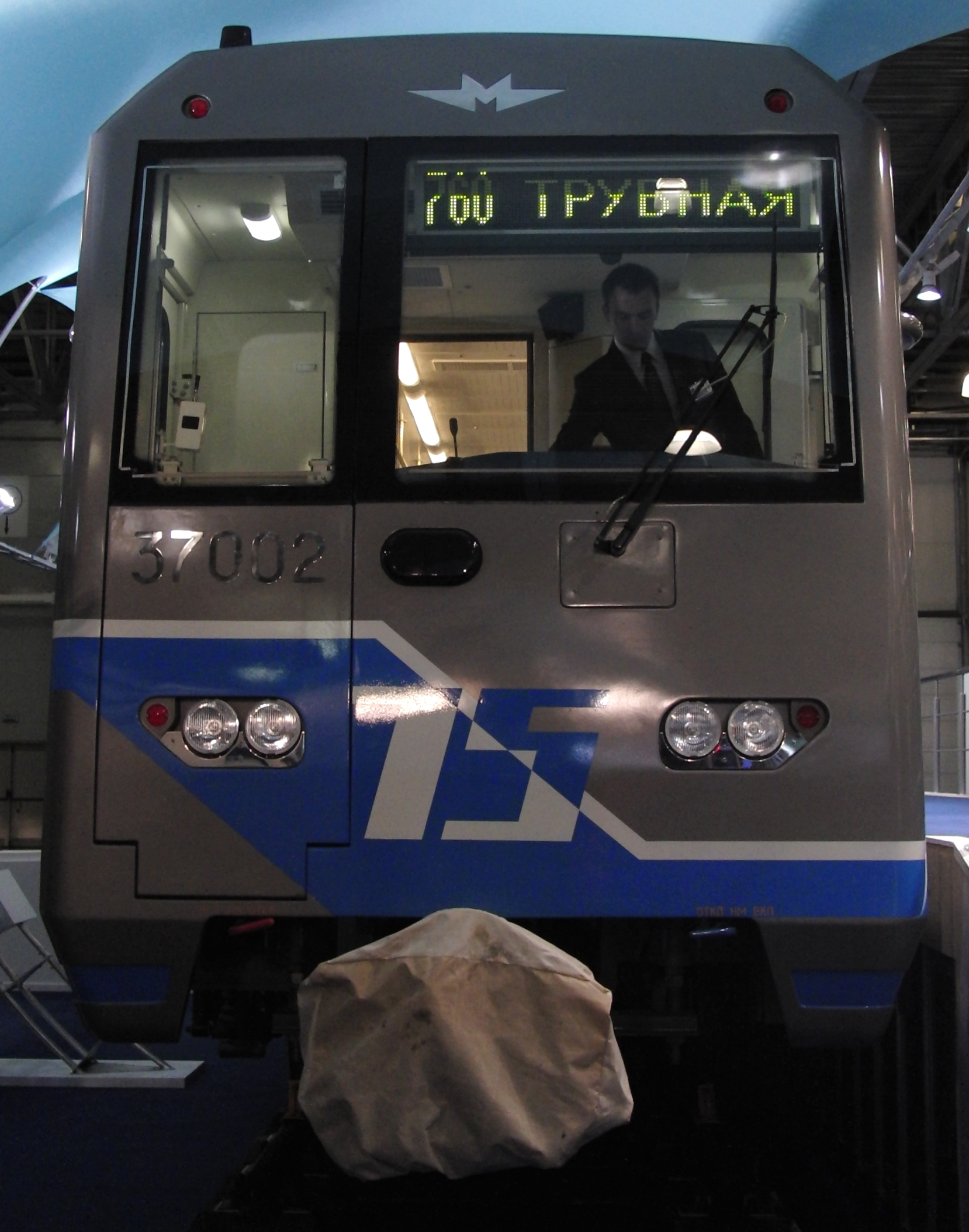
Лобовая часть 81-760/761 с галогенными фарами
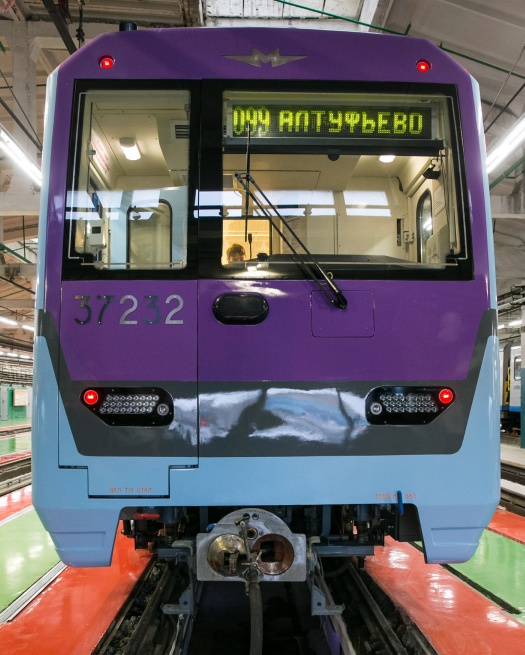
Лобовая часть 81-760А/761А/763А
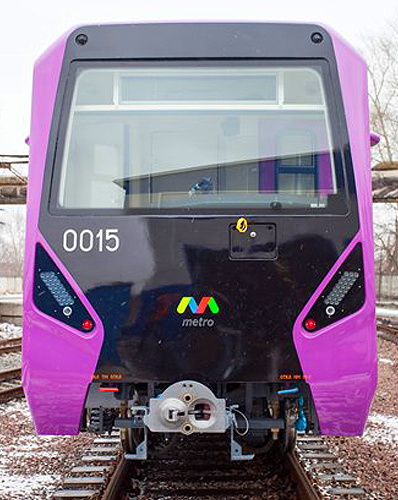
Лобовая часть 81-760Б/761Б/763Б

Боковые стенки вагонов гладкие и прямые для удобства автоматической мойки и обеспечения хороших динамических характеристик. У головных вагонов по бокам кабины машиниста расположены окна и одностворчатые двери, а также камеры видеоконтроля закрытия дверей, транслирующие изображение вдоль борта состава на пульт машиниста. Борта вагонов имеют двустворчатые парные автоматические двери прислонно-сдвижного типа для входа и выхода пассажиров. В пространстве между пассажирскими дверями имеются широкие стёкла с откидными форточками, а между крайними дверями и промежуточными торцами у поездов базовой модели без сквозного прохода — узкие стёкла без форточек (у поездов со сквозным проходом отсутствуют). У головных вагонов для входа машиниста с обеих сторон предусмотрены одностворчатые поворотные двери, открываемые внутрь.

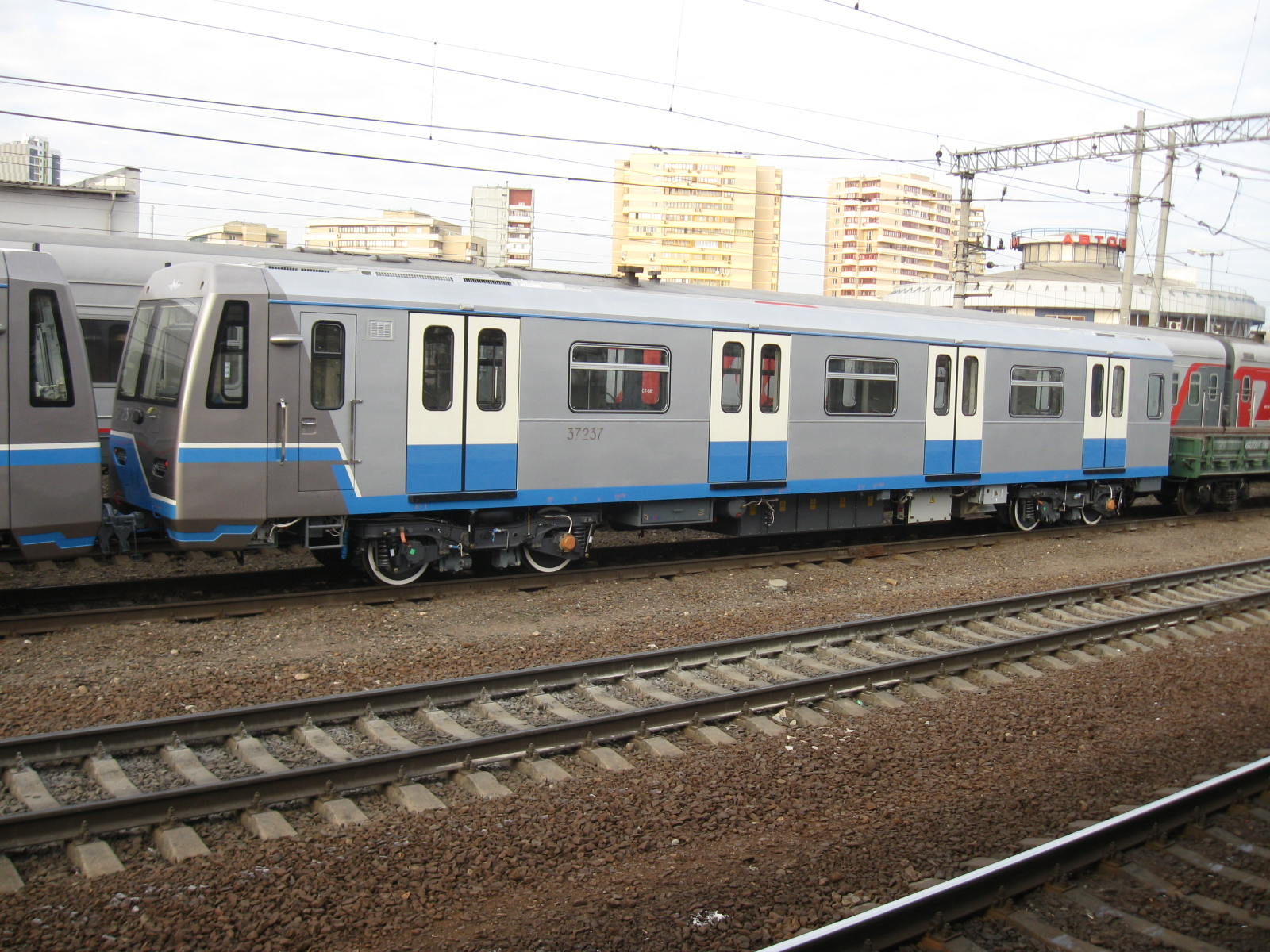
Вагон 81-760, вид сбоку
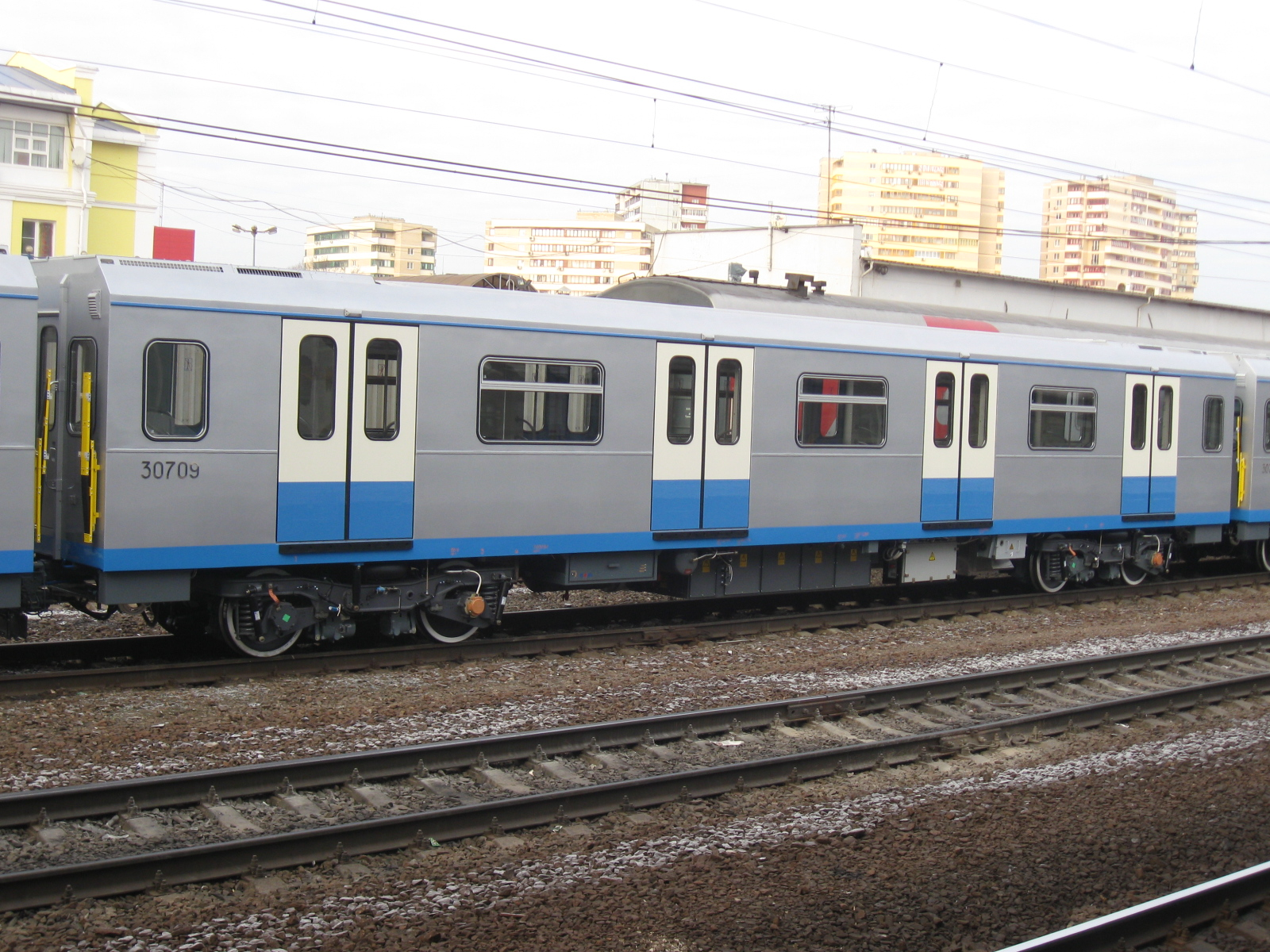
Вагон 81-761, вид сбоку

Торцевые промежуточные стенки поездов «Ока» базовой модели гладкие и прямые и имеют по центру торцевые двери для возможности служебного прохода между вагонами, а также два окна по бокам. Для повышения удобства и безопасности прохода над автосцепками у промежуточных торцов смонтированы небольшие переходные площадки, а по бокам от дверей снаружи и изнутри имеются вертикальные поручни. Для предотвращения падения пассажиров с платформы и проезда снаружи поезда между вагонами вблизи краёв установлены межвагонные предохранительные устройства (МПУ), окрашиваемые в жёлтый и чёрный цвета.

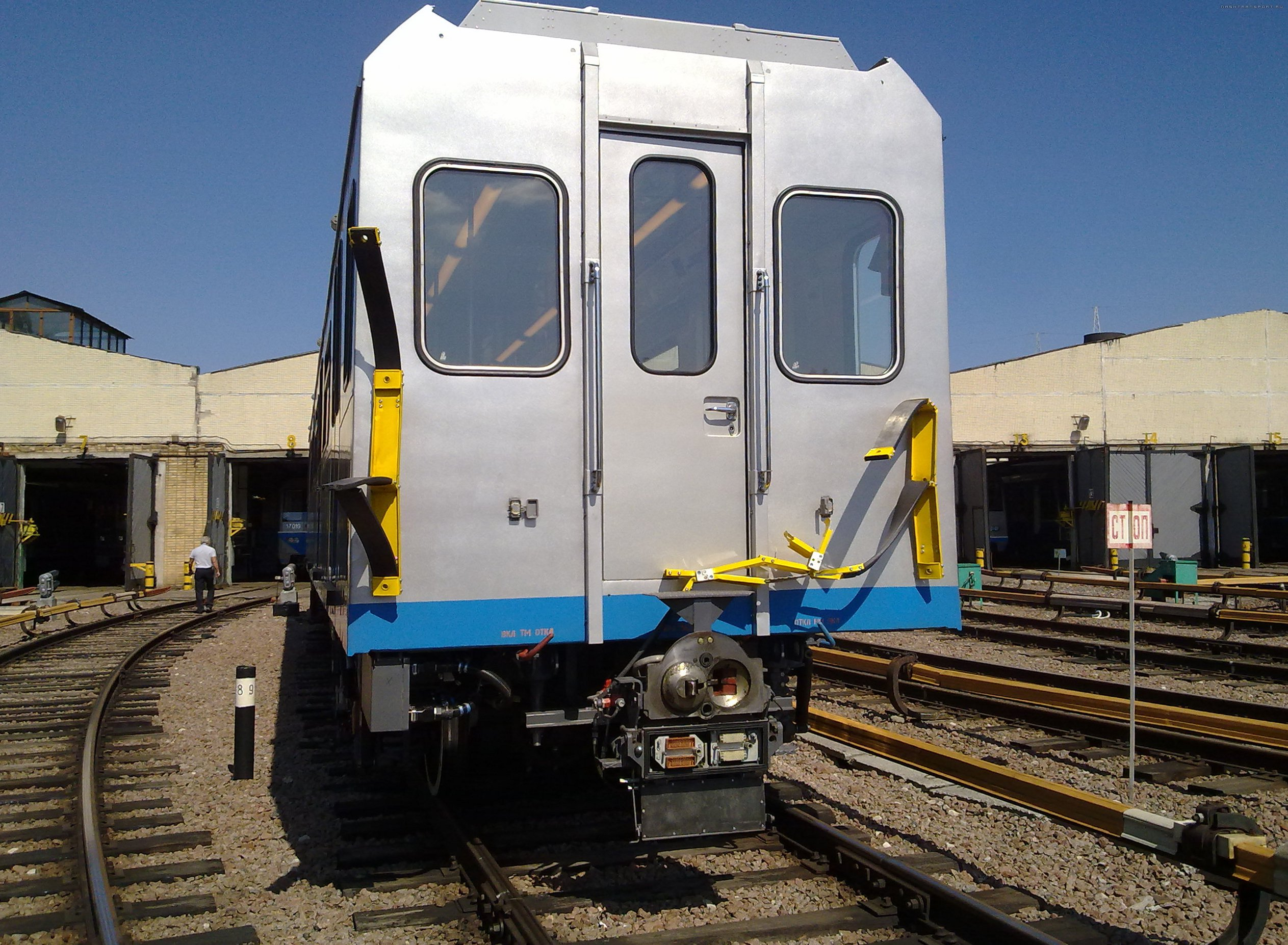
Промежуточная торцевая стенка
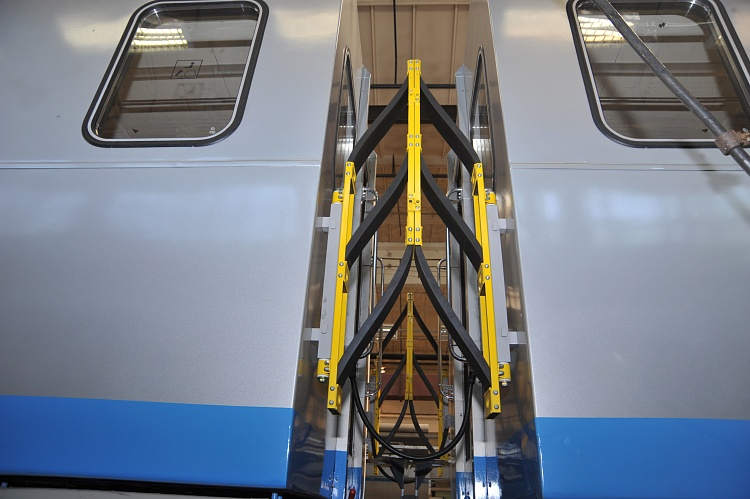
Межвагонные предохранительные устройства
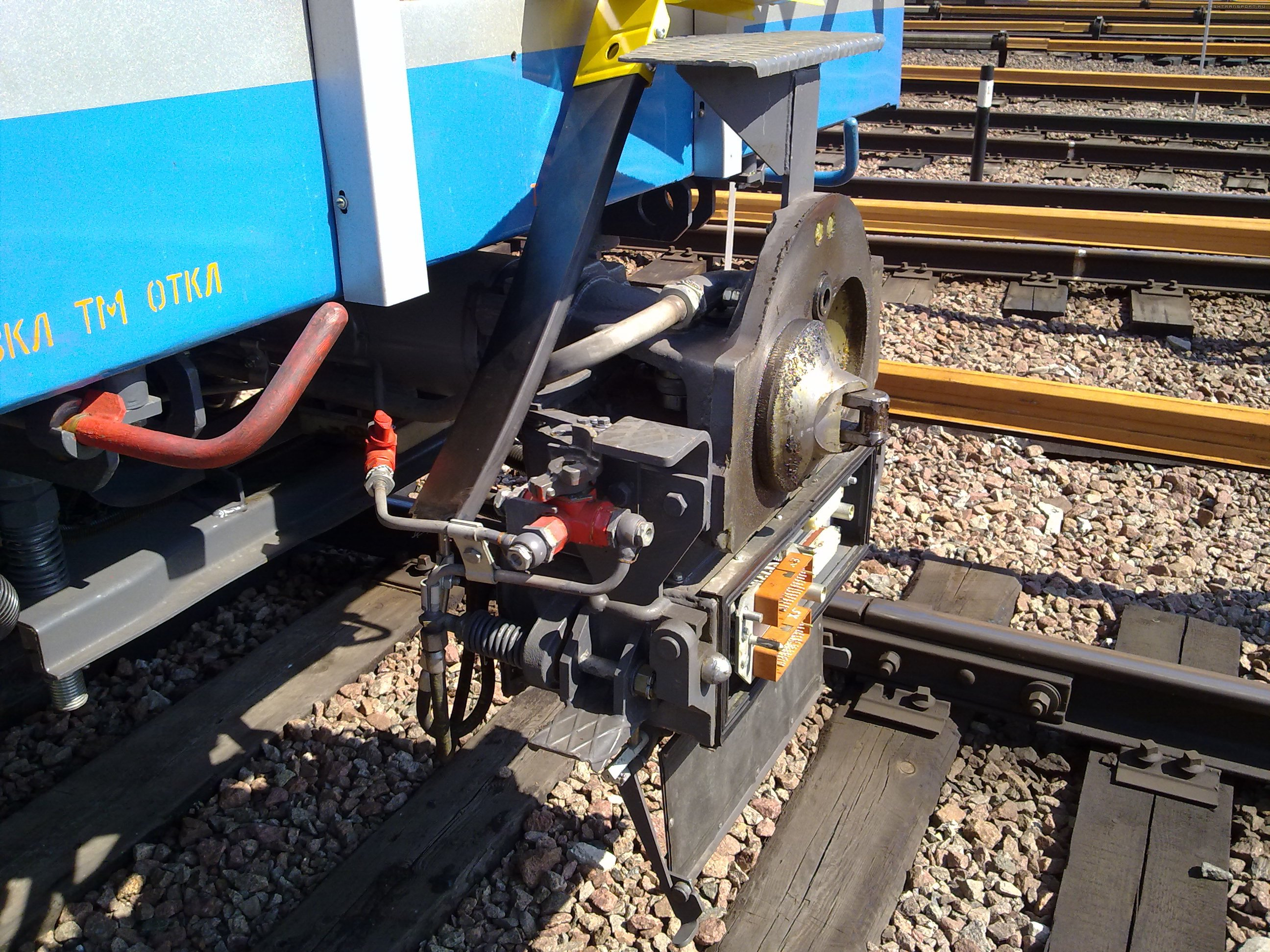
Автосцепка Шарфенберга с электроконтактной коробкой

У поездов 81-760А/761А/763А и 81-760Б/761Б/763Б между вагонами установлены герметичные межвагонные переходы типа «гармошка» производства компании Hübner, обеспечивающие сквозной проход пассажиров по составу и увеличивающие его вместимость за счёт возможности проезда их в межвагонном переходе. Межвагонный переход имеет две гармошки — внешнюю и внутреннюю. По наружной ширине и высоте переходы близки к ширине вагонов, что по сравнению с вагонами базовой модели предотвращает возможность проезда снаружи поезда между вагонами на переходных площадках. Внешняя гармошка имеет прямоугольную форму со скруглениями углов, внутренняя в нижней части сужается по диагонали. Переходы имеют высокую степень звуковой и теплоизоляции и способствуют равномерному распределению воздуха по составу, устраняя «мёртвые» климатические зоны.

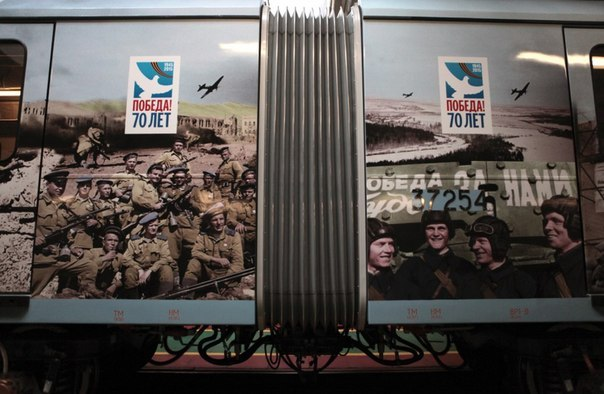
Гармошка между вагонами поезда 81-760А, вид сбоку
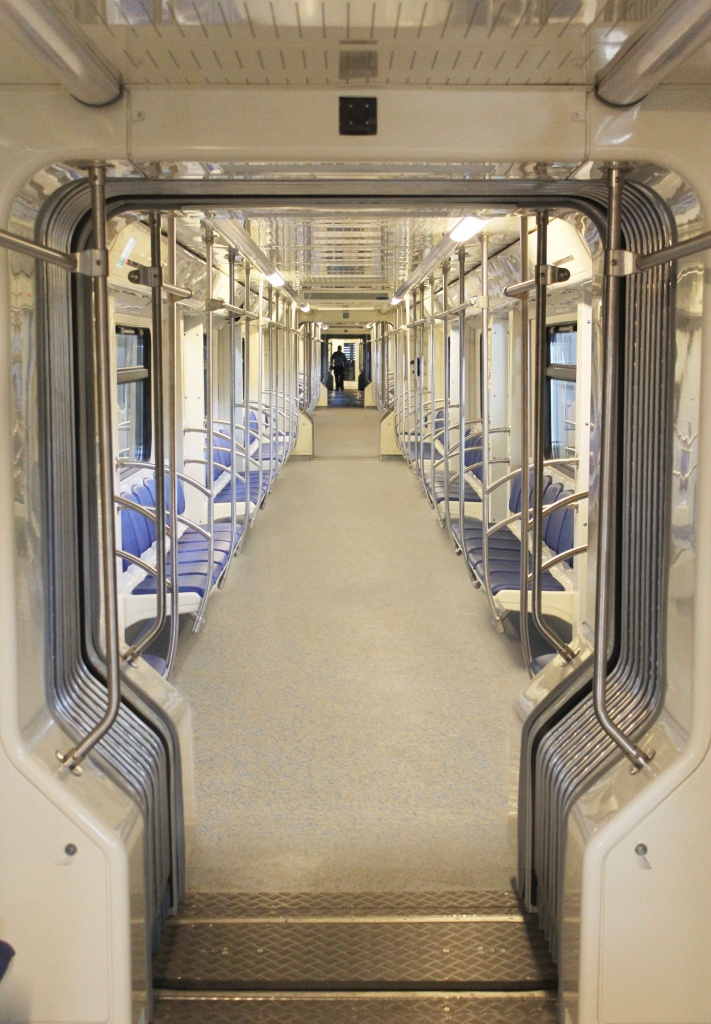
Межвагонный переход в 81-760А
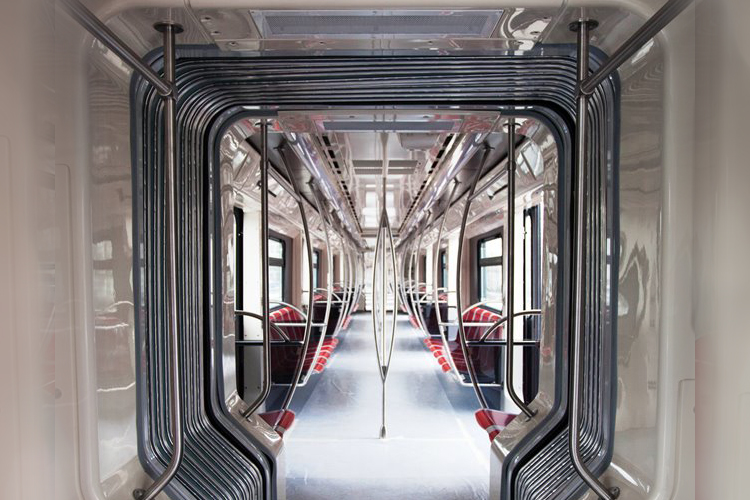
Межвагонный переход в 81-760Б

Крыша вагонов имеет плоскую форму с небольшими боковыми скатами и двумя углублениями вблизи торцов, в которых устанавливаются кондиционеры. У промежуточных торцов вагона устанавливаются широкие кондиционеры с двумя вентиляторами для пассажирского салона, а у лобовой части головного вагона в углублении увеличенной длины располагаются небольшой кондиционер кабины машиниста с одним вентилятором и сзади него — стандартный салонный широкий кондиционер с двумя вентиляторами.

#### Двери
Вагоны имеют по четыре дверных проёма с каждой стороны для входа и выхода пассажиров, рассчитанных на высокие платформы станций метрополитена. Ширина дверного проёма составляет 1250 мм.
Каждый дверной проём оснащён двустворчатыми прислонно-сдвижными дверями производства компании IFE с пневматическим приводом. В верхней части каждой створки установлен стеклопакет со скруглёнными углами. Двери снабжены системой противозажатия пассажиров и датчиками контроля закрытия, не позволяющие двигаться поезду в режиме тяги при открытых дверях. У дверных проёмов снаружи имеются мигающие красные лампы и звуковые устройства предупреждения о закрытии, обычно включаемые одновременно с предупредительным объявлением о закрытии дверей в салоне. У вагонов раннего выпуска на каждой двери снаружи и изнутри имеется кнопка зелёного цвета для её открытия в непиковое время в режиме открытия по требованию. Поскольку вагоны 81-760/761 «Ока» поставлялись только в Московский метрополитен на линии с очень высоким пассажиропотоком, режим пассивного открытия дверей по требованию пассажиров оказался невостребованным, и начиная с вагона 30300 кнопка на дверях не устанавливалась.

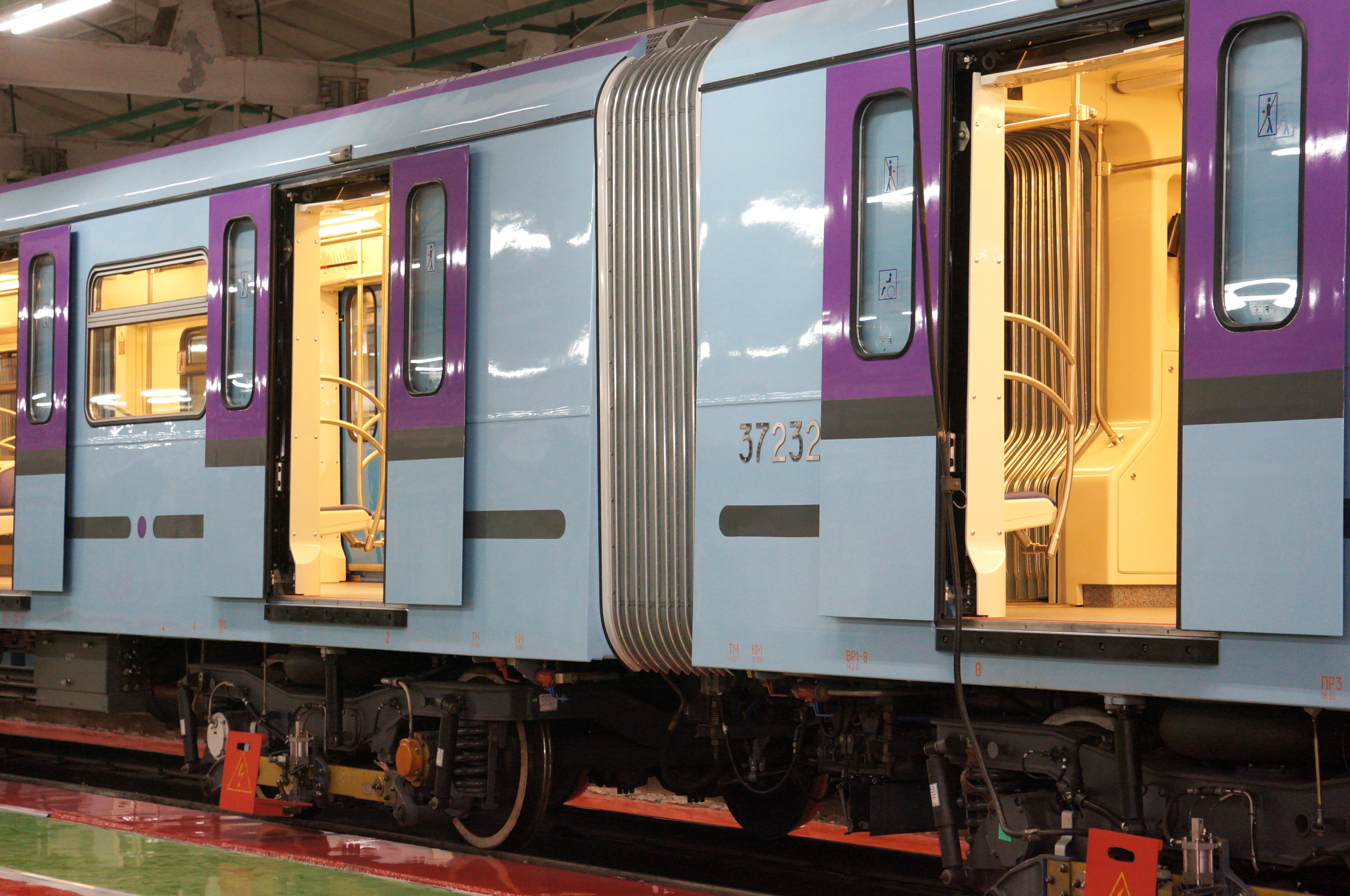
Двери в открытом состоянии
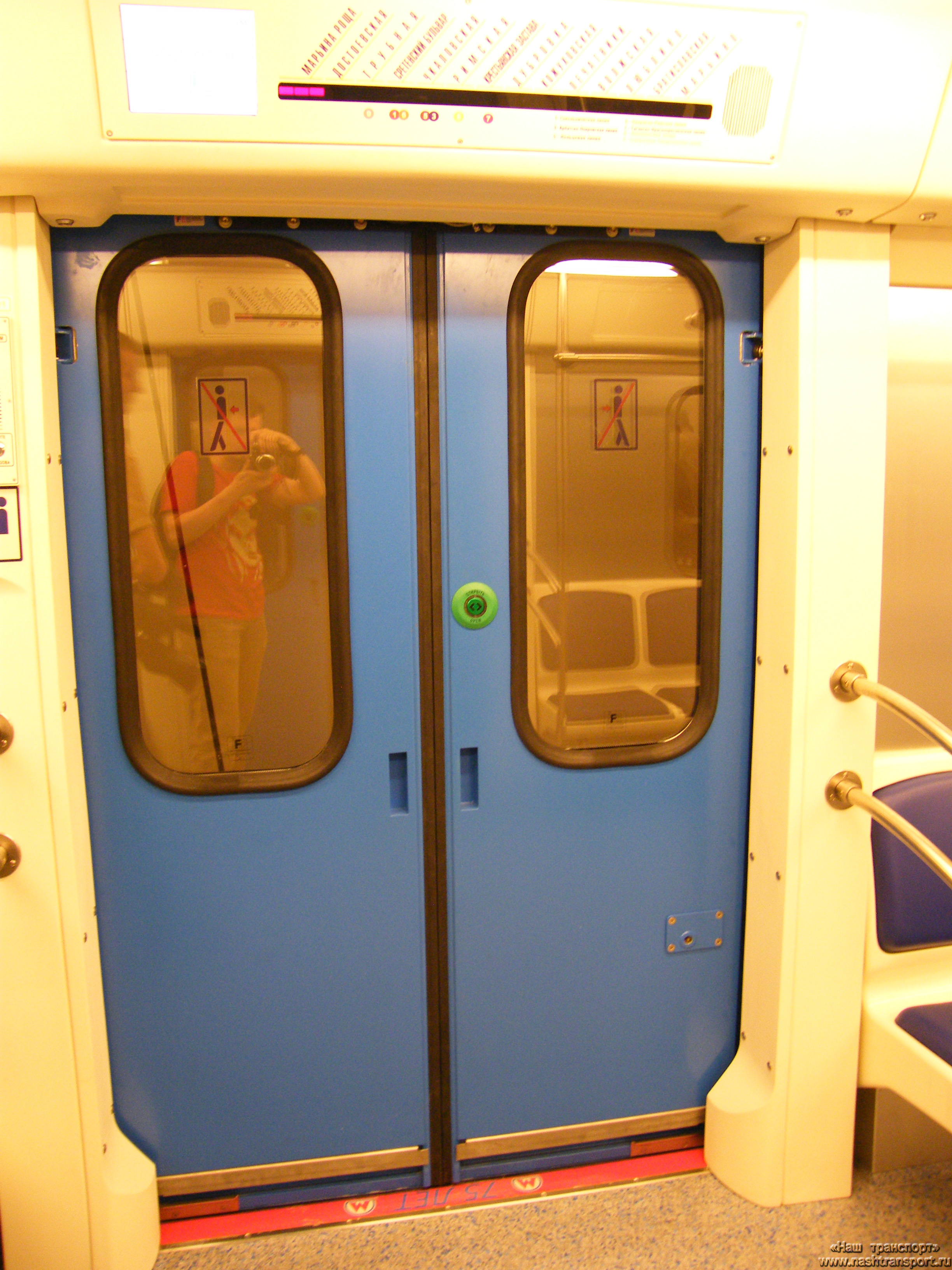
Двери изнутри
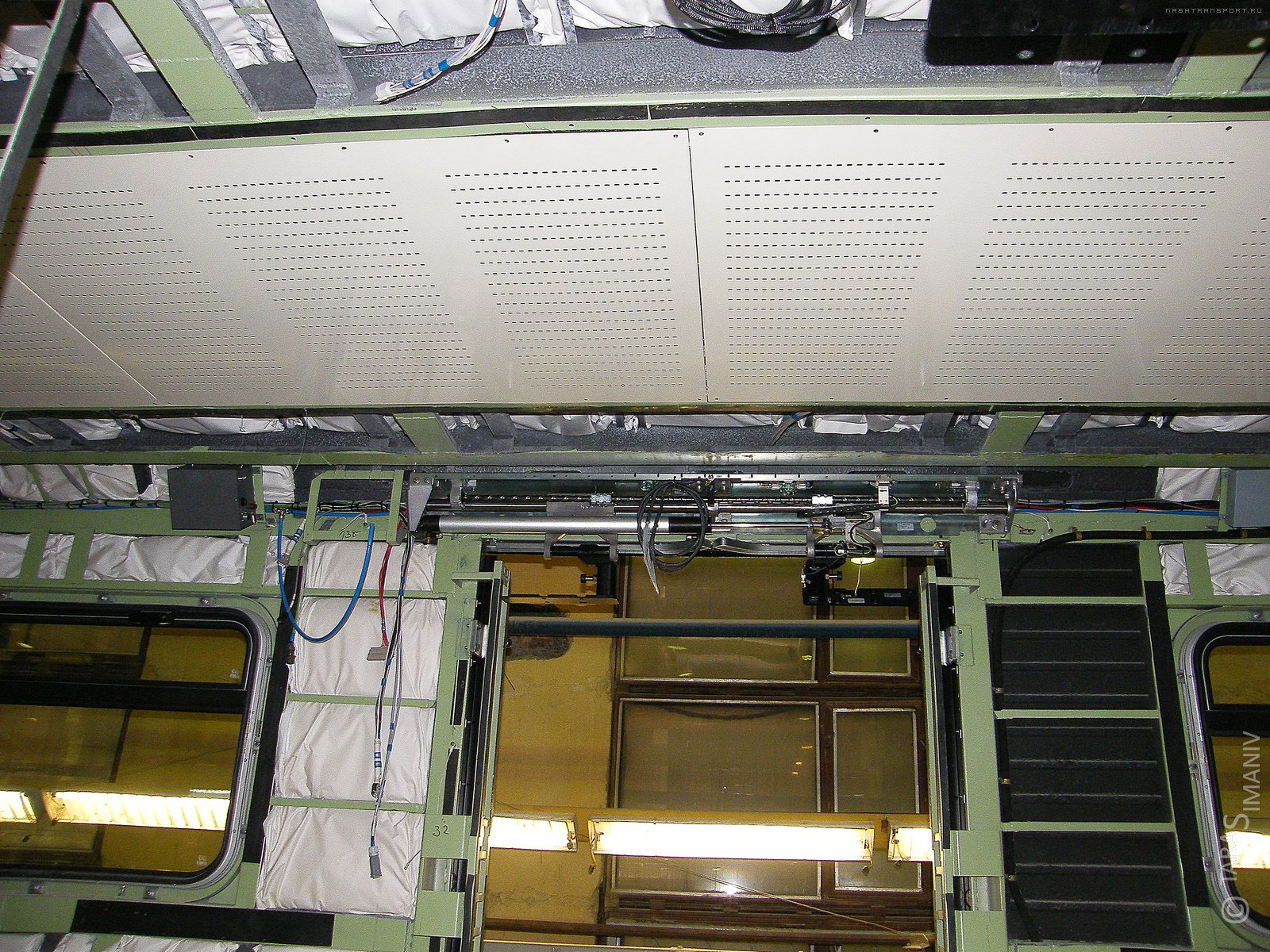
Механизм дверного привода

На торцах вагонов «Ока» без сквозного прохода имеются одностворчатые поворотные двери с трёхгранным замком и электропневматической системой блокировки, при открытии поворачивающиеся внутрь вагона. По требованиям безопасности метрополитенов из-за отсутствия стенок межвагонного перехода эти двери используются только в служебных целях и при эксплуатации поездов с пассажирами находятся в закрытом состоянии. Для предотвращения самовольного открытия пассажирами двери оснащены блокировочной системой, управляемой с пульта машиниста, и датчиками открытия.
Кабина управления имеет две одностворчатые боковые поворотные двери с окнами, запорными устройствами и сигнализацией открытия. Для возможности входа и выхода машиниста с уровня насыпи сбоку от дверей имеются поручни, а под ними предусмотрены вертикальные подножки. В задней части перегородки между кабиной и салоном также имеется поворотная дверь без окон с замком и сигнализацией на открытие для предотвращения прохода в кабину посторонних лиц из числа пассажиров.

#### Тележки

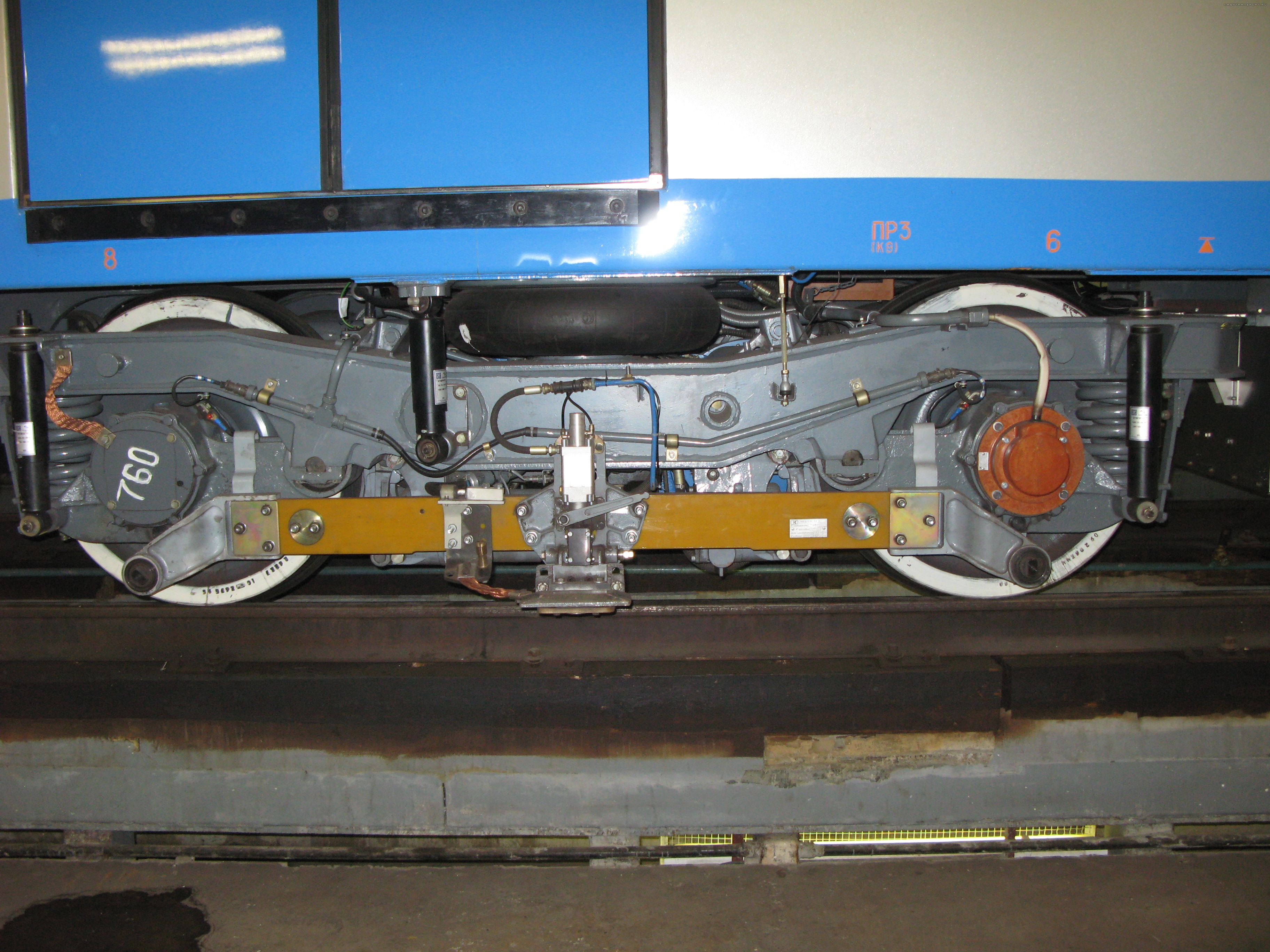
Моторная тележка, вид сбоку

Каждый вагон имеет две двухосные тележки с пневмоподвешиванием. На вагонах 81-760 и 81-761 всех модификаций устанавливаются моторные тележки, на вагонах 81-763 (модификаций А и Б) — немоторные тележки с электропневматическим торможением.
Рама тележки является её несущим элементом и имеет замкнутую сварную конструкцию коробчатого сечения. Изготовлена из низколегированной малоуглеродистой стали. Рама состоит из центральной балки, двух продольных балок и двух концевых балок. На центральной балке рамы установлены горизонтальная тяга с центральным упором и две пневморессоры, через которые на тележку опирается рама кузова. На балке также имеются опоры для подвешивания тяговых приводов с одной стороны и опоры для подвешивания регулировочных тяг с другой. На продольных балках закреплены сферические шарниры букс и буксовые амортизаторы, а также тормозные блоки.
Рама тележки опирается на две колёсные пары через комплекты буксового двухступенчатого рессорного подвешивания. Центральное подвешивание безлюлечное на пневморессорах. На первых трёх вагонах, как и на вагонах типа «Русич» и «Яуза», устанавливались тележки с двойным пневмоподвешиванием, а на последующих, прибывающих с ноября 2010 года — с тройным.
Тележки оборудуются фрикционными колодочными тормозными блоками немецкой компании Knorr-Bremse, по желанию заказчика вместо них могут быть установлены дисковые. Тележки имеют по шесть гидравлических гасителей колебаний и два бруса боковых токоприёмников. Токоприёмники расположены по центру каждого бруса и имеют возможность дистанционного отжатия, ручной фиксации отжатого положения и сигнализации отжатого состояния в кабину управления.
Передние тележки головного вагона несколько отличаются по оснащению от задних тележек головных и тележек промежуточных вагонов, хотя имеют аналогичную конструкцию. На передней тележке головного вагона горизонтальная тяга связи тележки с кузовом имеет большую длину и отличается направлением, также на ней устанавливаются автоматические гребнесмазыватели, подвеска приёмных катушек АРС и срывной клапан автостопа на одном из брусьев токоприёмника.
Колёсные пары состоят из оси, двух колёс, двух букс и редукторного узла на моторных тележках. Диаметр колеса по кругу катания при выпуске составляет 860 мм, в течение эксплуатации до замены колёсной пары допускается его стачивание до 810 мм.
Моторные тележки имеют два индивидуальных для каждой оси тяговых привода второго класса с опорно-рамной подвеской тягового двигателя и опорно-осевой подвеской редуктора. Двигатели опираются только на раму тележки, что снижает ударные нагрузки на двигатель при прохождении вагоном неровностей и стыков рельсов. Вал тягового двигателя соединяется с валом редуктора эластичной муфтой. Корпус тягового редуктора литой из стали, неразъёмный по оси колёсной пары, с лабиринтными уплотнениями. Передаточное число редуктора — 5,75. Передача крутящего момента в тяговом приводе осуществляется по схеме: тяговый электродвигатель — зубчатая полумуфта ведущая — зубчатый венец — зубчатая полумуфта ведомая муфты мембранной эластичной — вал-шестерня редуктора — шестерня — выходной вал — передаточный механизм — ось колёсной пары.

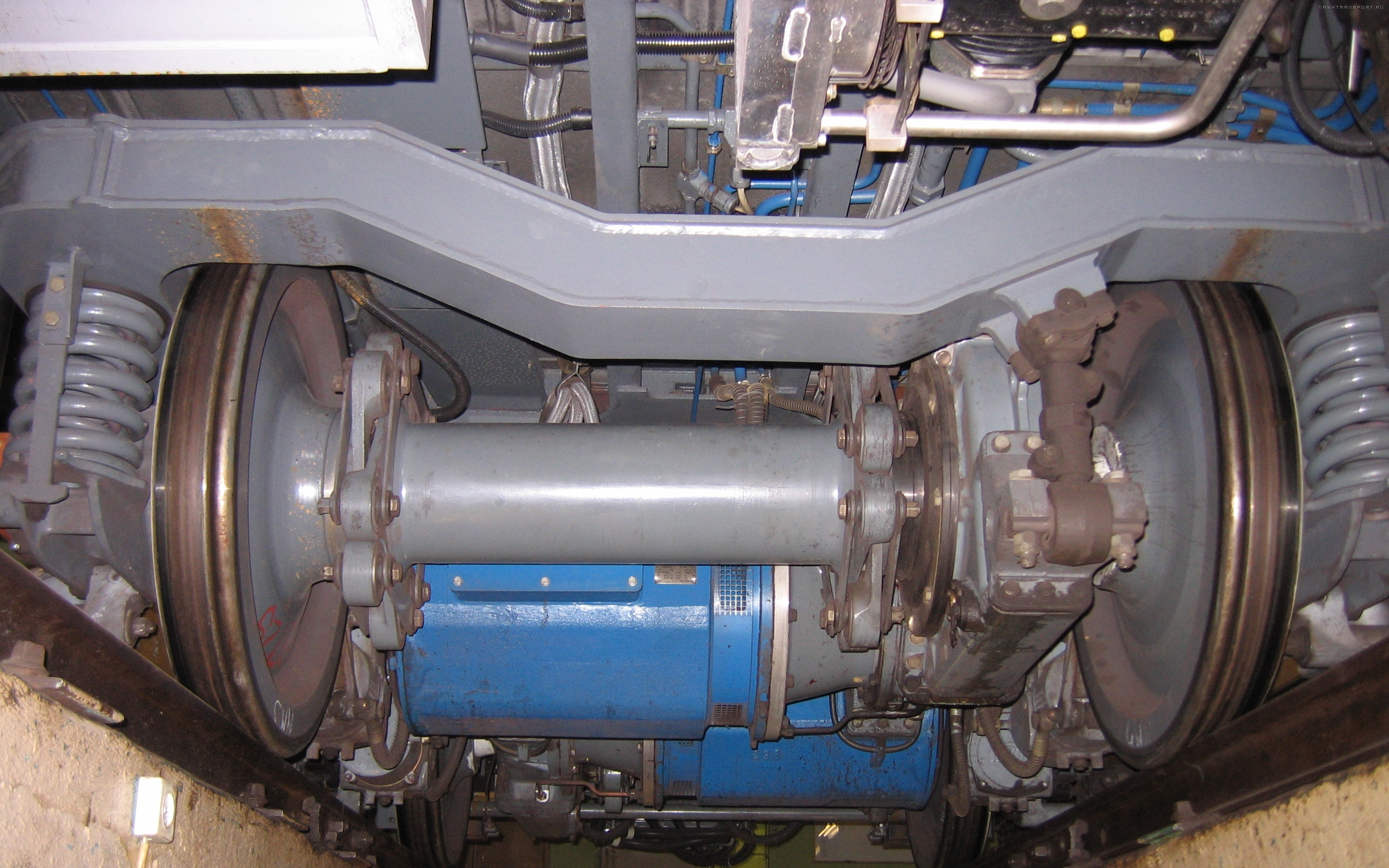
Колёсная пара
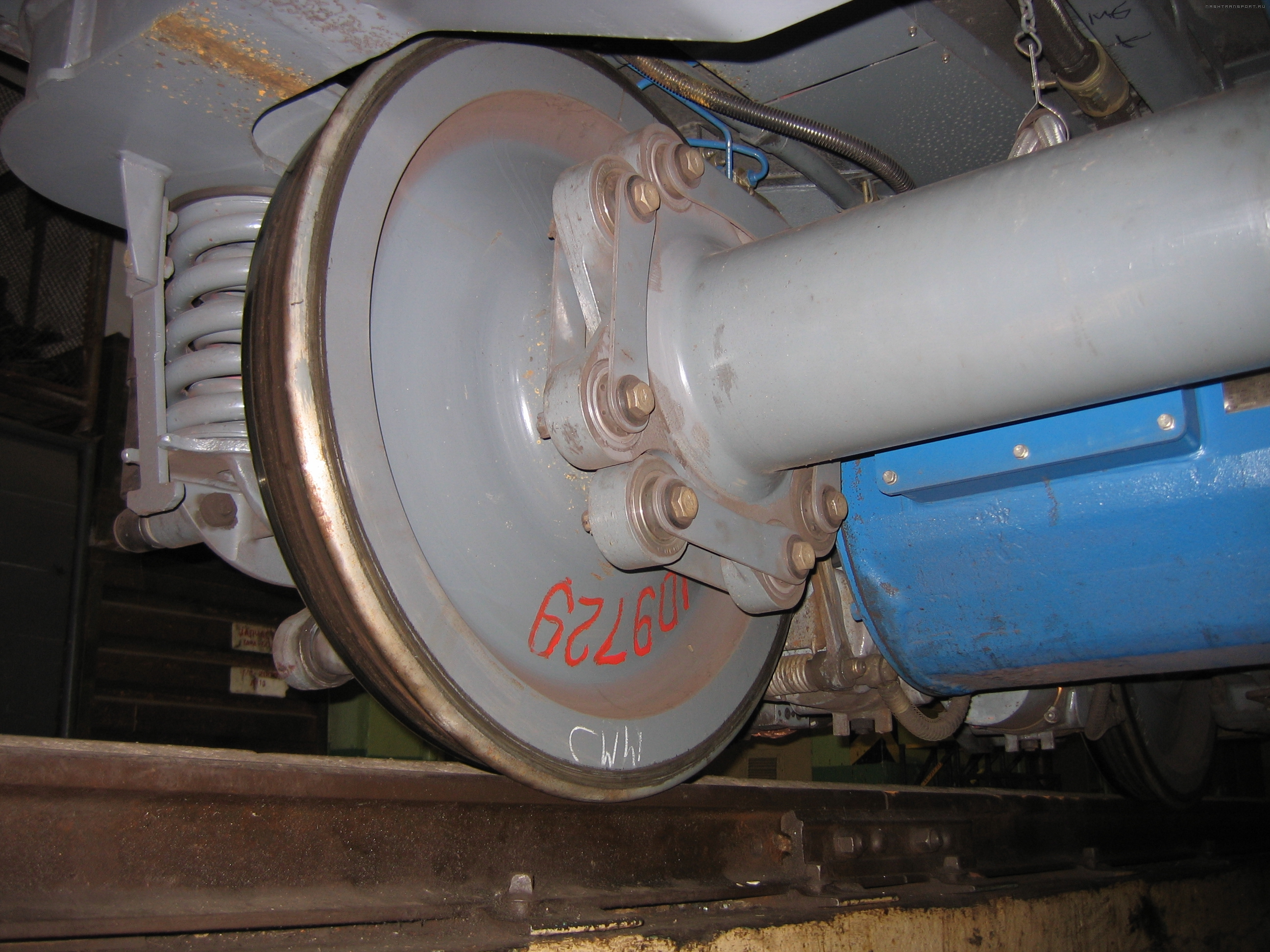
Колесо
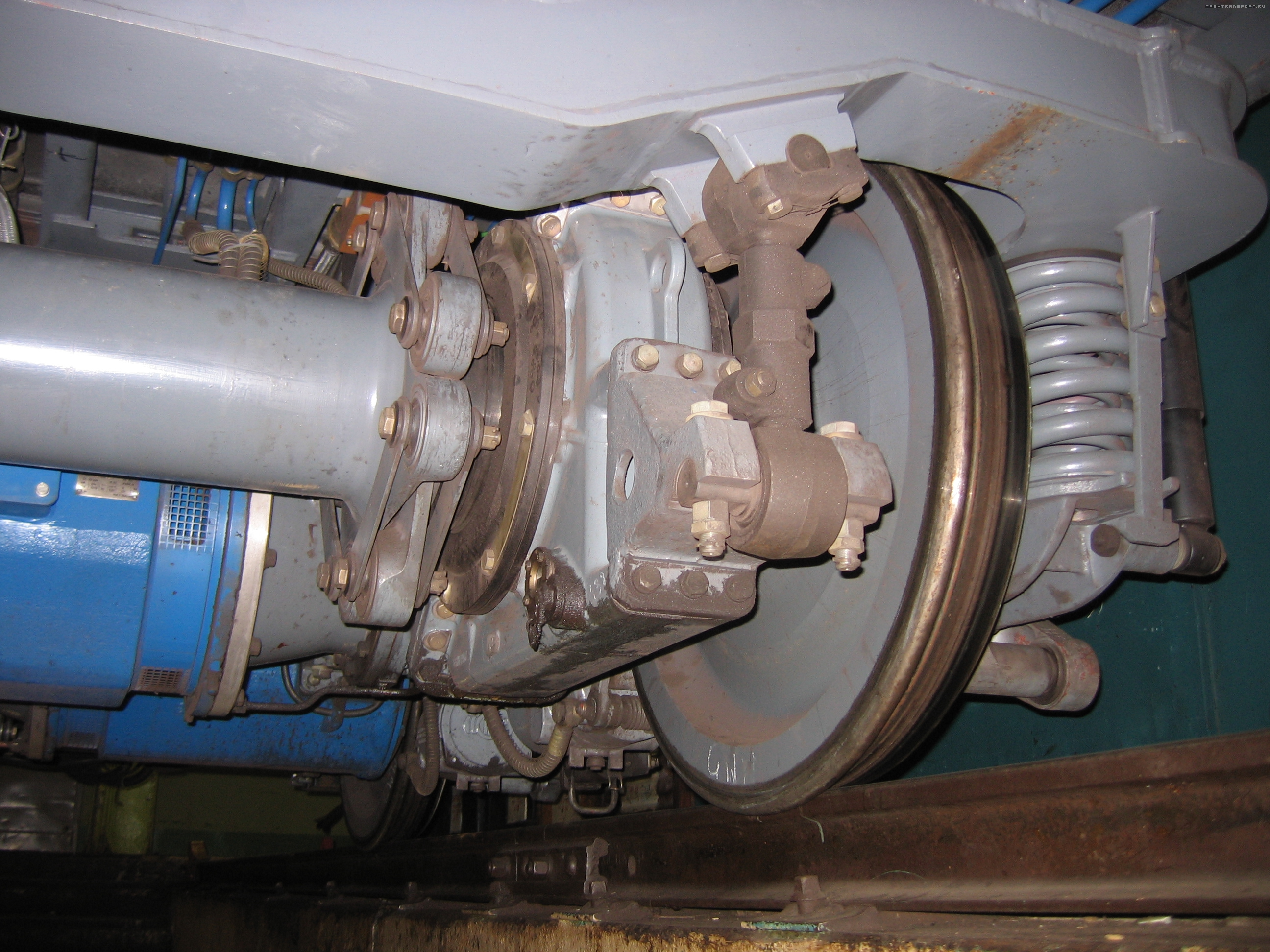
Редуктор

### Электрооборудование
Основная часть тягового и вспомогательного электрооборудования размещена в подвагонном пространстве между тележками, значительная часть находится внутри специальных контейнеров. Основное подвагонное оборудование включает в себя токоприёмники, блоки предохранителей, контейнер тягового инвертора, тяговые электродвигатели, тормозные резисторы, электродвигатели компрессора и вентиляторов и аккумуляторную батарею. На моторных вагонах установлен асинхронный привод российской разработки: на опытном составе — модели КАТП-1, на серийных вагонах, прибывающих с февраля 2012 года — модели КАТП-2.
Внутривагонное электрооборудование включает в себя системы управления поездом, наружного и внутреннего освещения, отопления и вентиляции салона и кабины, видеонаблюдения, информационные сети и оборудование радиосвязи.

#### Токоприёмники

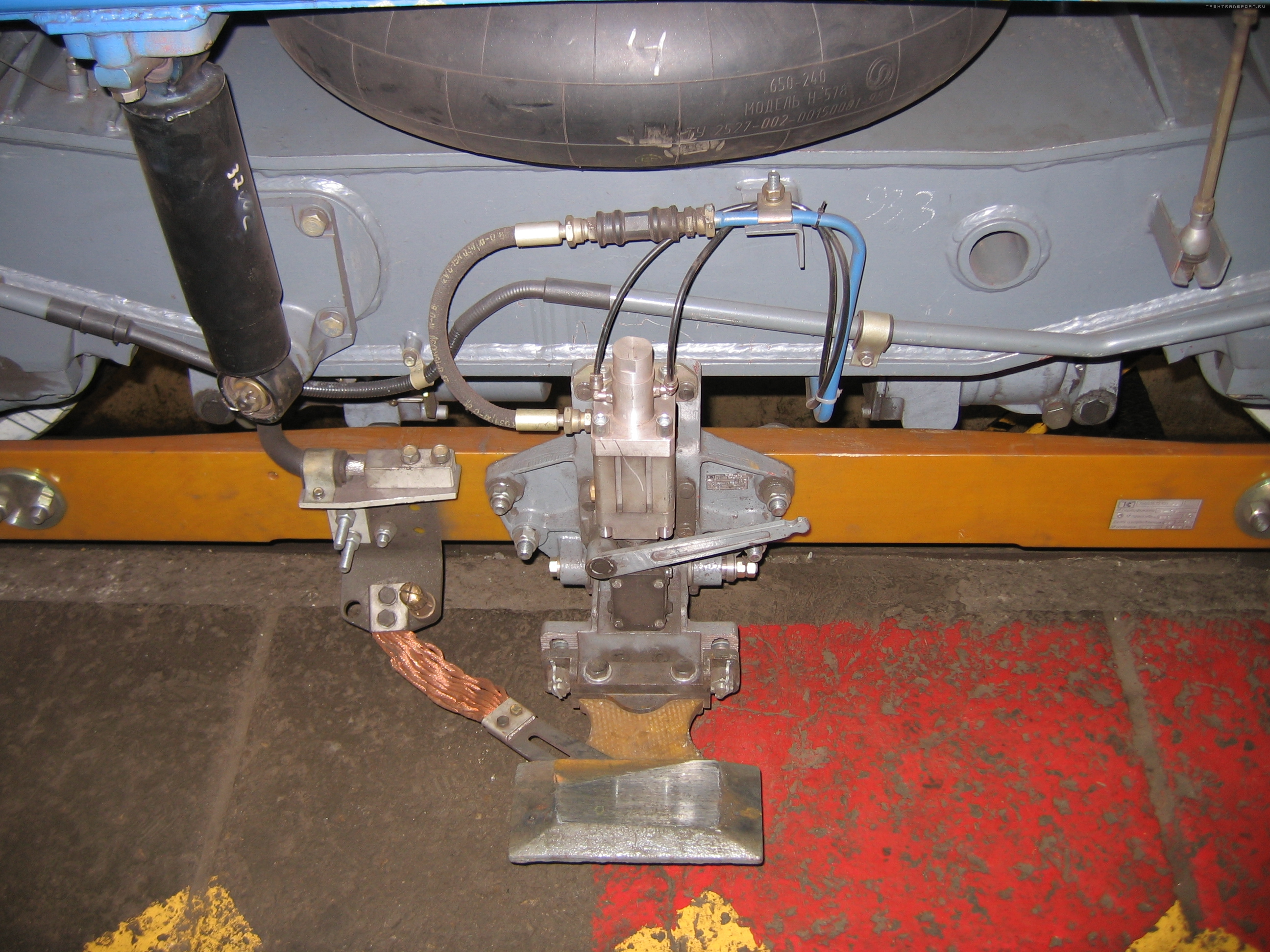
Токоприёмник

Токосъём осуществляется закреплёнными на тележках по бокам рельсовыми токоприёмниками ТРА-02 с нижнего бокового контактного рельса, электрифицированного постоянным током напряжением 750 В. Токоприёмники оснащены пневматическим приводом и предназначены для нижнего токосъёма электроэнергии с контактного рельса системы электроснабжения подвижного состава метрополитена, что обеспечивает питание высоковольтных силовых и вспомогательных цепей вагонов.

#### Первичное защитное оборудование

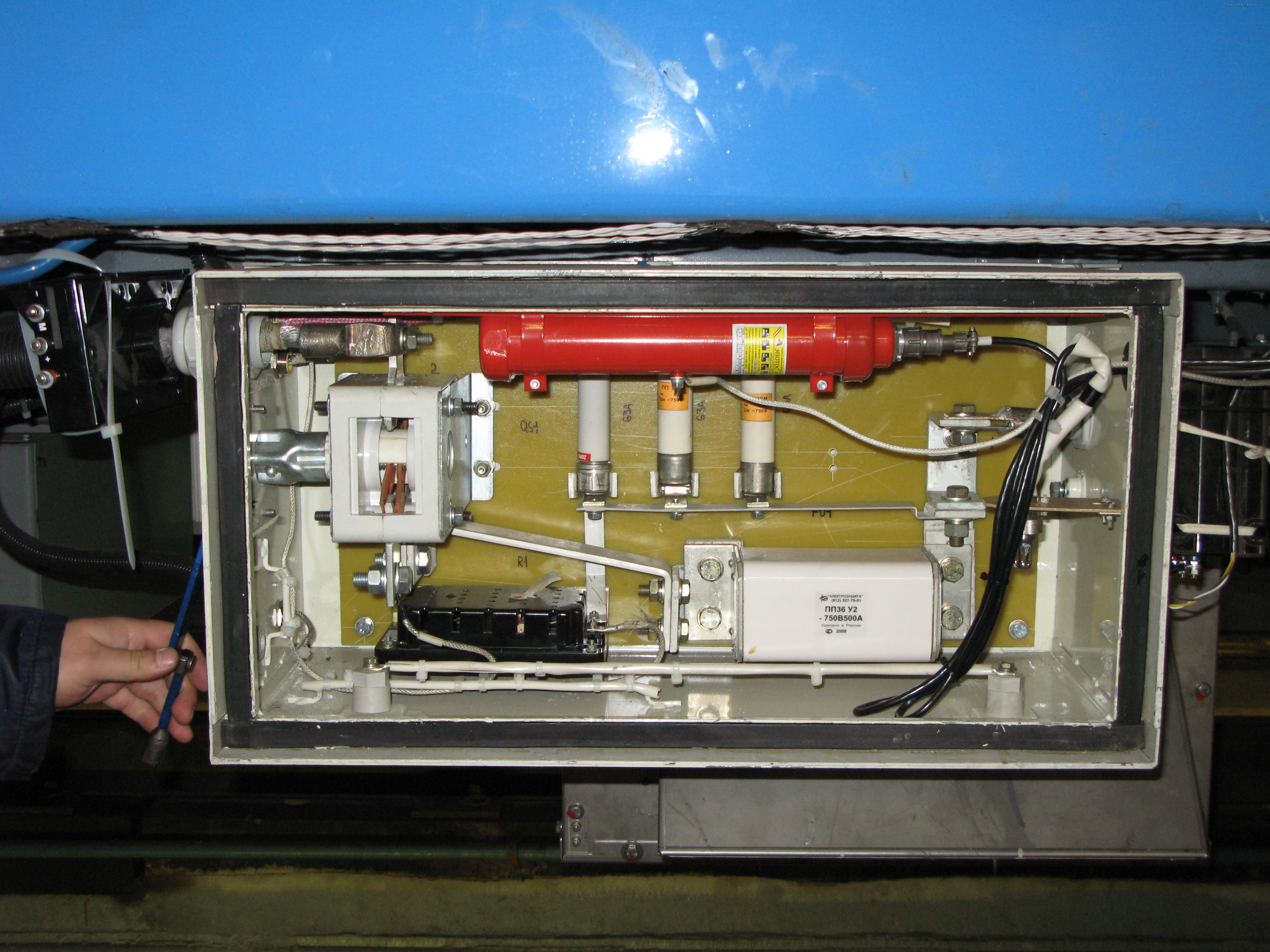
Ящик с высоковольтными предохранителями

От токоприёмников напряжение поступает в контейнер тягового инвертора (КТИ) через соединительные муфты, соединительный блок, главный предохранитель FU-1 и главный разъединитель БРУ-01. При замкнутом разъединителе напряжение подводится к быстродействующему выключателю, размещённому внутри контейнера тягового инвертора, который обеспечивает защиту электрооборудования инвертора от перенапряжения и токов короткого замыкания.

#### Силовое и управляющее тяговое оборудование

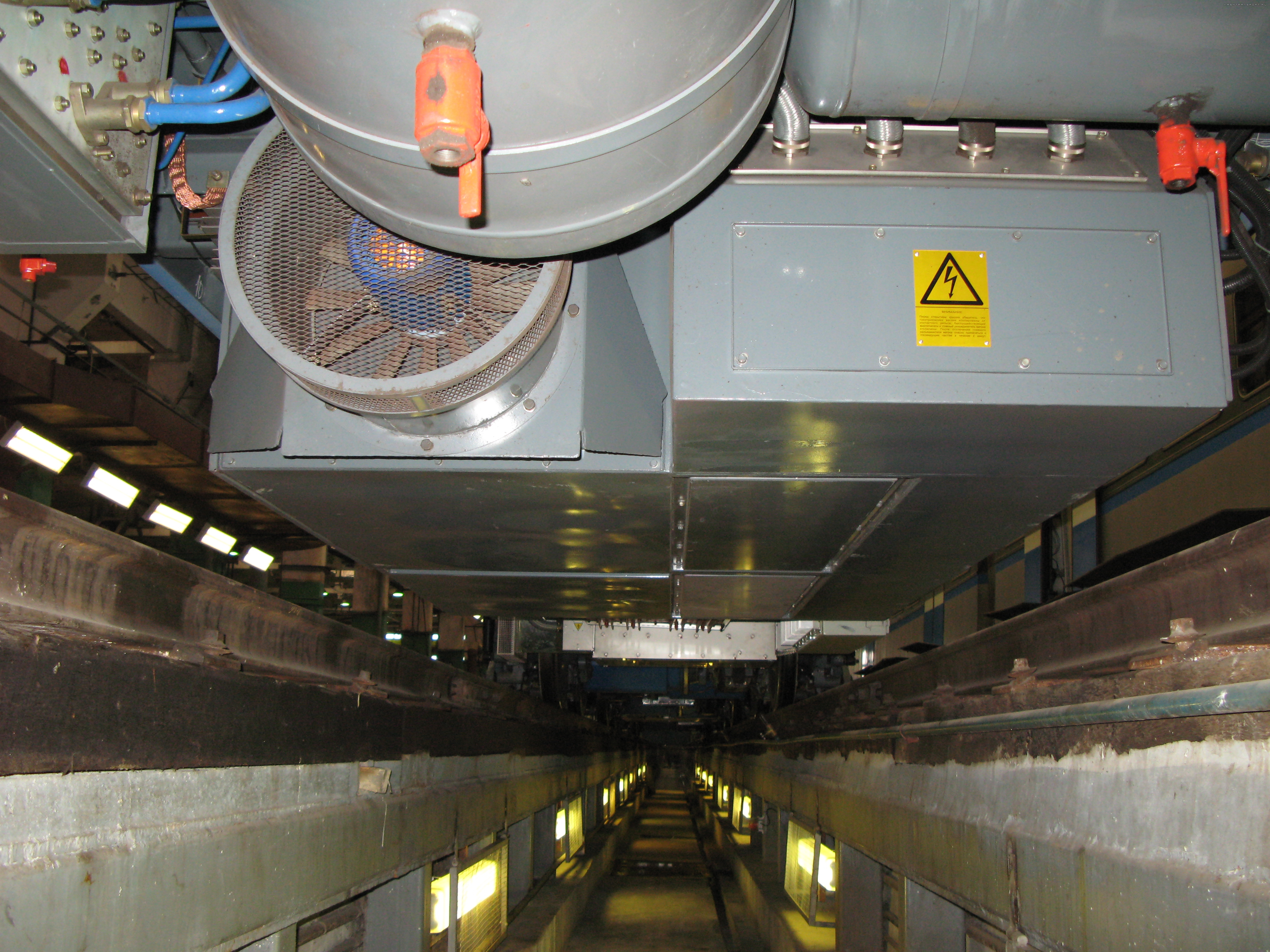
Контейнер тягового инвертора с видимым вентилятором. Слева расположено силовое оборудование, справа — управляющее

Основное силовое и тяговое оборудование вагона размещено в контейнере тягового инвертора. Оборудование отвечает за преобразование постоянного тока в подаваемый на двигатели переменный ток регулируемого напряжения и частоты в режиме тяги и управление тяговыми двигателями в режиме следящего рекуперативного и реостатного электрического торможения.
Корпус контейнера представляет собой металлическую сварную конструкцию, состоящую из нескольких секций. Секции контейнера разделены на отсеки, что позволяет отделить силовое оборудование от аппаратуры управления и обеспечить соответствие требованиям электромагнитной совместимости. Доступ к оборудованию, размещённому в отсеках, возможен через их крышки.
По центру корпуса проходят силовые кабели и шины. С одной стороны контейнера размещено оборудование для управления и измерения, включающее линейный и зарядный контакторы, оборудование дифференциальной защиты, источник питания, панель реле, блок управления тяговым приводом, а также датчики тока и напряжения. С противоположной стороны размещено силовое оборудование, включающее непосредственно силовой инвертор, сетевой фильтр для подавления колебаний тока, состоящий из конденсатора и индуктивного дросселя, быстродействующий выключатель, а также вентилятор охлаждения инвертора и тормозного резистора и его блок питания.
Силовой инвертор преобразует входное напряжение постоянного тока в трёхфазное напряжение переменного тока для питания тяговых электродвигателей. В состав инвертора также входит чоппер тормозного резистора тягового привода. Управление силовым инвертором осуществляется блоком управления тяговым приводом, который формирует импульсы управления транзисторами инвертора по методу широтно-импульсной модуляции.

#### Тяговые электродвигатели

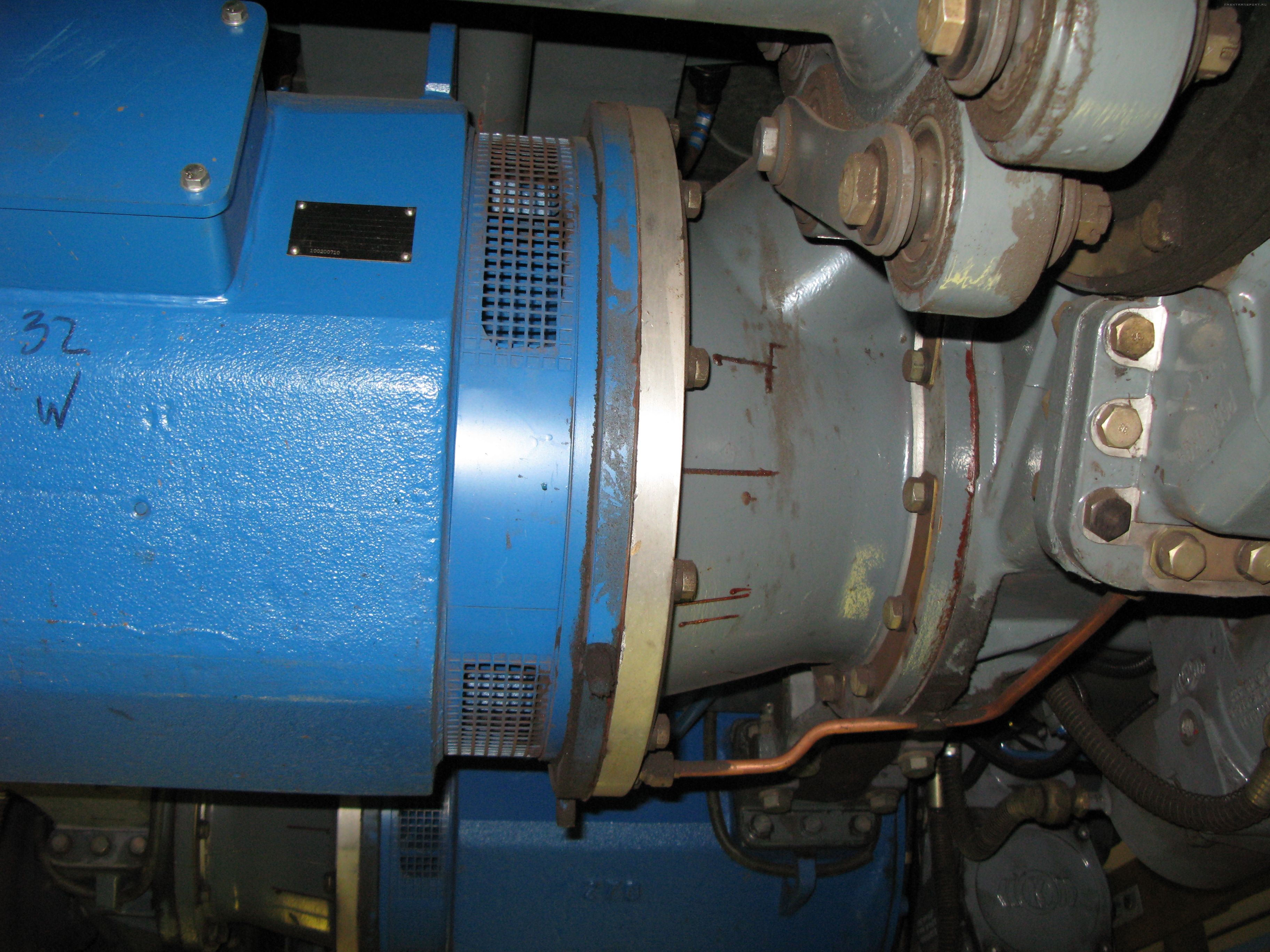
Тяговый электродвигатель и редуктор

Моторные вагоны имеют по четыре асинхронных тяговых электродвигателя, размещённых по два на тележке с индивидуальным приводом на каждую ось через редуктор. На вагонах 81-760/761 устанавливаются двигатели моделей ТАДВ-280-4 У2, ДТА-170 или ДАТМ-2 У2 отечественного производства; на вагонах модификации Б — двигатели производства японской компании Hitachi.
Тяговые двигатели асинхронные, трёхфазные, четырёхполюсные с короткозамкнутым ротором, самовентилируемые. Мощность каждого электродвигателя составляет до 170 кВт. Двигатели подключены к тяговому инвертору по параллельной схеме. Они могут работать как в режиме тяги, так и в режиме генерации напряжения при электрическом торможении. В режиме торможения вырабатываемая от движения состава электроэнергия может быть возвращена в контактную сеть (рекуперативное торможение), а при отсутствии рекуперации преобразуется в тепло на тормозном реостате (реостатное торможение).

#### Тормозной резистор

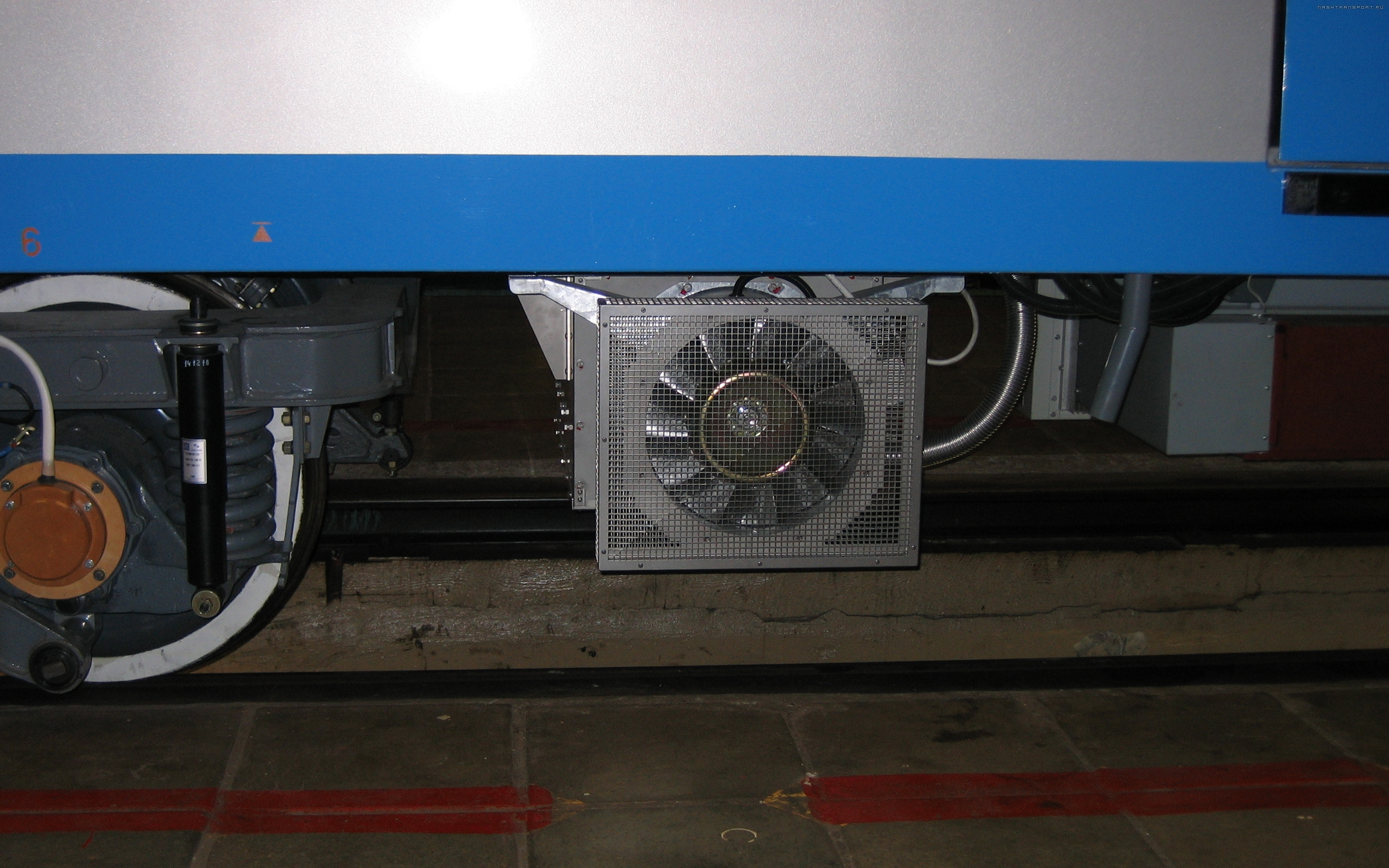
Вентилятор тормозного резистора

Тормозной резистор используется для преобразования энергии движения вагона в тепловую при торможении поезда и невозможности возврата выработанной двигателями энергии обратно в контактную сеть. Он состоит из трёх секций, соединённых последовательно. Каждая секция состоит из трёх резисторных элементов, соединённых параллельно. Резистор охлаждается вентилятором, закреплённым на фланец в конце резисторного блока. Вентилятор снабжён защитной решёткой для предотвращения засорения резистора и датчиком вращения.
Номинальное сопротивление тормозного резистора в нагретом состоянии — 0,44 Ом, номинальное (максимальное) напряжение резистора — 925 В, максимальная температура нагрева — 700°С, масса — 255 кг.

#### Аккумуляторная батарея
Аккумуляторная батарея вагона предназначена для электропитания напряжением постоянного тока 75 В электрических цепей управления. Аккумуляторный блок состоит из 56 отдельных аккумуляторов, соединённых комплектом перемычек и помещённых в металлопластиковый каркас. Аккумуляторы — щелочные никель-кадмиевые, не требующие периодической корректировки уровня электролита при работе в режиме длительного подзаряда малым током. Каждый аккумулятор состоит из блока положительных и отрицательных электродов, разделённых сепаратором.
Основные технические характеристики каждого отдельного аккумулятора:
- номинальная ёмкость — 70 А*ч;
- номинальное напряжение — 1,2 В;
- номинальный ток разряда — 14 А;
- продолжительность разряда током 14 А до 1,0 В при температуре (20±5) °С — 5,0 ч;
- масса с электролитом — 4,0 кг;
- диапазон рабочих температур — от −40°С до +40°С;
- срок службы — 8 лет.

Максимальный ток в токоведущей цепи — 60 А. Защита от перегрузки по току — два параллельно соединённых керамических предохранителя по 30 А.

#### Система управления

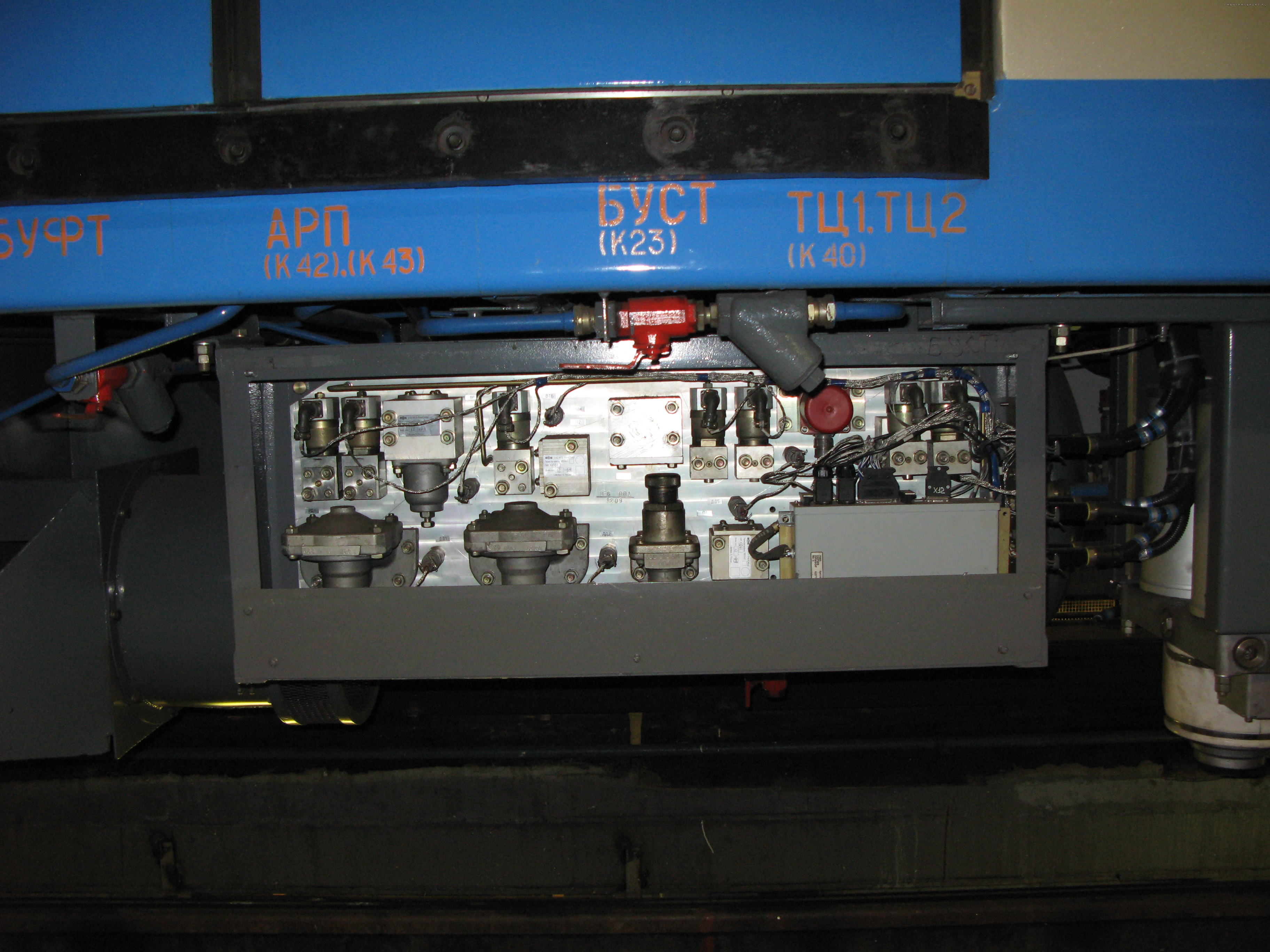
Блок управления фрикционным тормозом

Вагоны оборудованы двухуровневой микропроцессорной системой управления, диагностики и безопасности движения поезда «Витязь-М»:
- верхний уровень — управление поездом в целом;
- нижний уровень — управление оборудованием вагона.

Система обеспечивает управление и диагностику оборудования вагонов в реальном масштабе времени и существенно повышает надёжность работы основных систем поезда и безопасность перевозок. В отличие от предыдущих модификаций, новая система выполнена распределённой — многие функции блоков управления вагоном и поездом переданы периферийным вычислительным устройствам, адаптерам дистанционного управления и устройствам передачи информации. Для связи блоков между собой впервые применена CAN-шина.
Управление движением поезда осуществляется с помощью контроллера машиниста по командам блока компьютера вагонного управления (БКВУ), который передаёт сигналы на блок управления тяговым приводом. Управление поездом в ограниченном режиме также может осуществляться с резервного пульта управления. Системой обеспечивается:
- пуск и регулирование скорости с четырьмя темпами разгона и тремя разными темпами электрического торможения в диапазоне скоростей от максимальной до минимально возможной (но не более 7 км/ч) без ограничения скорости начала торможения; по командам БКВУ, а также пуск и регулирование скорости в тяговом режиме с двумя темпами разгона по командам резервного управления;
- следящее рекуперативно-реостатное торможение по командам БКВУ с тремя разными темпами замедления в диапазоне скоростей от максимальной до минимально возможной (но не более 7 км/ч) без ограничения скорости начала торможения;
- изменение направления движения по командам БКВУ или реверсора резервного управления.

Система управления рассчитана на устойчивую работу при повторно-кратковременных режимах с максимальной нагрузкой и продолжительностью остановок 25 сек при скорости движения 48 км/ч на перегоне длиной 1700 м с интенсивностью движения не менее 40 циклов пусков в час, в том числе при проезде неперекрываемых токоразделов в режимах тяги и рекуперативно-реостатного торможения при изменениях напряжения от 550 до 975 В. Тяговое и электродинамическое тормозные усилия регулируются автоматически в зависимости от сигналов устройства контроля загрузки вагонов. Во время электрического торможения производится контроль его параметров и формирование при его отказе, снижении эффективности или истощении в зоне малых скоростей сигналов для формирования команд на замещение электрического торможения пневматическим.

### Интерьер

#### Пассажирский салон

##### Расположение и конструкция сидений
Пассажирский салон вагонов «Ока» оборудован восемью двустворчатыми автоматическими прислонно-сдвижными дверями по четыре с каждой стороны, по бокам от которых продольно расположены сиденья. Сиденья в вагонах расположены вдоль центрального прохода по бокам от него напротив боковых окон и ориентированы лицом к проходу и спинками к боковым стенам. Сиденья между дверными проёмами с каждой стороны имеют шесть сидячих мест, в торцевой части — от одного до трёх мест в зависимости от типа вагона, его стороны и модификации. У головных вагонов перед передней парой салонных дверей размещается перегородка, отделяющая салон от кабины машиниста.

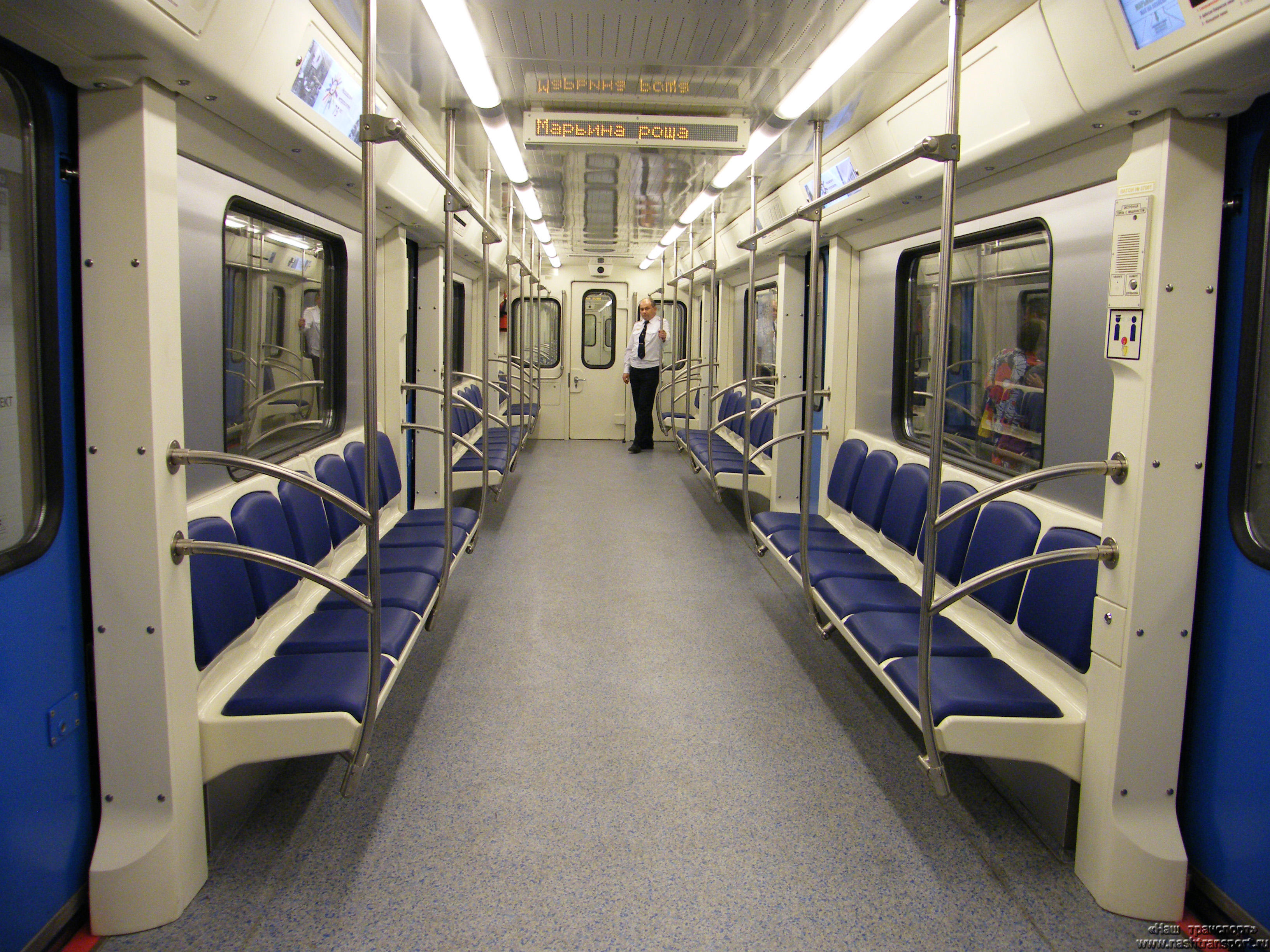
Салон поезда 81-760
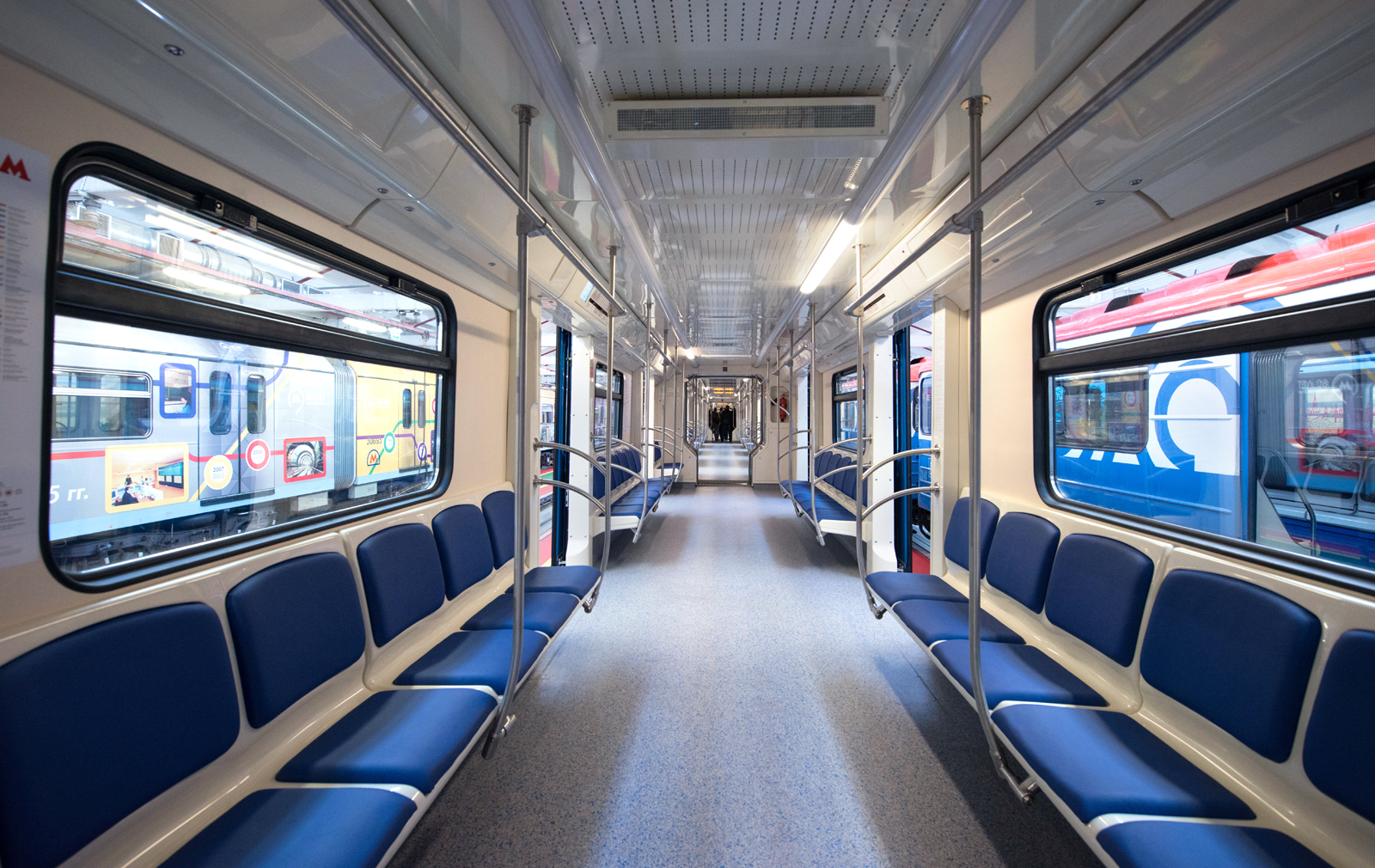
Салон поезда 81-760А
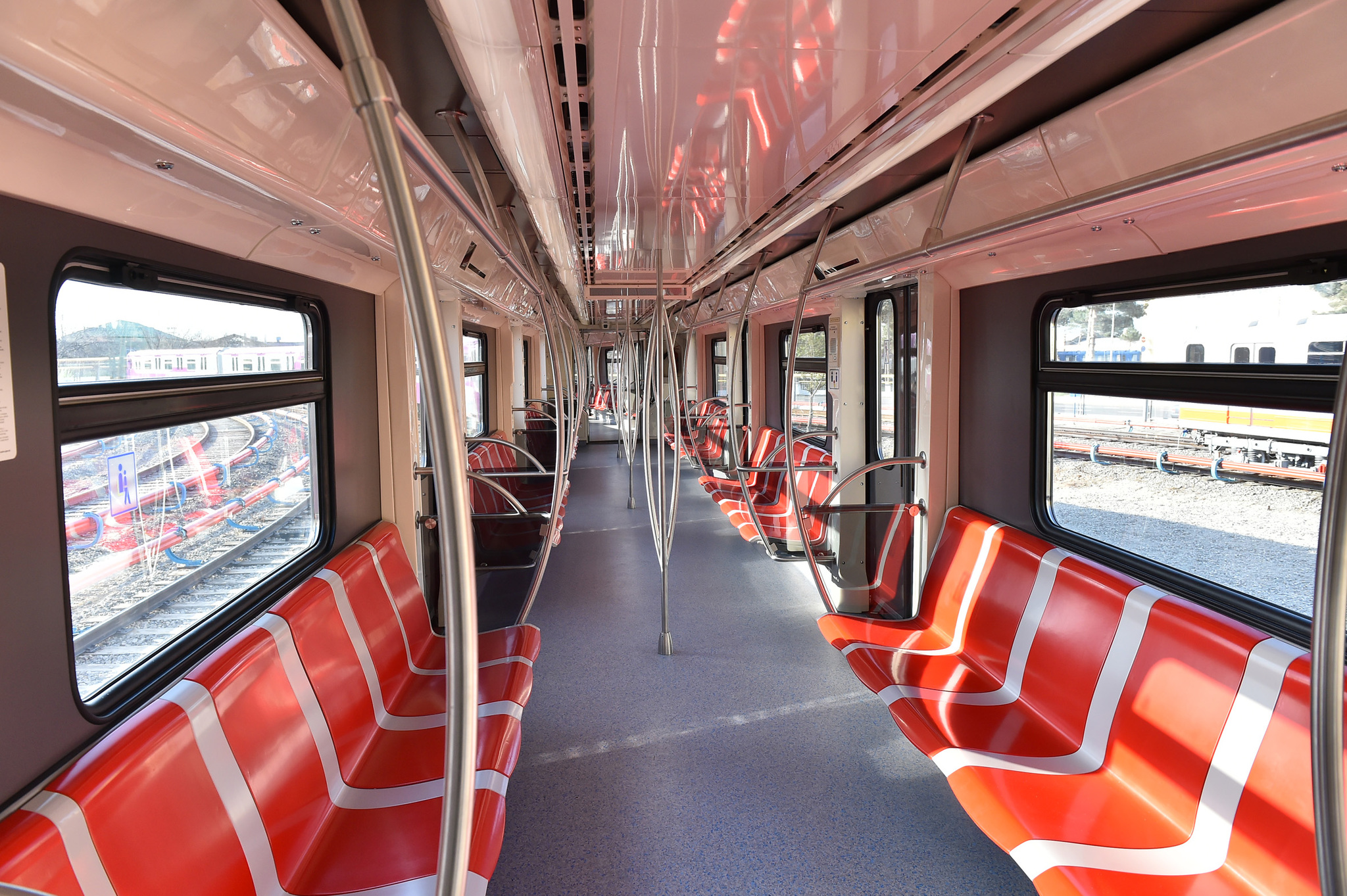
Салон поезда 81-760Б

У головных вагонов 81-760 в задней торцевой части справа имеется три сиденья, а слева — одно со стороны ближе к боковым дверям, вместо двух оставшихся сидений в углу расположена пустая накопительная площадка для возможности размещения инвалидных или детских колясок либо увеличения вместимости вагона в часы пик за счёт большего числа стоячих мест. В промежуточных вагонах 81-761 по торцам с одной стороны имеется по три сиденья, а с другой — по одному со стороны двери, но в отличие от головного вагона, пространство накопительной площадки в углу около одиночного сиденья частично занимают боковые ящики с оборудованием и поручнями наверху, в которых размещены панель вагонной защиты, бортовой компьютер управления вагоном, блок вольтметров, пневматическое оборудование (краны, манометры). Общее число сидячих мест в головном вагоне составляет 40, в промежуточном — 44.
У поездов со сквозным проходом модификаций А и Б по сравнению с базовой моделью у головных вагонов отсутствует одиночное сиденье слева сзади (всё пространство занимает накопительная площадка), число сидений в торцевой части промежуточных вагонов с одной из сторон и у головных вагонов в задней части справа сокращено с трёх до двух с каждой стороны за счёт появления дополнительных торцевых ящиков с оборудованием перед торцевыми стенками по бокам от межвагонного перехода. Боковые ящики в торцевых частях промежуточных вагонов у этих поездов отсутствуют. Общее число сидячих мест в головном вагоне составляет 38, в промежуточном — 42.

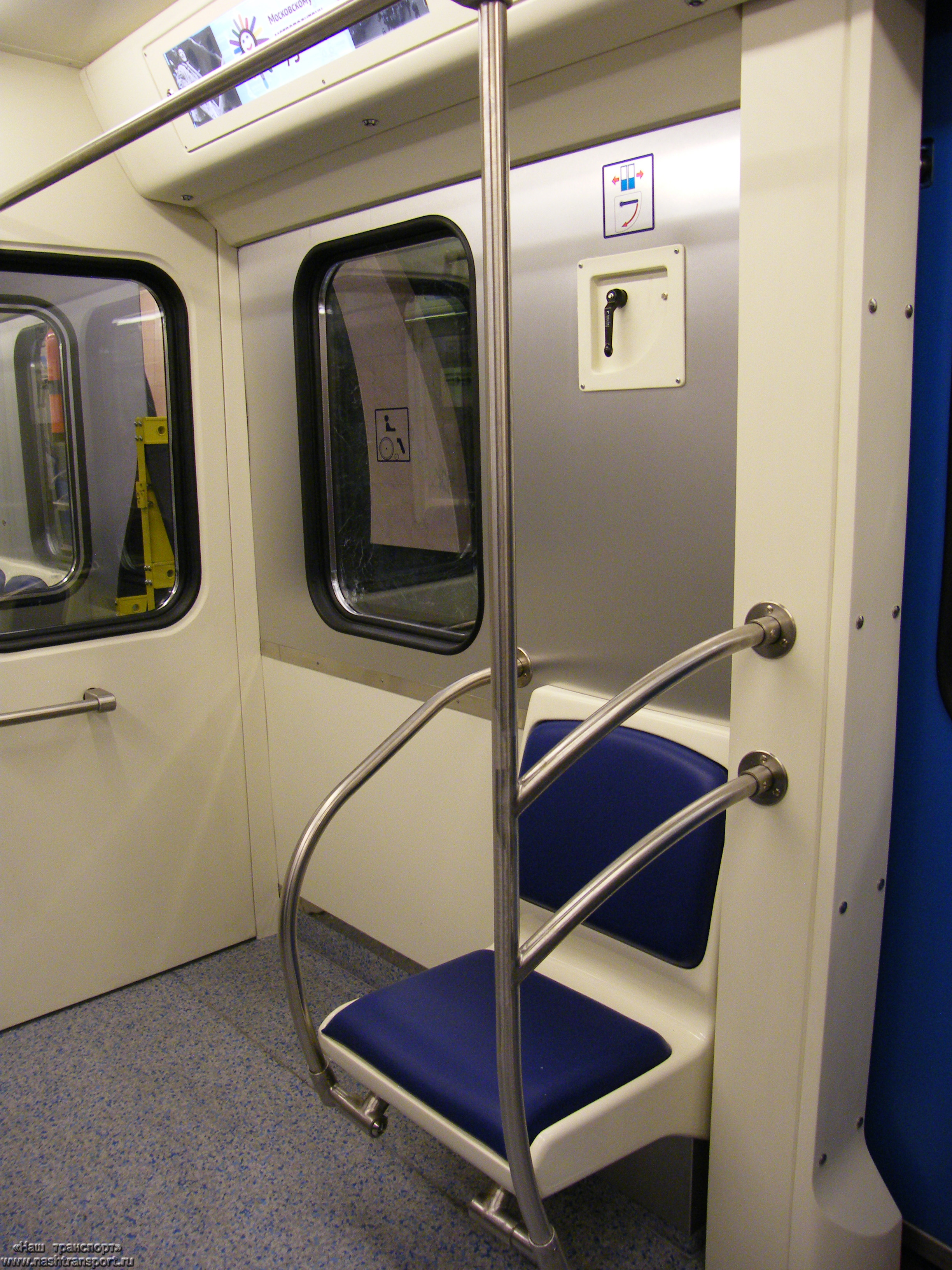
Одиночное сиденье и накопительная площадка в салоне головного вагона 81-760
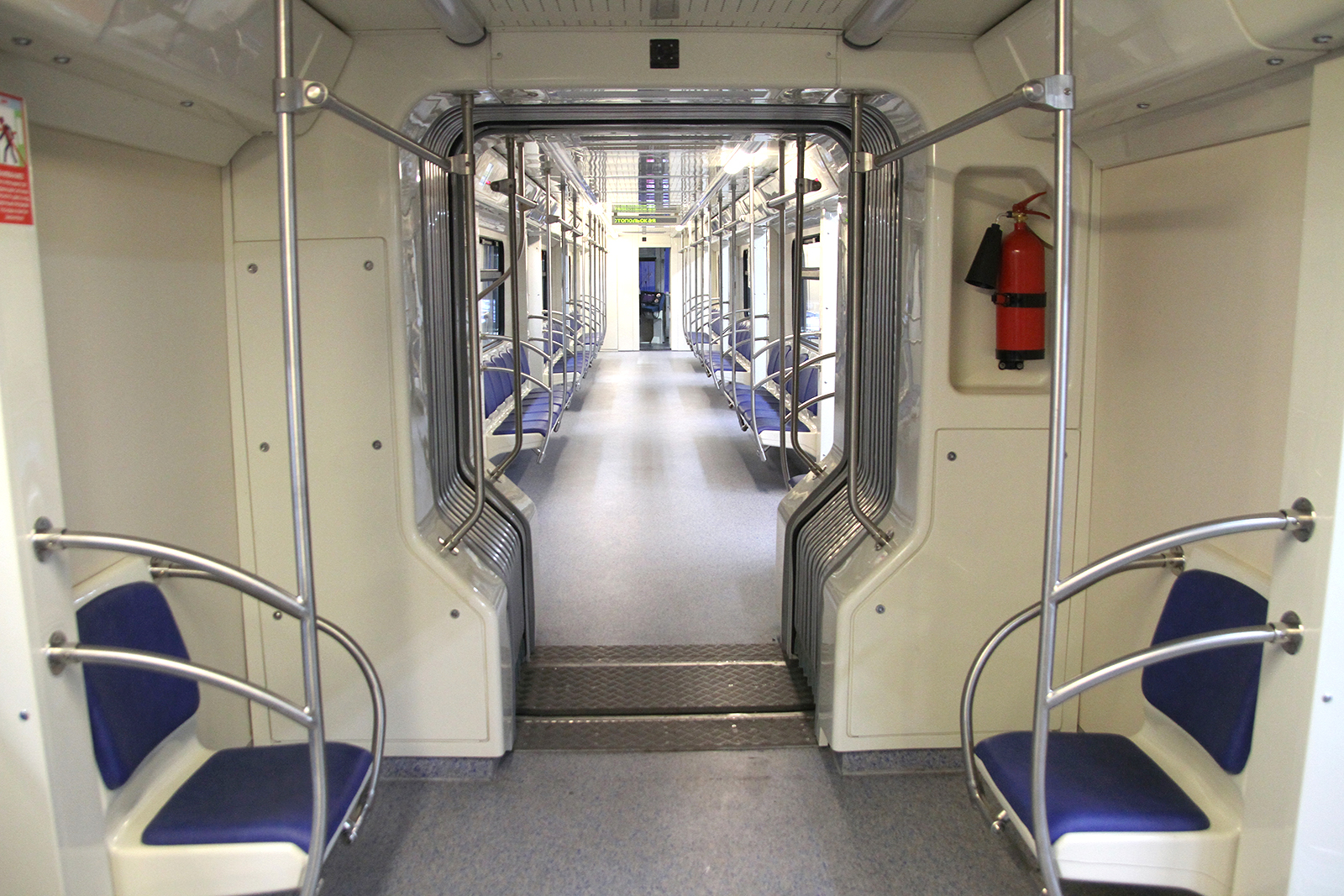
Одноместные торцевые сиденья и межвагонный переход в салоне 81-760А
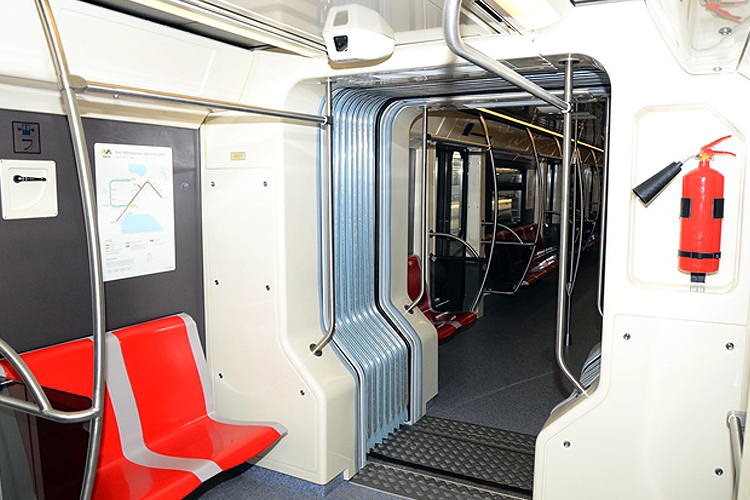
Двухместные торцевые сиденья и межвагонный переход в салоне 81-760Б

Сиденья имеют вандалоустойчивую конструкцию и представляют собой пластиковые диваны производства компании Fainsa. У поездов базовой модели и модификации А на диванах молочно-белого цвета имеются индивидуальные для каждого пассажира полужёсткие сиденья и отдельные от них подспинники из кожзаменителя синего цвета. У поездов модификации Б установлены сиденья жёсткой конструкции без обшивки из кожзаменителя, которые по всей высоте окрашены в красный цвет с разделителями белого цвета между местами. Также отличительной особенностью поездов модификации Б является наличие полупрозрачных затемнённых ограждений по бокам от крайних сидений, отделяющих последние от зоны входа. Конструкция диванов не позволяет вскрыть поддиванное пространство посторонним лицам.

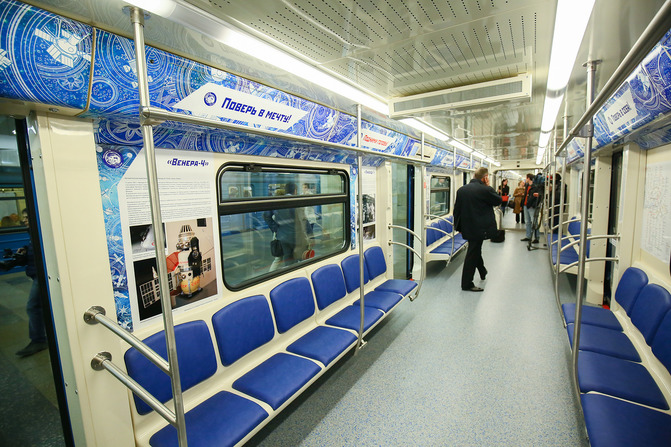
Основные шестиместные диваны в 81-760А
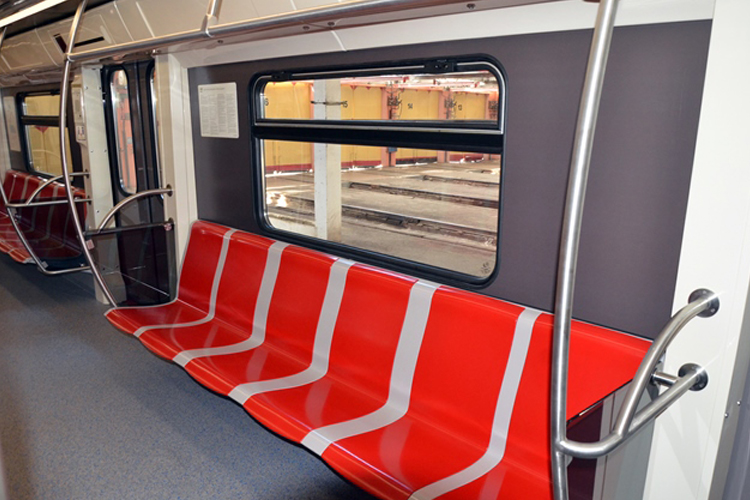
Основной шестиместный диван в 81-760Б

##### Отделка и оснащение
Стены, потолок и пол облицованы материалами, удовлетворяющими требованиям пожарной безопасности и санитарно-гигиеническим нормам. Стены вагонов облицованы легкомоющимися стеклопластиковыми формованными панелями молочно-белого цвета. Стеновые панели вокруг окон вагонов раннего выпуска имеют цвет серый металлик. Пол серого оттенка и состоит из небольших фрагментов голубого, синего, белого и серого цветов. Потолок вагонов «Ока» состоит из алюминиевых панелей и по ширине образует три части — центральную над проходом и две боковых над пассажирскими сиденьями и зонами входа.

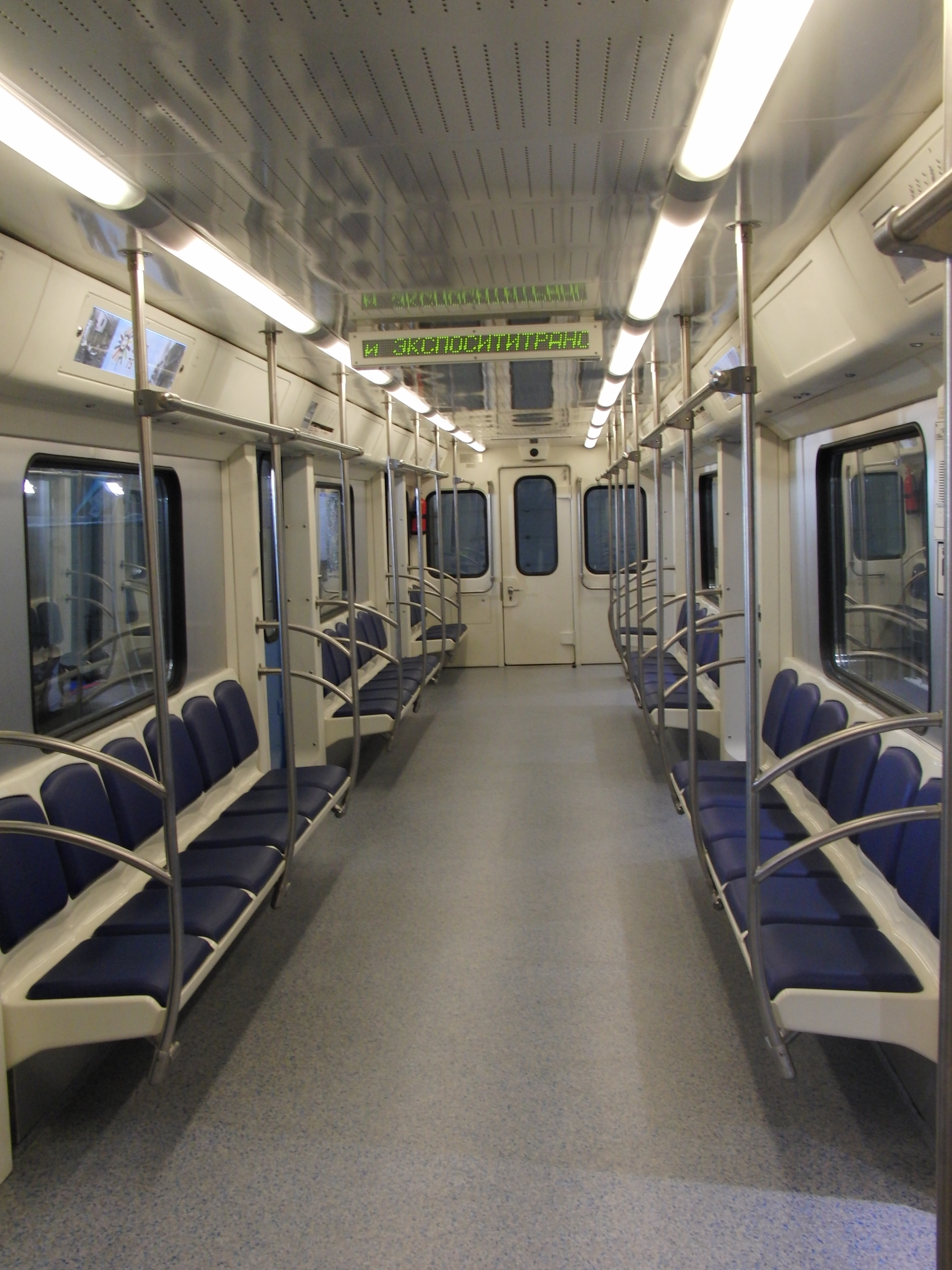
Салон головного вагона поезда 81-760 сзади

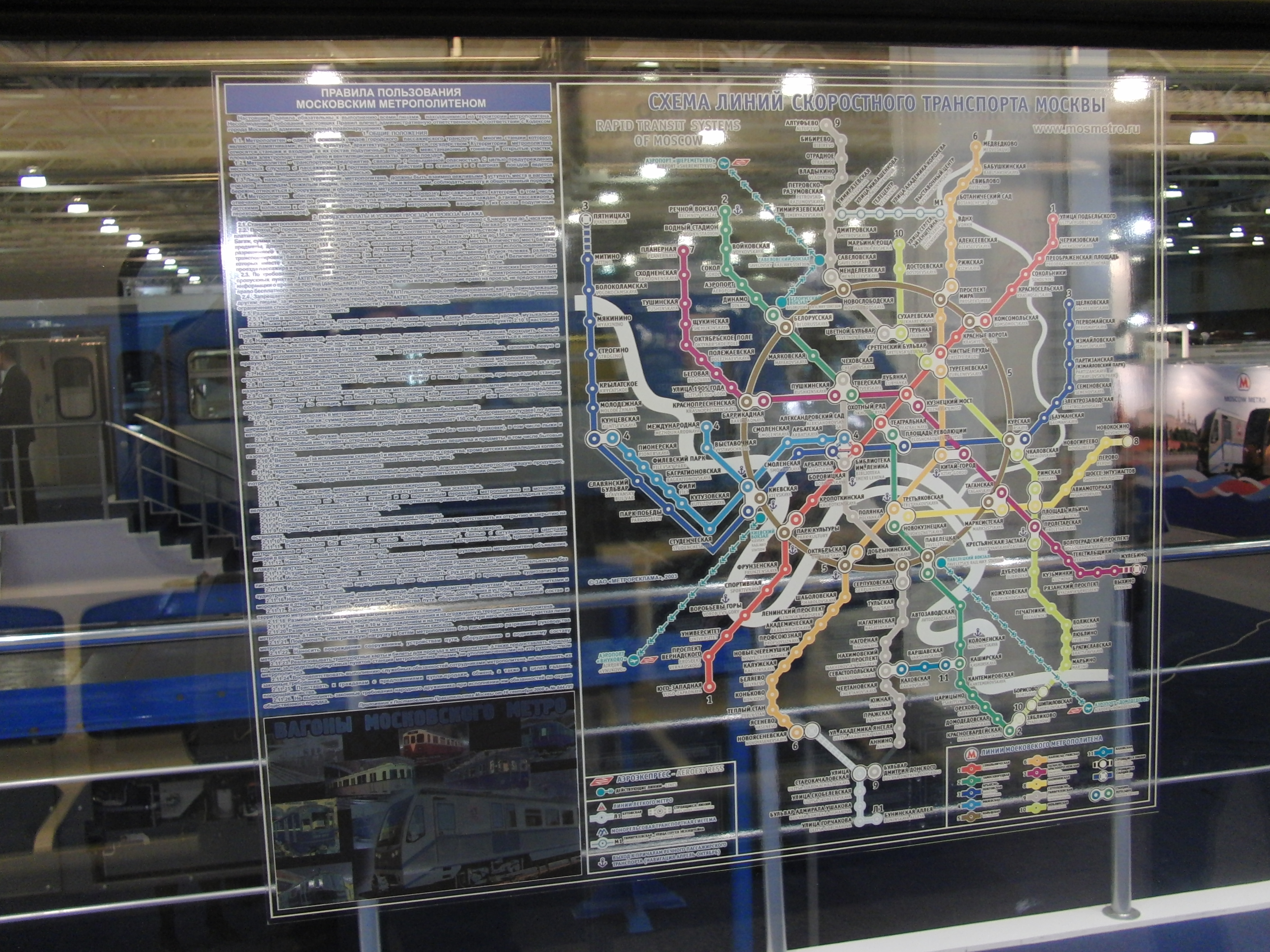
Расположение схемы метро в вагоне первого поезда «Ока»

Центральную и боковые части потолка с каждой стороны разделяет линейка люминесцентных светильников, проходящая по всей длине салона и предназначенная для его освещения. У вагонов базовой модели и модификации А потолок имеет плоскую форму по всей ширине, для вентиляции салона в центральной части потолка между светильниками имеются небольшие отверстия округлой формы, образующие продольные ряды по всей длине салона, а светильники имеют выраженные разделители между собой. У вагонов модификации Б плоской является только центральная часть потолка, крайние части над сиденьями имеют выпуклую форму и по высоте несколько ниже. Для вентиляции вместо небольших отверстий вплотную вдоль осветительных линий по краям центральной части потолка проходят линии вентиляционных отверстий прямоугольной формы, между которыми находится сплошной потолок без вырезов. Световые линии в этих поездах не имеют разделителей и расположены под наклоном, обусловленным занижением потолка по краям.
У поездов без сквозного прохода по промежуточным торцам салона имеются одностворчатые двери, запертые и не используемые во время эксплуатации с пассажирами. У поездов со сквозным проходом межвагонные переходы снабжены герметичной резиновой гармошкой, зауженной внизу с диагональными наклонами к центру. Пол в зоне гармошки межвагонных переходов металлический и состоит из нескольких скреплённых секций.

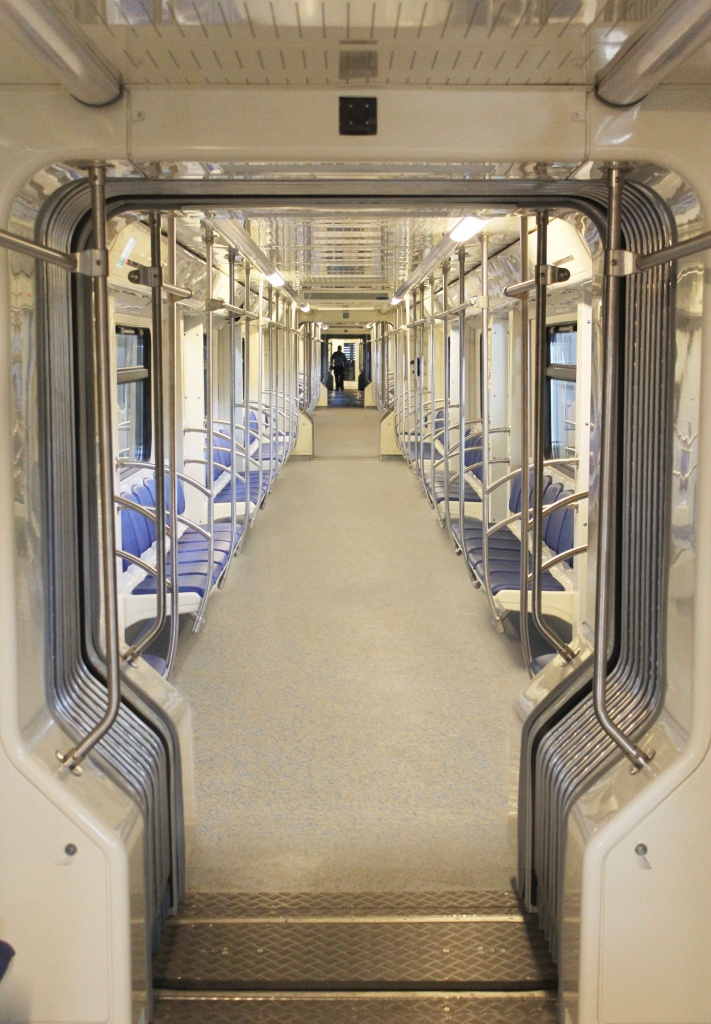
Межвагонный переход в салоне вагона 81-760А
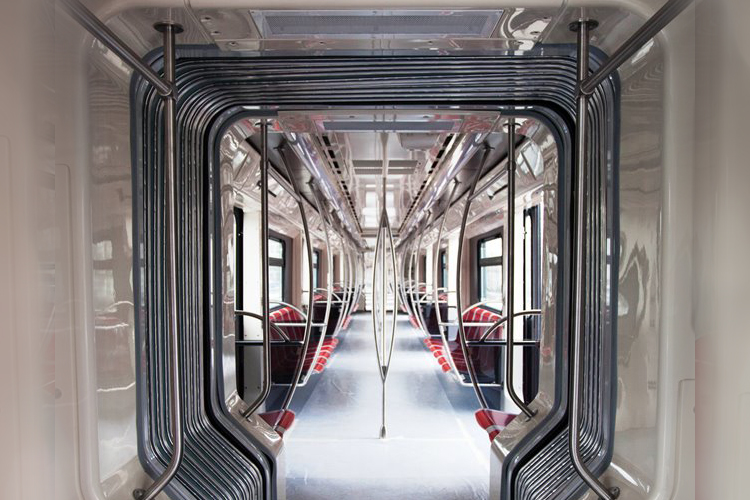
Межвагонный переход в салоне вагона 81-760Б

Салонные поручни производства компании КТК Group изготовлены из нержавеющей стали с сатинированной поверхностью, что обеспечивает их прочность при сохранении эстетических характеристик. У поездов базовой модели и модификации А установлены прямые вертикальные поручни с небольшим изгибом внизу, прикрепляемые к основаниям сидений и к потолку. Поручни расположены по бокам от пассажирских диванов, а также по центру шестиместных диванов между третьим и четвёртым местом. Вертикальные поручни над каждым из диванов вверху скрепляются горизонтальным, а также имеют по два боковых поручня по бокам от диванов. У поездов модификации Б поручни по бокам от диванов имеют дугообразную форму с выпуклостью к середине салона, поручни по центру шестиместных диванов отсутствуют, а по центру прохода в зоне накопительных площадок устанавливаются тройные вертикальные поручни (триподы) с одной стойкой и тремя изогнутыми дугами в форме (|), расположенными под углом в 120 градусов друг к другу.

#### Система вентиляции
Салоны вагонов оборудованы системой кондиционирования, вентиляции и отопления салона с функцией обеззараживания воздуха, обеспечивающей автоматическое поддержание в салоне заданной температуры: в летнем режиме +24°С, в зимнем режиме +18°С. По бокам вагонов установлены стеклопакеты, обеспечивающие теплоизоляцию салона. На опытном составе форточки в боковых окнах отсутствуют. На следующих двух составах форточки отсутствуют только в паре центральных окон, на всех последующих вагонах форточки есть во всех междверных боковых окнах, в том числе и в паре центральных окон. Начиная с вагона 37099, помимо кондиционеров, появилась и принудительная вентиляция. Салоны также оборудованы системой обеззараживания воздуха при помощи ультрафиолетового излучения.
В ранних сериях вагонов были непродуманные воздуховоды от кондиционеров к салону, из-за чего в торцах салона душно. В 2012 году председатель независимого профсоюза работников Московского метрополитена подтвердила проблемы с кондиционированием в новых вагонах. В июле 2013 года Департамент транспорта г. Москвы признал, что проблемы с климатическими условиями в вагонах 81-760/761 вызваны неисправностью систем кондиционирования салонов. В 2015 году начальник Московского метрополитена Д. Пегов сообщил, что метрополитен при необходимости модернизирует систему кондиционирования в вагонах.

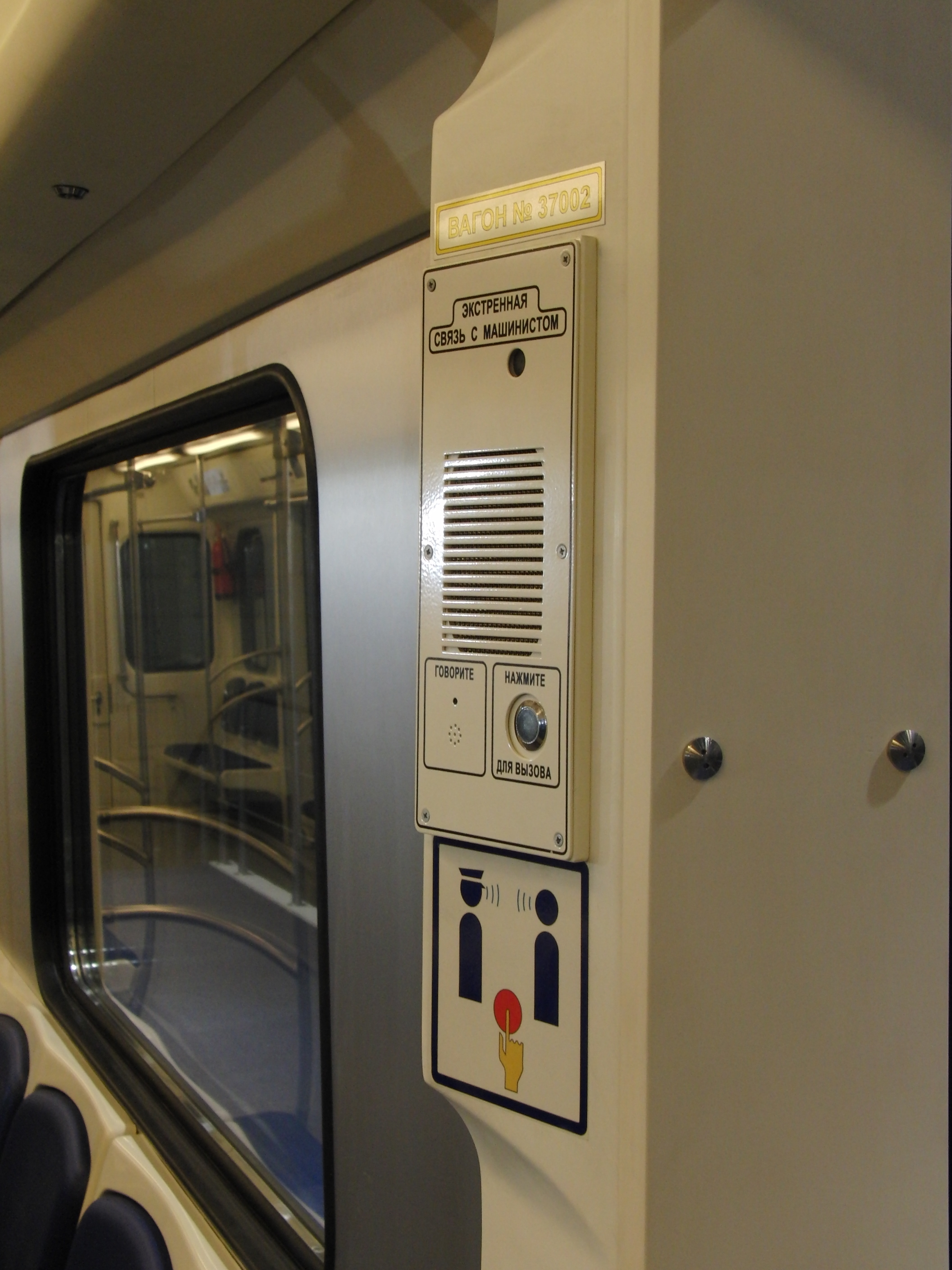
Устройство связи пассажир-машинист

#### Системы информирования и видеонаблюдения
Салоны вагонов оборудованы цифровой информационной системой, информирующей пассажиров о текущем положении поезда на линии и предоставляющей возможность воспроизведения рекламы.
В середине салона каждого вагона размещено двустороннее электронное табло типа «бегущая строка», отображающее название текущей либо следующей станции и выводящее прочую информацию во время поездки (например, рекламные или предупредительные объявления). Над каждым проёмом автоматических дверей установлено линейное электронное табло маршрута движения поезда с прозрачными наклейками с названиями станций и красными лампочками, мигающими на обозначении текущего участка линии и постоянно горящими на обозначении проследованных участков, а слева от него — цветной информационный дисплей, на котором по умолчанию отображается информация о следующей станции и предупреждение о закрытии дверей (ранее отображалась часть схемы метро со следующей станцией) и может выводиться видеореклама. Над центральными и боковыми окнами расположены широкие блоки с подсветкой для размещения рекламы. Иногда происходят программные сбои в работе центральной информационной системы, из-за чего мониторы и светодиодные индикаторы показывают неверную информацию о положении поезда.
По торцам вагонов под потолком установлены видеокамеры системы салонного видеонаблюдения с возможностью передачи изображений как на пульт машиниста, так и в ситуационный центр метро. Для экстренной связи с машинистом сбоку части дверных блоков установлены переговорные устройства с кнопкой.

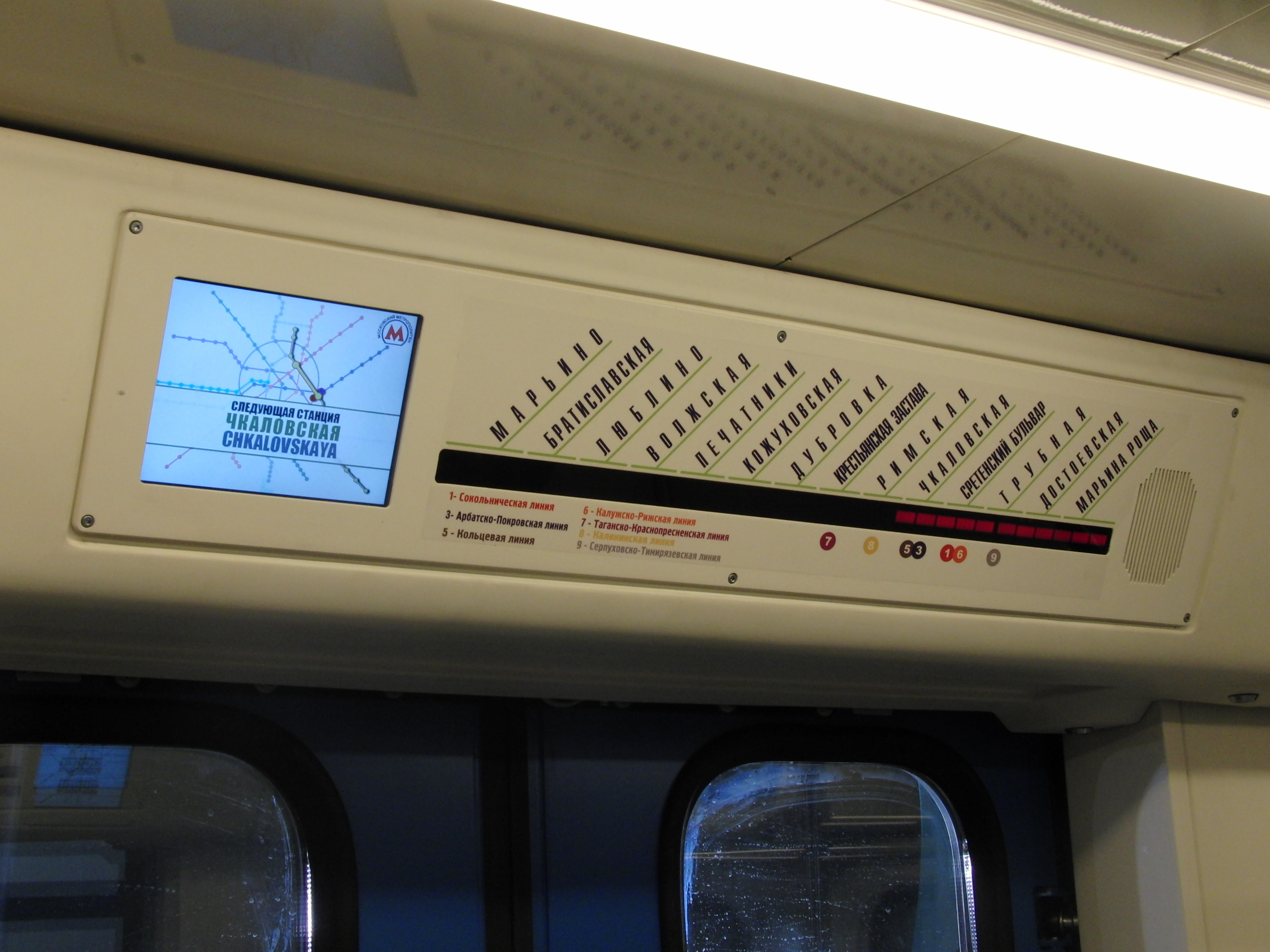
Наддверное табло-маршрутоуказатель
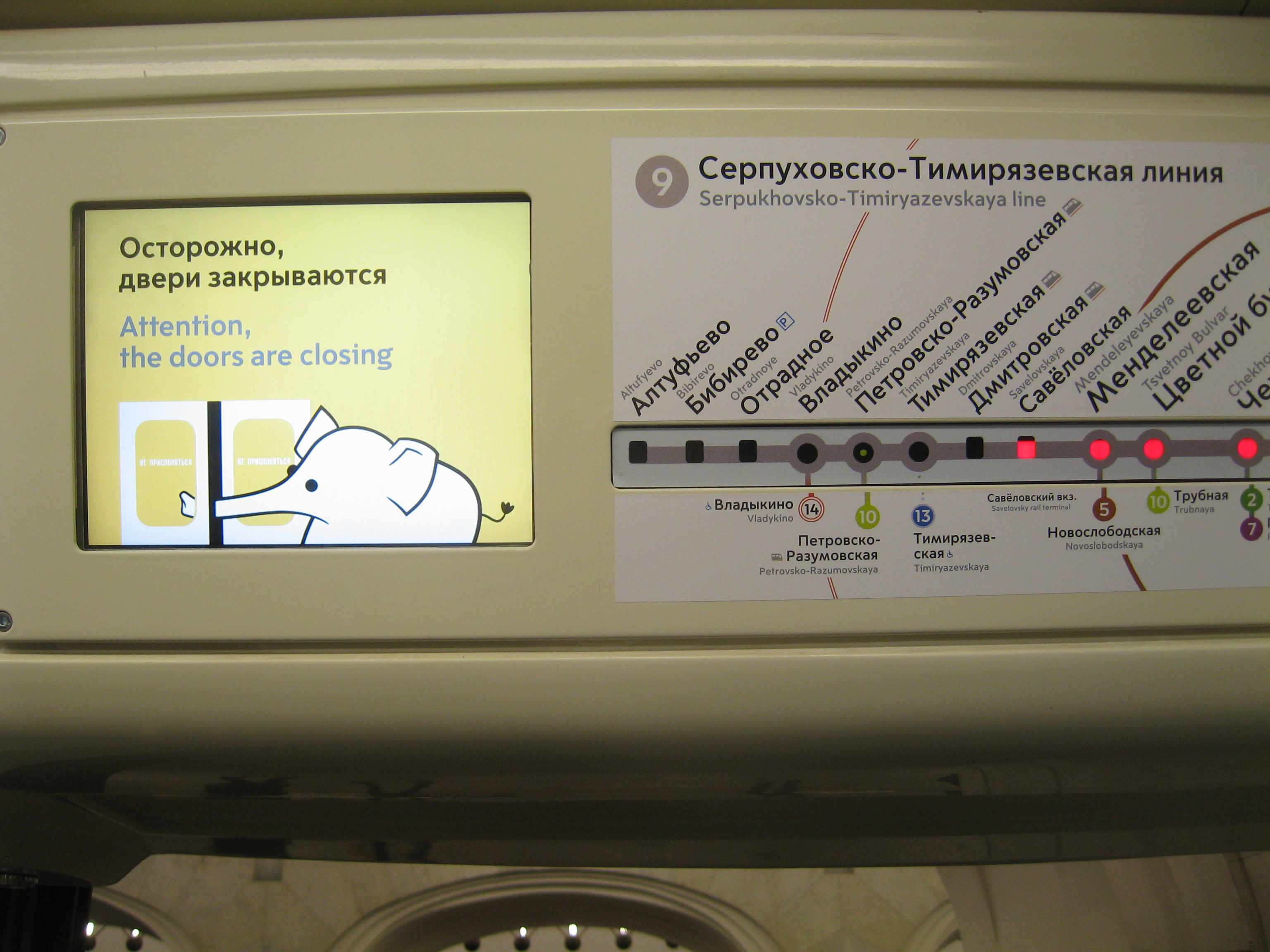
Наддверный информационный монитор
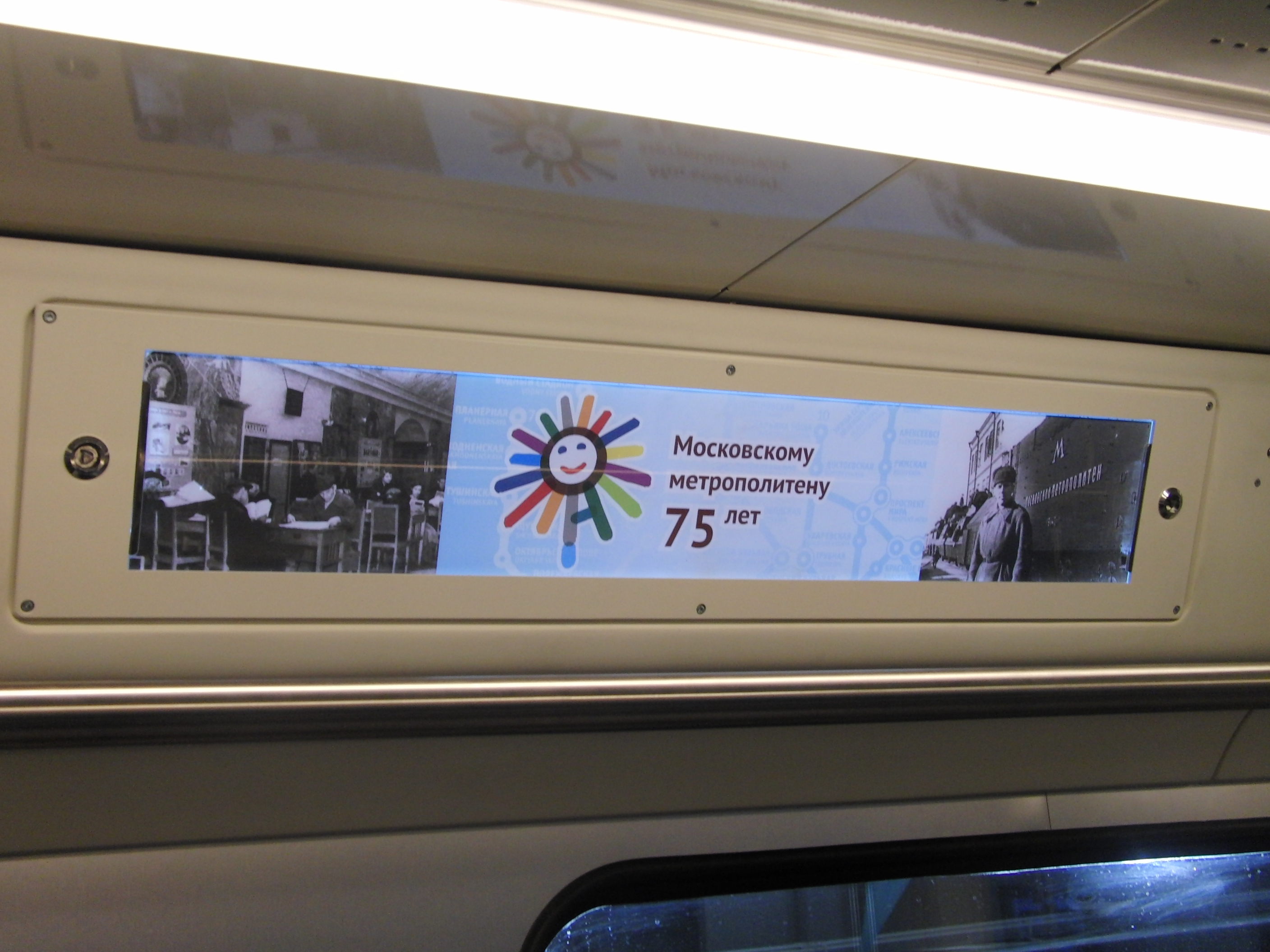
Надоконный рекламный блок с подсветкой

#### Кабина машиниста

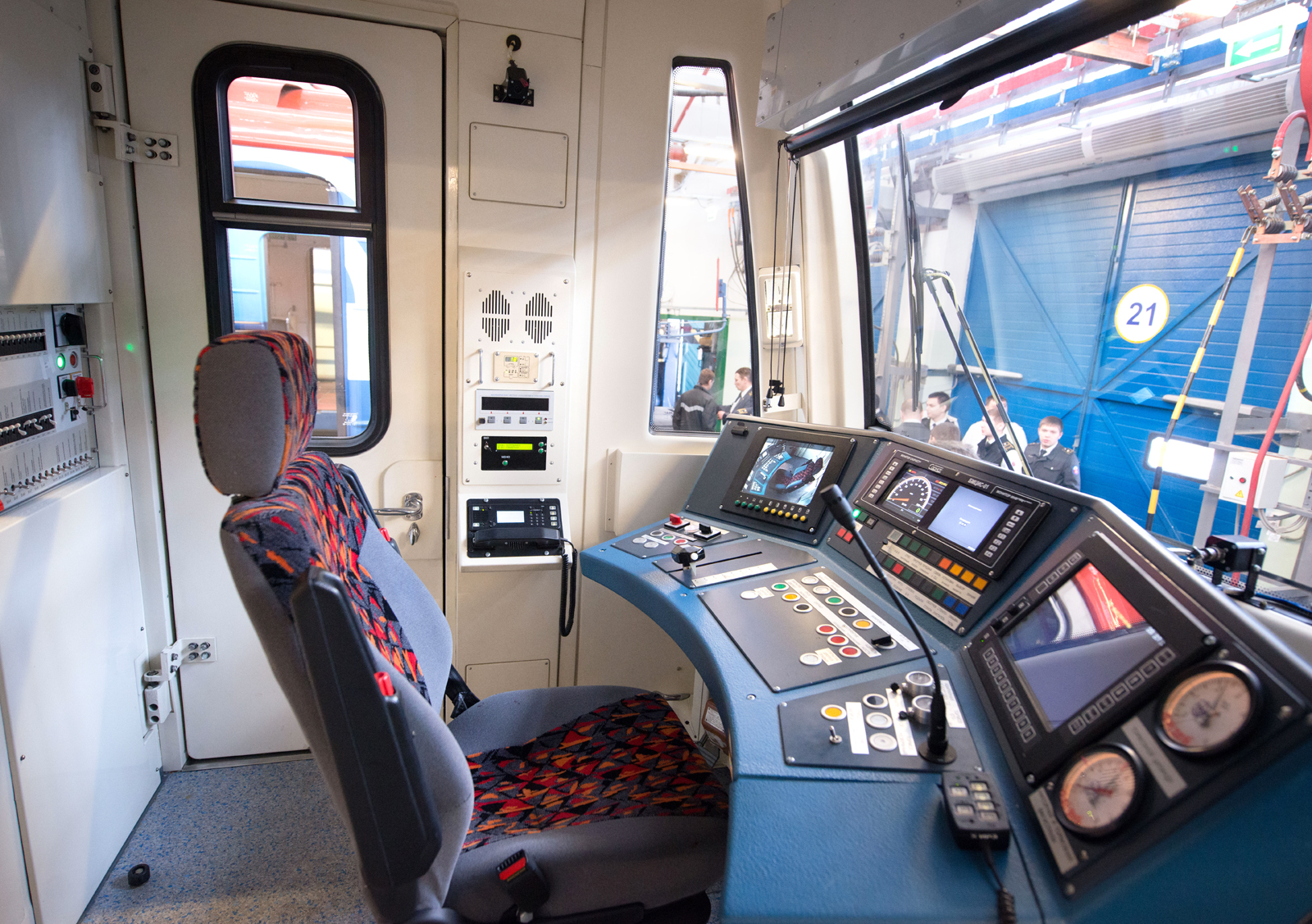
Общий вид кабины справа

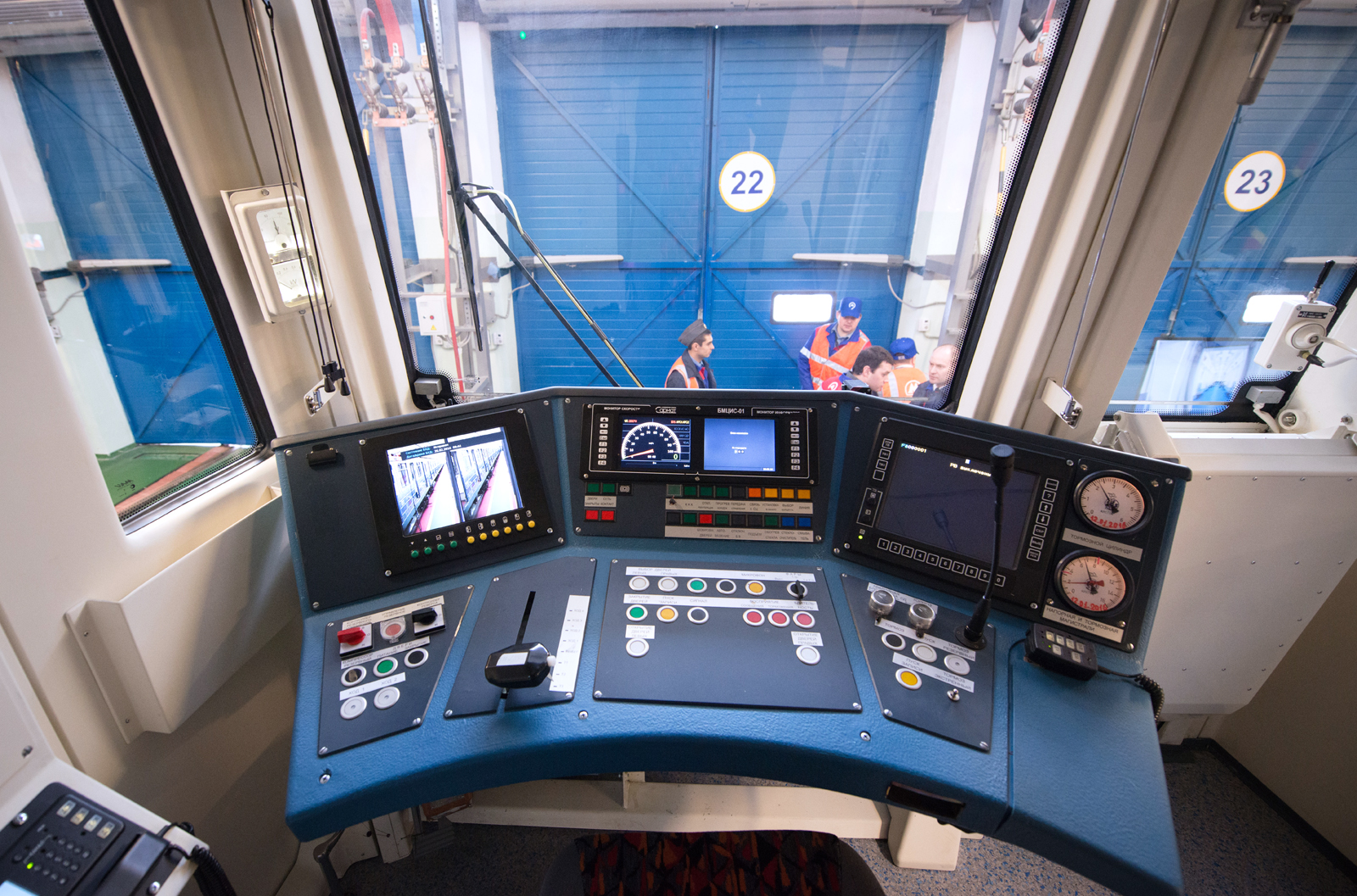
Общий вид кабины по центру

В головном вагоне расположена просторная кабина машиниста, предназначенная для управления поездом в одно лицо. Площадь кабины у вагонов «Ока» в два раза больше, чем в вагонах 81-717. Кабина соответствует всем требованиям по эргономике и надёжности. Взаимное расположение органов управления — пультов, кресла, панелей защиты и управления, а также кресла — обеспечивает комфортные условия работы для машиниста поезда. Кабина оборудована системой климат-контроля, которая обеспечивает вентиляцию, кондиционирование и отопление. В состав системы входят крышевой кондиционер с интегрированным преобразователем, тепловентилятор, блок управления и коммутации, датчики температуры.

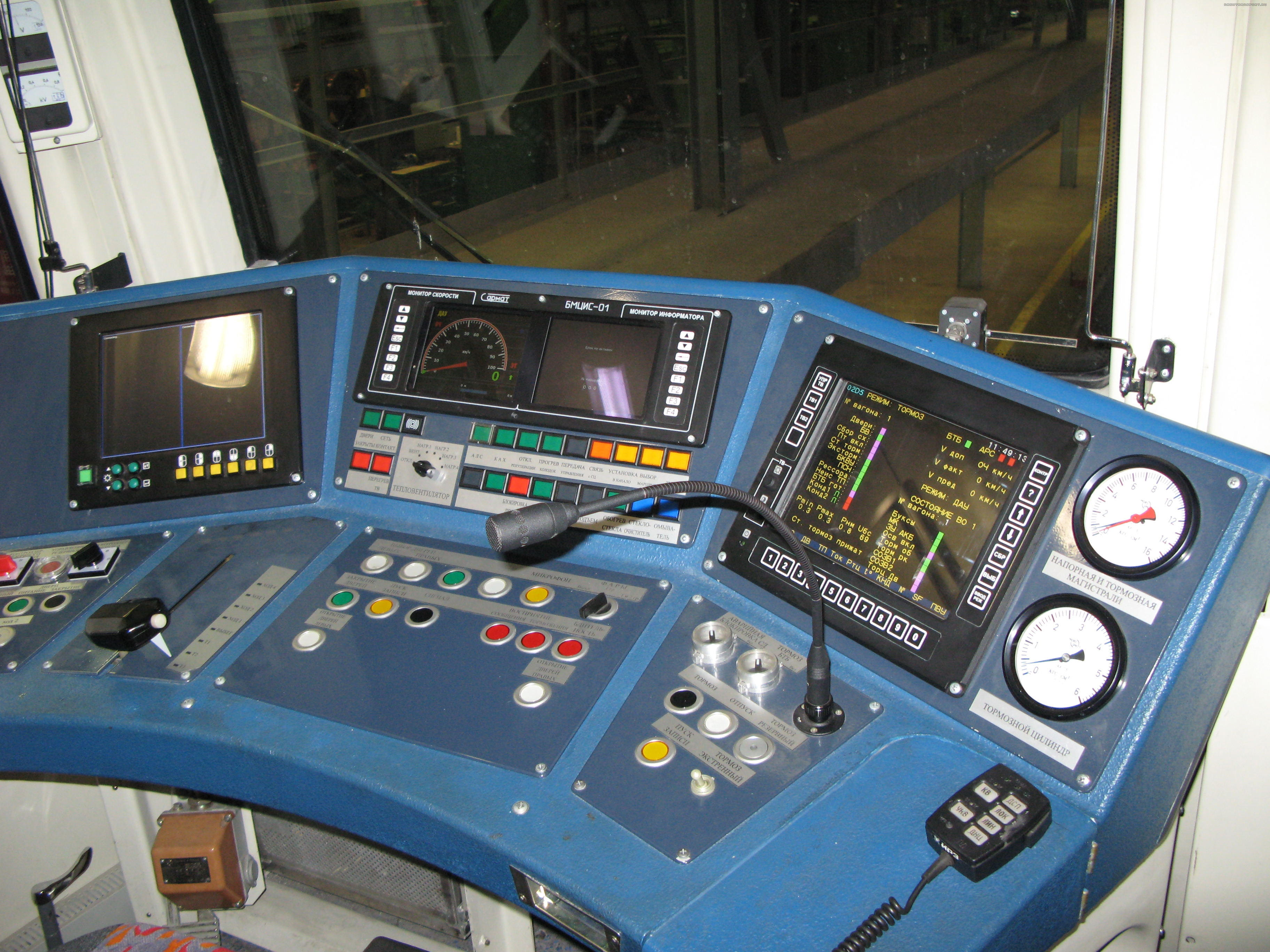
Пульт управления

Пульт управления и кресло в кабине машиниста расположены в левой части. Пульт разработан с учётом требований эргономики и имеет синий цвет. В зоне оперативного доступа расположены часто используемые органы управления, включая контроллер машиниста с четырьмя ходовыми, нейтральным и тремя тормозными положениями рукоятки, кнопки управления системами вагона, радиостанция, пневматический тормозной кран. В зоне обзора расположены монитор системы видеонаблюдения (камеры установлены в салонах вагонов, в кабине машиниста и на боковинах кузова для контроля положения дверей машинистом), многофункциональный дисплей цифрового информационного комплекса и монитор микропроцессорной системы управления, диагностики и безопасности движения поезда. На пульте также расположены стрелочные измерительные электро- и пневмоприборы и система поездной радиосвязи, дополнительно к которой предусмотрена установка радиостанции стандарта TETRA, позволяющей передавать необходимый объём служебной информации. Помимо стандартной поездной системы безопасности, на поездах предусмотрена установка системы автоматической остановки поезда KFS, позволяющей в экстренной ситуации при проезде запрещающего сигнала применить экстренное торможение. Под пультом находится педаль контроля бдительности машиниста, требующая периодического нажатия и в противном случае приводящая к остановке поезда через некоторое время.
Кресло машиниста закрепляется на полу кабины за пультом управления и имеет вибропоглощение и пневморегулирование высоты. Оно снабжено регулировкой по вертикали и горизонтали с фиксацией в заданном положении, дополнительной регулировкой в поясничной области и откидными подлокотниками. Подача сжатого воздуха к пневмоподставке сиденья осуществляется из пневмосистемы вагона через разобщительный кран, а выпуск воздуха в кабину — через выпускной клапан. Для инспектирующих или обучающихся лиц в кабине дополнительно предусмотрено откидное сиденье, закреплённое на стенке в правой части кабины.
Кабина оборудована одностворчатыми боковыми дверями, дверью из кабины в салон, аварийной дверью со складной лестницей, а также обзорными окнами из трёхслойного стекла, которые установлены на лобовое, боковое правое и боковое левое окна, а также окно трапа (кроме модели 81-760Б). Дверь аварийного выхода расположена справа от пульта управления в передней части кабины, за исключением вагонов 81-760Б/761Б/763Б. Дверь между кабиной и салоном расположена посередине перегородки.

В задней части кабины за креслом машиниста слева имеется аппаратный отсек с вспомогательным пультом и панелями вагонной и поездной защиты. По сравнению с более ранними моделями вагонов стойка и блоки аппаратного отсека изготовлены в соответствии с европейским стандартом и имеют 19-дюймовый размер. Справа от двери напротив аппаратного отсека у перегородки размещён шкаф для инструмента и вещей машиниста.

## Эксплуатация

### 81-760/761 «Ока» (базовая модель)
12 апреля 2012 года началась пассажирская эксплуатация вагонов 81-760/761 на Калининской линии Московского метрополитена. Одним из первых пассажиров стал мэр Москвы Сергей Собянин. Изначально поезда работали по будням в утренний и вечерний часы пик, а обкатывались днём. Тем не менее, в ходе эксплуатации составов регулярно выявлялись многочисленные проблемы, такие как отказы оборудования, выгорание подвагонного аппарата, неисправность кондиционеров. Первые два серийных состава поставлялись с форточками только в четырёх междверных окнах, исключая два центральных окна, однако частые выходы из строя системы кондиционирования и её слабая производительность привели к установке форточек во всех междверных боковых окнах. В первые месяцы эксплуатации на новых вагонах также было замечено резкое торможение: машинисты жаловались на сложный процесс управления вследствие неотлаженности оборудования. С лета 2012 года поезда стали выдавать на линию и во внепиковое время. Для замены парка подвижного состава в ТЧ-12 «Новогиреево» было поставлено 184 вагона «Ока», ещё 56 вагонов было поставлено для обслуживания нового участка «Новогиреево» — «Новокосино», к марту 2013 года Калининская линия полностью перешла на новые вагоны.
С ноября 2012 года вагоны «Ока» начали поступать на Серпуховско-Тимирязевскую линию, а 26 декабря 2012 года был дан старт пассажирской эксплуатации, причём, если на Калининской линии в начале своей эксплуатации новый подвижной состав выдавался под пассажиров исключительно в часы пик, на Серпуховско-Тимирязевской первый этап работы с пассажирами проходил во внепиковое время. С середины января 2013 года составы стали выдаваться на линию также и в час пик. К марту 2015 года линия была полностью укомплектована вагонами данного типа, а 12 апреля 2015 года состоялся последний рейс состава модели 81-717/714, являвшейся ранее основой парка вагонов Серпуховско-Тимирязевской линии.
В конце 2012 года стало известно, что Бакинский метрополитен арендует один пятивагонный состав в оранжево-бежевой окраске с целью принятия решения, закупать ли новую модель для обновления парка метрополитена. 21 января 2013 года состав типа 81-760/761 «Ока» приступил к пассажирским перевозкам на основном маршруте «Ичери-Шехер» — «Ази Асланов». Несмотря на прохождение обучения бакинскими машинистами и представителями эксплуатации на аналогичных вагонах Московского метрополитена, в процессе опытной пассажирской эксплуатации также выявились серьёзные проблемы: отказы дверных механизмов, отлом всех креплений тягового электродвигателя с повреждением колёсной пары. По результатам неудачных испытаний в июле 2013 года поезд был возвращён на завод, где он был перекрашен и перенумерован, и, после добавления трёх дополнительных вагонов, вновь сформированный состав поступил в пассажирскую эксплуатацию на Серпуховско-Тимирязевскую линию Московского метрополитена.
С 23 сентября 2015 года по 30 августа 2018 года вагоны «Ока» эксплуатировались на Арбатско-Покровской линии. Составы поступили на линию в связи с подготовкой машинистов электродепо «Измайлово» для работы на Солнцевской линии, которую обслуживало данное депо до ввода в эксплуатацию электродепо «Солнцево». С 11 декабря 2015 года по 26 марта 2018 года вагоны «Ока» эксплуатировались на Таганско-Краснопресненской линии. С 2017 года на линию вместо составов «Ока» поступают поезда обновлённой модели 81-765/766/767 «Москва». 15 сентября 2016 года к открытию северного радиуса на Люблинско-Дмитровскую линию вышел один состав из вагонов 81-760/761 «Ока», однако его эксплуатация носила временный характер, и уже 7 октября он был возвращён обратно в ТЧ-8 «Варшавское». С 28 декабря 2016 года вагоны «Ока» эксплуатируются на Солнцевской линии. 7 декабря 2017 года началась эксплуатация вагонов «Ока» на Калужско-Рижской линии. Составы поступили в депо «Свиблово» из депо «Выхино». 22 августа 2018 года эксплуатация была завершена, и вагоны были переданы в электродепо «Солнцево». С 26 февраля 2018 года по 15 ноября 2021 вагоны «Ока» эксплуатировались на Большой кольцевой линии.
В настоящее время в Московском метрополитене в регулярной эксплуатации находится 161 восьмивагонный состав «Ока» базовой модели из 162. Самый первый состав находился на территории депо «Новогиреево», после чего он был утилизирован в депо «Митино».
- Электропоезда «Ока» в оборотном тупике на станции  «Пражская»
- Электропоезд «Ока» на Кольцевой линии 15 мая 2015 года на параде поездов к 80-летию Московского метрополитена

### 81-760А/761А/763А «Ока»
В конце 2014 года первый поезд модификации А поступил в электродепо «Владыкино» Московского метрополитена, в котором начал проходить обкатку. 15 января 2015 года на Серпуховско-Тимирязевской линии состоялась первая поездка с пассажирами состава из восьми вагонов модели 81-760А/761А/763А «Ока». До этого оставшись в Московском метрополитене по стечению обстоятельств — изменённое заказчиком в лице Бакинского метрополитена техническое задание, для которого модификация изначально предназначалась, стал первым поездом в России со сквозным проходом, получив впоследствии неофициальное название «Баклажан» за нетипичную бело-фиолетовую окраску вагонов. Вскоре второй восьмивагонный поезд поступил в то же депо, при этом два выпущенных ранее головных вагона задействованы не были и продолжали оставаться на заводе.
Позднее было решено сделать два поезда именными и оформить снаружи и изнутри цветными аппликациями: один поезд, выпущенный в 2015 году — в честь 70-летия победы в Великой Отечественной войне, а другой, выпущенный в 2014 году — в честь 80-летия Московского метрополитена. Регулярная эксплуатация началась вместе с запуском именного поезда «70 лет Великой Победы», который 22 апреля 2015 года начал движение по Серпуховско-Тимирязевской линии. 13 мая был запущен второй поезд «80 лет в ритме столицы».
27 января 2016 года оба состава были переданы в депо «Выхино». С 3 февраля 2016 года началась эксплуатация с пассажирами на Таганско-Краснопресненской линии. 15 февраля в депо «Выхино» поступил третий электропоезд 81-760А/761А/763А «Ока», сформированный из шести новых промежуточных и двух выпущенных в 2014 году головных вагонов. Спустя некоторое время он был оклеен цветными аппликациями на тему 55-летия со дня первого полёта человека в космос и с 12 апреля начал участвовать в пассажирской эксплуатации в качестве именного «Космического поезда».
В 2018 году была завершена эксплуатация всех трёх поездов 81-760А/761А/763А «Ока» на Таганско-Краснопресненской линии. 19 января 2018 года «Поезд Победы» был возвращён в депо «Владыкино», и с 23 января 2018 года продолжилась его пассажирская эксплуатация на Серпуховско-Тимирязевской линии. 16 января 2018 года поезд «80 лет в ритме столицы» был передан в депо «Свиблово» и с 22 февраля по 23 августа 2018 года эксплуатировался на Калужско-Рижской линии. 21 февраля 2018 года туда же передан «Космический поезд», и с 15 марта по 24 августа 2018 года был в пассажирской эксплуатации. 24 августа 2018 года поезд «80 лет в ритме столицы» был возвращён в депо «Владыкино», и с конца августа продолжилась его пассажирская эксплуатация на Серпуховско-Тимирязевской линии. 31 августа 2018 года туда же передан «Космический поезд», с 7 сентября в пассажирской эксплуатации.
18 ноября 2018 года поезд «80 лет в ритме столицы» и «Космический поезд» были переданы в депо «Солнцево». С 27 ноября 2018 года «Космический поезд» эксплуатировался на Солнцевской и Большой кольцевой линиях, с 5 декабря там же эксплуатировался поезд «80 лет в ритме столицы». В начале февраля 2019 года туда же был передан «Поезд Победы», с 8 февраля в пассажирской эксплуатации. В апреле 2019 года оформление поезда «80 лет в ритме столицы» и «Космического поезда» было снято.
- Поездка в именном электропоезде «80 лет в ритме столицы». Экстерьер и интерьер
- Поездка в именном электропоезде «70 лет Великой Победы» (втором в серии). Экстерьер и интерьер

### 81-760Б/761Б/763Б «Ока»
В апреле 2015 года все три поезда были доставлены в Баку, где поступили в депо им. Наримана Нариманова и начали проходить обкатку. В июне 2015 года после её успешного завершения поезда начали работать с пассажирами на Красной и Зелёной линиях Бакинского метрополитена.
- Электропоезд 81-760Б/761Б/763Б «Ока» в депо. Экстерьер и интерьер

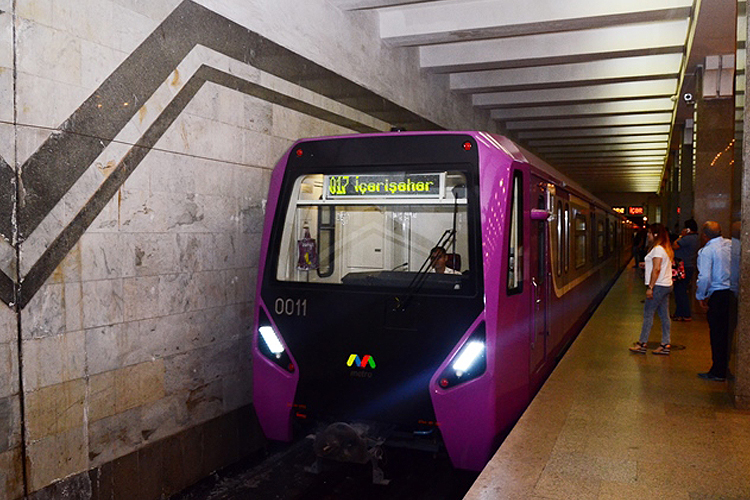
Прибытие электропоезда на станцию

## Именные поезда
В Московском метрополитене существует традиция создания именных поездов, имеющих собственные имена и тематическое оформление экстерьера и интерьера, посвящённое какой-либо теме или событию. От обычных поездов они отличаются наличием наклеенной снаружи кузова цветной плёнки с тематическим оформлением, а внутри салона имеются фотографии, рисунки и постеры, посвящённые теме оформления поезда.

### Действующие

#### «Поезд Победы»
Поезд был запущен на Серпуховско-Тимирязевской линии 22 апреля 2015 года под первоначальным названием «70 лет Великой Победы». Каждый из вагонов поезда знакомил пассажиров с одним городом-героем России. Внутреннее оформление вагонов включало документы, фотохронику, плакаты и газетные вырезки военных лет. Эксклюзивно для этого состава все голосовые объявления станций были записаны Иосифом Кобзоном.
27 января 2016 года поезд был передан на Таганско-Краснопресненскую линию, где с 3 февраля начал регулярное движение уже с обычными информаторами. В середине 2016 года официальные логотипы празднования 70-й годовщины Победы были заменены на символику Дня Победы, а сам состав получил новое название «Поезд Победы».
19 января 2018 года поезд был возвращён обратно в депо «Владыкино», и с 23 января вновь начал регулярное движение по Серпуховско-Тимирязевской линии уже с обновлённой экспозицией рекламного характера: плакаты и газетные вырезки военных лет были заменены на однотипные приглашения к посещению Музея Победы. В начале февраля 2019 года поезд был передан в депо «Солнцево», и с 8 февраля начал регулярное движение по Солнцевской (до декабря 2020 года) и Большой кольцевой линиям.

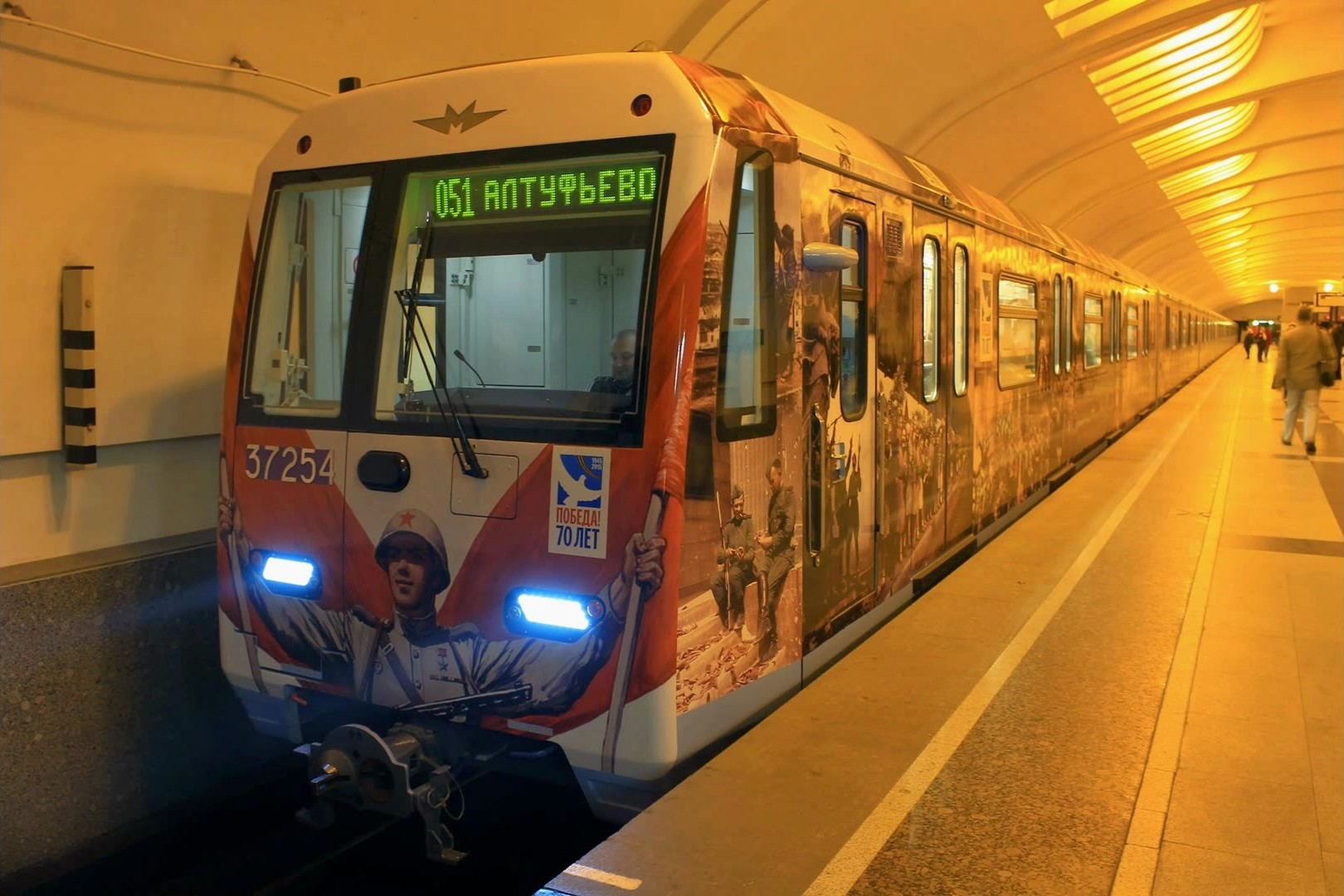
Поезд на станции «Улица Академика Янгеля»
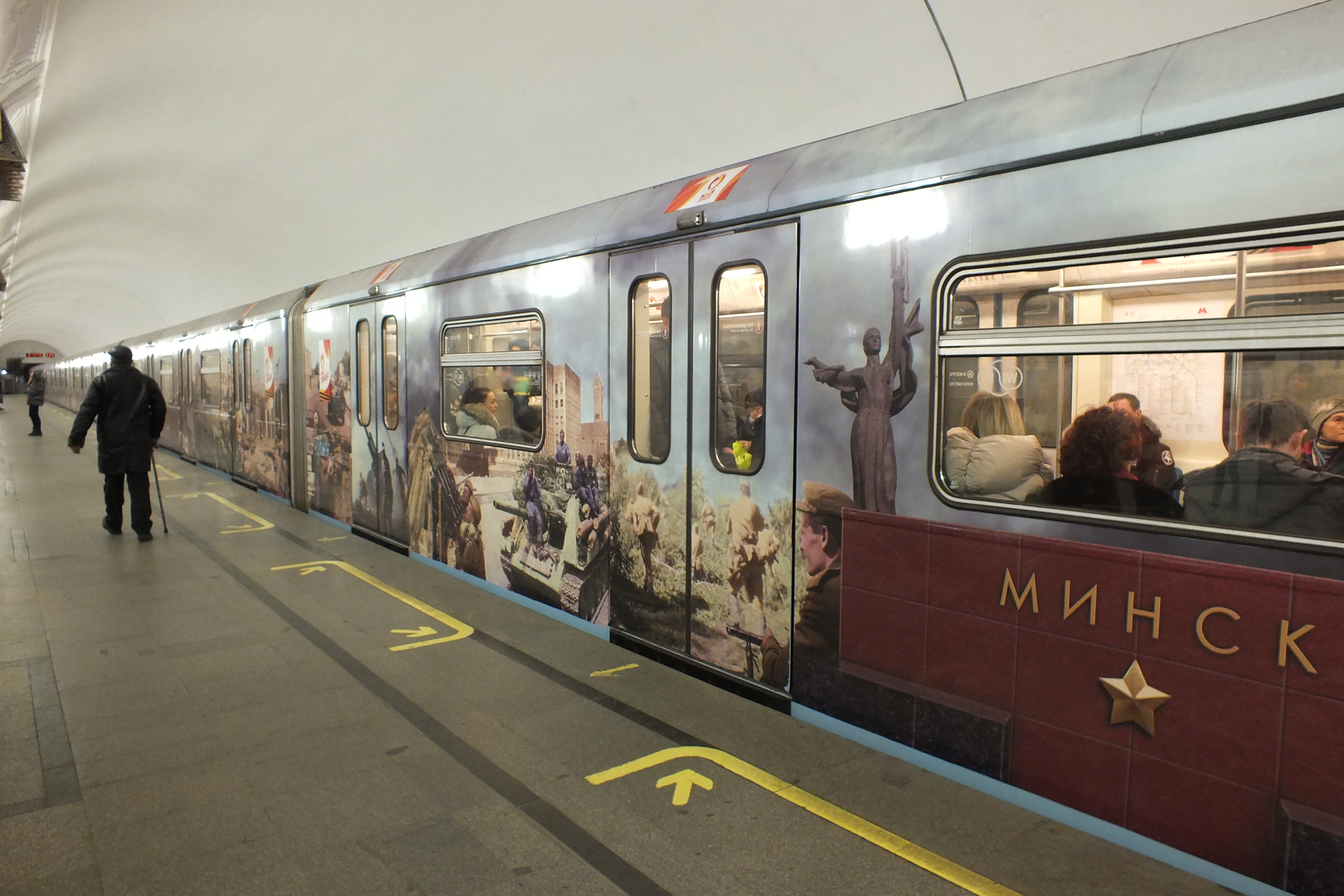
Оформление бортов поезда (станция «Пушкинская»)
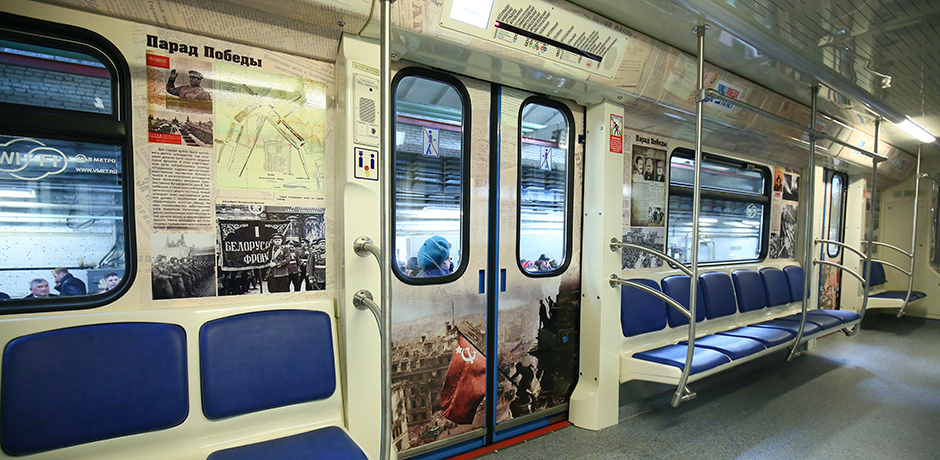
Первоначальное оформление салона
- Видео о поезде

### Прекратившие существование

#### «Сочи-2014»
Поезда знакомили пассажиров метро с зимними Олимпийскими и Паралимпийскими играми 2014, в первую очередь, с их талисманами, каждый из которых был изображён снаружи вагона. В салонах вагонов вместо обычной рекламы были размещены стикеры в олимпийском стиле, а также реклама официальной олимпийской продукции.
15 января 2014 года в открываемом депо «Братеево» был представлен первый поезд, который через несколько дней начал регулярное движение по Серпуховско-Тимирязевской линии. Спустя короткое время был запущен второй поезд, по оформлению полностью идентичный первому. Вся олимпийская символика была убрана с поездов в ноябре 2014 года. 

#### «80 лет в ритме столицы»
Поезд был призван знакомить пассажиров с 80-летней историей Московского метрополитена. Каждый из вагонов поезда был посвящён отдельным эпизодам истории метрополитена: один вагон — одно десятилетие. Снаружи вагоны были выполнены в цветовых гаммах линий метрополитена, однако по причине того, что число вагонов в составе 8, а количество линий 12, Арбатско-Покровская и Филёвская линии объединены в один светло-синий вагон, а цвета Люблинско-Дмитровской, Каховской и Бутовской линий отсутствовали в принципе. На бортах поезда были размещены фотографии и даты значимых событий в жизни подземного транспорта столицы. Внутри каждого вагона была размещена информация о работниках метрополитена, история станций и их архитекторов, отражена вся хронология развития вагонного парка метро. На стенах вагонов были указаны статистические данные: количество сотрудников, вагонов, станций и километров путей на начало определённого десятилетия и на период его окончания.
Поезд был запущен на Серпуховско-Тимирязевской линии 13 мая 2015 года, в канун празднования 80-летия Московского метрополитена. Эксклюзивно для этого состава все голосовые объявления станций были записаны Игорем Кирилловым (проигрывались до сентября 2015 года). 21 сентября 2015 года поезд принял участие в открытии станции «Котельники» и работал на Таганско-Краснопресненской линии с пассажирами до следующего дня, после чего был возвращён обратно в депо «Владыкино». 26 января 2016 года поезд был передан в депо «Выхино», и с 3 февраля начал регулярное движение по Таганско-Краснопресненской линии уже на постоянной основе. 16 января 2018 года поезд был передан в депо «Свиблово», и с 22 февраля начал регулярное движение по Калужско-Рижской линии. 24 августа 2018 года поезд был возвращён в депо «Владыкино», и с последних чисел августа начал регулярное движение по Серпуховско-Тимирязевской линии, на которой работал первоначально. 18 ноября 2018 года поезд был передан в депо «Солнцево», и с 5 декабря начал регулярное движение по Солнцевской и Большой кольцевой линиям. В апреле 2019 года оформление поезда было снято.
- Видео о поезде

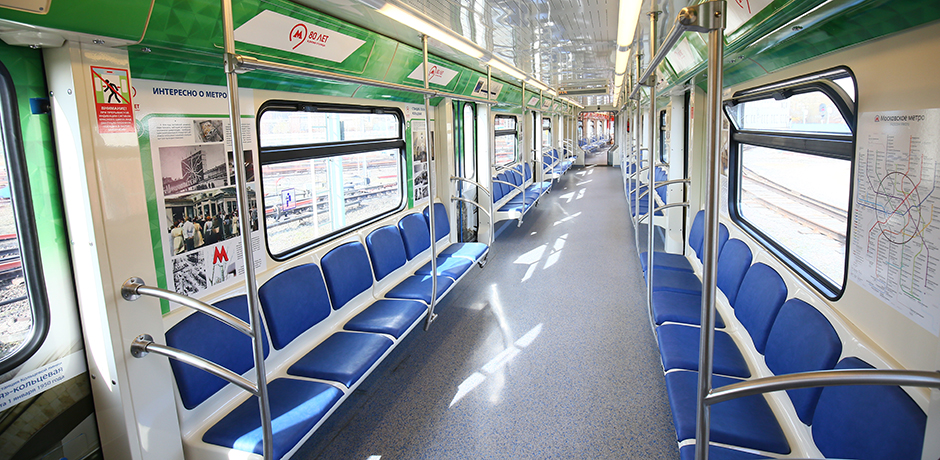
Салон поезда

#### «25 лет во имя жизни»
Поезд был посвящён 25-летию МЧС России. Запуск поезда состоялся на Серпуховско-Тимирязевской линии 27 декабря 2015 года, в День спасателя. Внутренняя экспозиция поезда была посвящена деятельности МЧС и содержала уникальные фотографии, рассказывающие о работе пожарных и спасателей в разные периоды истории министерства за четверть века. Вагоны были оформлены на разные темы: «Наша история», «Центр управления в кризисных ситуациях», «Пожарно-спасательный поезд», «Московская служба спасения на водах», «Московский авиационный центр», «Современная техника столичного гарнизона», «Жизнь без ЧС», «Мы первыми приходим на помощь и служим людям». В конце июня 2017 года внутреннее оформление поезда было снято.
| - Оформление бортов вагона - Пассажирский салон |

#### «Космический поезд»
Был запущен на Таганско-Краснопресненской линии к 55-летию со дня первого полёта человека в космос. Презентация поезда состоялась на станции «Полежаевская» 12 апреля 2016 года, в День космонавтики. 21 февраля 2018 года поезд был передан в депо «Свиблово», и с 15 марта начал регулярное движение по Калужско-Рижской линии. 31 августа 2018 года поезд был передан в депо «Владыкино», и с 7 сентября начал регулярное движение по Серпуховско-Тимирязевской линии. 18 ноября 2018 года поезд был передан в депо «Солнцево», и с 27 ноября начал регулярное движение по Солнцевской и Большой кольцевой линиям. В апреле 2019 года оформление поезда было снято.
Снаружи поезд был оформлен изображениями звёздного неба, планет и космических кораблей. Экспозиция внутри вагонов была посвящена истории развития и достижениям отечественной космонавтики. Первый и последний вагоны «Космического поезда» были посвящены истории подготовки к первому космическому полёту Юрия Гагарина. Во втором вагоне была размещена информация о выдающемся учёном Сергее Королёве. Третий вагон рассказывал об известных конструкторах, которые вошли в историю отечественной космонавтики. В четвёртом были размещены фотографии спутников, а пятый иллюстрировал отечественные достижения в космической отрасли. Шестой вагон был посвящён программе исследования планет Солнечной системы, в предпоследнем седьмом вагоне были представлены изображения космодромов.
| - Оформление бортов поезда - Салон поезда |

#### «Полосатый экспресс» (второй состав)

##### Второй состав
Второй поезд, посвящённый тиграм и леопардам, был запущен на Серпуховско-Тимирязевской линии 29 июля 2016 года в Международный день тигра при участии центра «Амурский тигр», АНО «Дальневосточные леопарды» и Русского географического общества.
Экспозиция поезда рассказывала о двух редчайших представителях семейства крупных кошачьих на планете. Визуальное пространство разработали иллюстраторы из разных городов России, применив искусственную нейронную сеть. В отличие от первого «Полосатого экспресса», где в качестве иллюстраций использовались реальные фотографии кошек и окружающей природы, во втором поезде они были изображены в виде огрублённых рисунков, также от предшественника поезд отличался тем, что снаружи он целиком был оклеен цветной плёнкой, тематически стилизованной под природу Дальнего Востока с изображениями дальневосточных кошек. На лобовой части головных вагонов были изображены морды тигра (вагон 37165) и леопарда (37166), глаза которых расположены над фарами поезда.
Внутри вагоны, наоборот, были оформлены в более строгом стиле — стены, потолок и пол вагона сохранили первоначальные цвета и не были оклеены по всей поверхности, вместо этого на стены были приклеены стикеры с изображениями тигров и леопардов. Для вагонов также разработали интерактивные стикеры: тигр размером в натуральную величину в прыжке через двери, лапа, к которой можно приложить свою ладонь, или сравнение следа тигра, тигрицы, тигрёнка, леопарда, леопардёнка и дальневосточного кота. Каждый из восьми вагонов был оформлен как один из этапов взросления и истории ежедневной жизни кошачьих — от детёнышей до взрослых животных. В январе 2018 года оформление поезда было снято.
| Экстерьер | Интерьер | Поезд на линии |

##### Третий состав
29 июля 2019 года на Серпуховско-Тимирязевской линии состоялся запуск третьей версии поезда, внешнее оформление которого было почти полностью идентично второму составу. При этом, в отличие от второго поезда, изнутри вагоны почти не имели оформления: на простенках были развешаны лишь небольшие прозрачные стикеры с данными об охране природы, о научных исследованиях, книгах, фильмах, статьях в газетах и журналах, посвящённых амурскому тигру, об обучающих мероприятиях и экологических курсах, которые проводят в России. Также были оформлены торцы головных вагонов. К сентябрю 2020 года оформление поезда было снято.
| - Третий поезд на территории депо «Варшавское» - Оформление борта вагона - Оформление торца головного вагона |

#### «Союзмультфильм»
Поезд был запущен на Серпуховско-Тимирязевской линии 27 августа 2016 года в честь 80-летия со дня основания «Союзмультфильма» — крупнейшей в СССР студии мультипликационных фильмов. Внутреннее оформление вагонов было представлено кадрами из советских и российских мультфильмов, цитатами любимых персонажей, интересными фактами из истории создания картин, а также выдержками из биографий выдающихся режиссёров студии.
Снаружи и внутри вагонов тематического поезда можно было увидеть изображения героев из мультфильмов «Винни-Пух», «Чебурашка», «Ёжик в тумане», «Котёнок по имени Гав», «Жил-был пёс», «Малыш и Карлсон», «Бременские музыканты», «Чиполлино», «Матч-реванш», «Шайбу! Шайбу!», «Тайна третьей планеты», один из вагонов состава был проиллюстрирован кадрами из современных работ киностудии. Также вниманию пассажиров были представлены биографии легендарных мультипликаторов: Бориса Дёжкина, Льва Атаманова, Фёдора Хитрука, Романа Качанова и многих других.
С начала декабря 2016 года все голосовые объявления станций в поезде озвучивала Лариса Брохман голосами Зайца из «Ну, погоди!» и «домомучительницы» фрекен Бок из мультфильма «Малыш и Карлсон». В сентябре 2017 года оформление поезда было снято.
| - Оформление бортов одного из вагонов - Салон поезда |

#### «Плехановец»
Запуск поезда состоялся 21 марта 2017 года на Серпуховско-Тимирязевской линии и был приурочен к 110-летнему юбилею Российского экономического университета имени Плеханова. В состав «Плехановца» вошли восемь вагонов, каждый из которых имел собственное оформление и название: «Знания», «Наука», «Культура», «Здоровье», «Влияние», «Достижения», «Традиции» и «Инновации». Как и планировалось, поезд курсировал в течение полугода, и в августе 2017 года оформление было снято.
| - Салон поезда |

#### «Россия — моя история»
Оформление поезда было посвящено одноимённому историческому парку, который работает в павильоне № 57 на ВДНХ. Впервые поезд вышел на Серпуховско-Тимирязевскую линию 29 мая 2017 года. Интерактивная экспозиция с помощью инфографики рассказывала об отечественной истории от Рюриковичей до наших дней. В оформлении вагонов были использованы иллюстрации и высказывания известных деятелей политики, науки, культуры и искусства. Пассажиры могли познакомиться с изречениями императоров, писателей, поэтов и учёных. Снаружи и внутри вагонов тематического поезда были размещены портреты и цитаты писателей Ф. М. Достоевского и Л. Н. Толстого, поэтов А. С. Пушкина и М. А. Волошина, императоров Петра I и Екатерины II, учёного И. П. Павлова и других российских и европейских мыслителей. В марте 2018 года оформление поезда было снято.
| - Салон поезда - Портреты и цитаты на стене вагона - Изображение на створках дверей |

#### «Дальневосточный экспресс»
Запуск поезда состоялся 11 декабря 2017 года на Таганско-Краснопресненской линии и был приурочен к Дням Дальнего Востока в Москве, которые проходили с 8 по 16 декабря. Каждый из восьми вагонов поезда был посвящён одному из дальневосточных регионов и получил соответствующую надпись снаружи по бокам: Приморье, Сахалин, Еврейская автономная область + Хабаровский край, Приамурье, Якутия, Колыма (Магаданская область), Чукотка и Камчатка. Оформление бортов снаружи вагонов выполнено в виде фотографий животных, природных и городских пейзажей и транспортных средств на индивидуальном для каждого вагона цветном фоне, а спереди на синем фоне нанесена надпись «Дальний восток». Интерьер поезда также был оклеен цветной плёнкой с фотографиями аналогичной тематики и текстовой информацией о национальных, гастрономических и туристических традициях и особенностях регионов. Как и планировалось, поезд курсировал в течение двух месяцев, и в начале марта 2018 года оформление было снято.
| - Оформление вагона «Якутия» - Оформление вагона «Колыма» |

## «Ока» в видеоиграх
- Модель воссоздана в дополнении (моде) «Metrostroi Subway Simulator» к игре «Garry's Mod» в Steam[56]. В дополнении присутствуют обе её разновидности — без сквозного (свободного, межвагонного) прохода и с ним с заводскими обозначениями 81-760/761 и 81-760А/761А/763А, последняя из которых получила неофициальное название «Баклажан» за нестандартную для Московского метрополитена окраску[57], изначально планировавшись для Бакинского метропополитена[58]. Модель разработана «игроками-энтузиастами» и функционирует в виде аддонов в Steam Workshop. Дополнение отличается от других компьютерных симуляторов поезда высокой реалистичностью и широкой кастомизацией каких-либо действий[59].
- В продолжении дополнения «Metrostroi Subway Simulator» — игре на смартфоны «Subtransit Drive» воссоздан поезд «Ока» без сквозного прохода с заводским обозначением 81-760/761[60].

## Фотогалерея

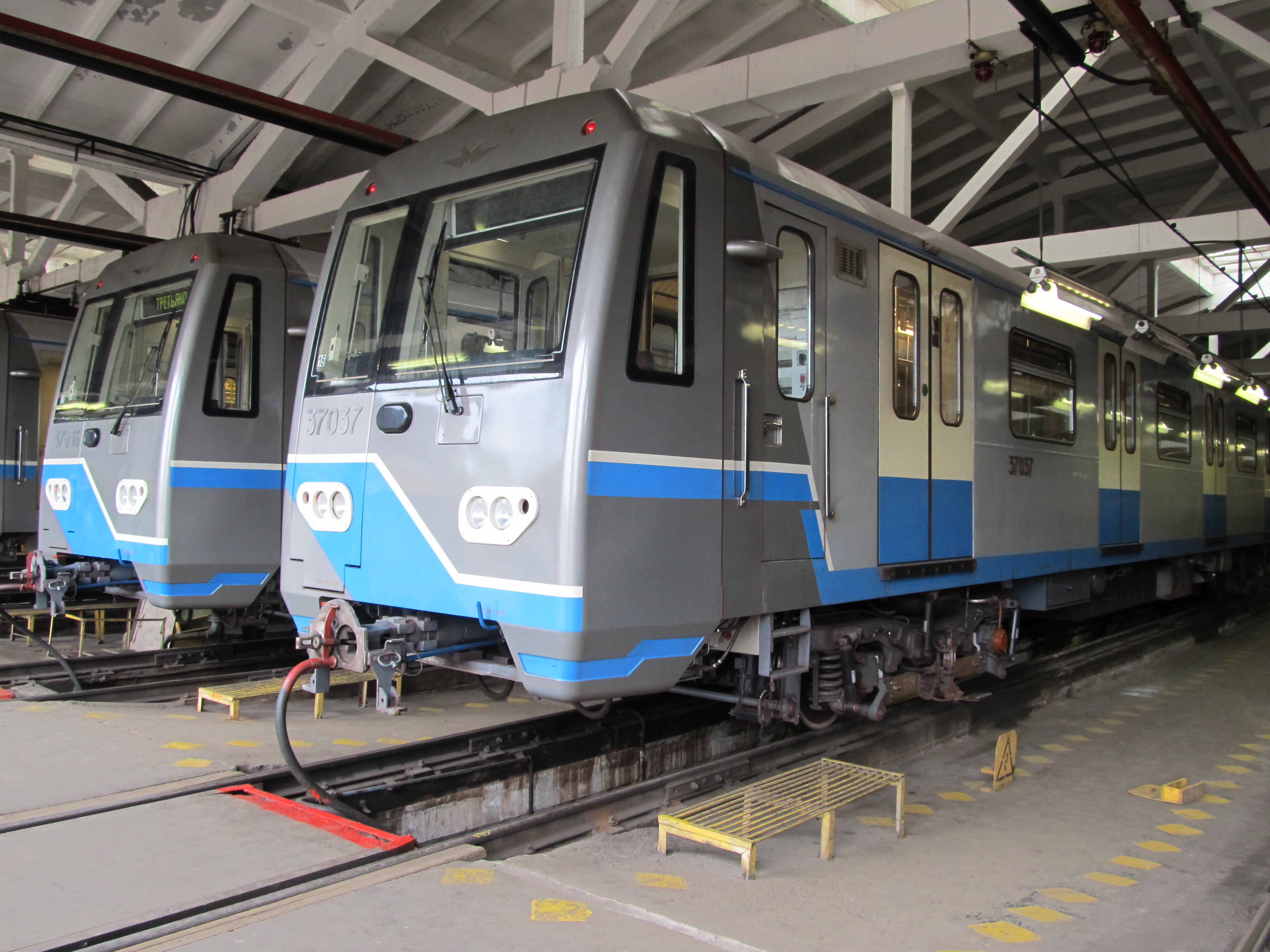
Поезда «Ока» раннего выпуска с галогенными фарами в ТЧ-12 «Новогиреево»
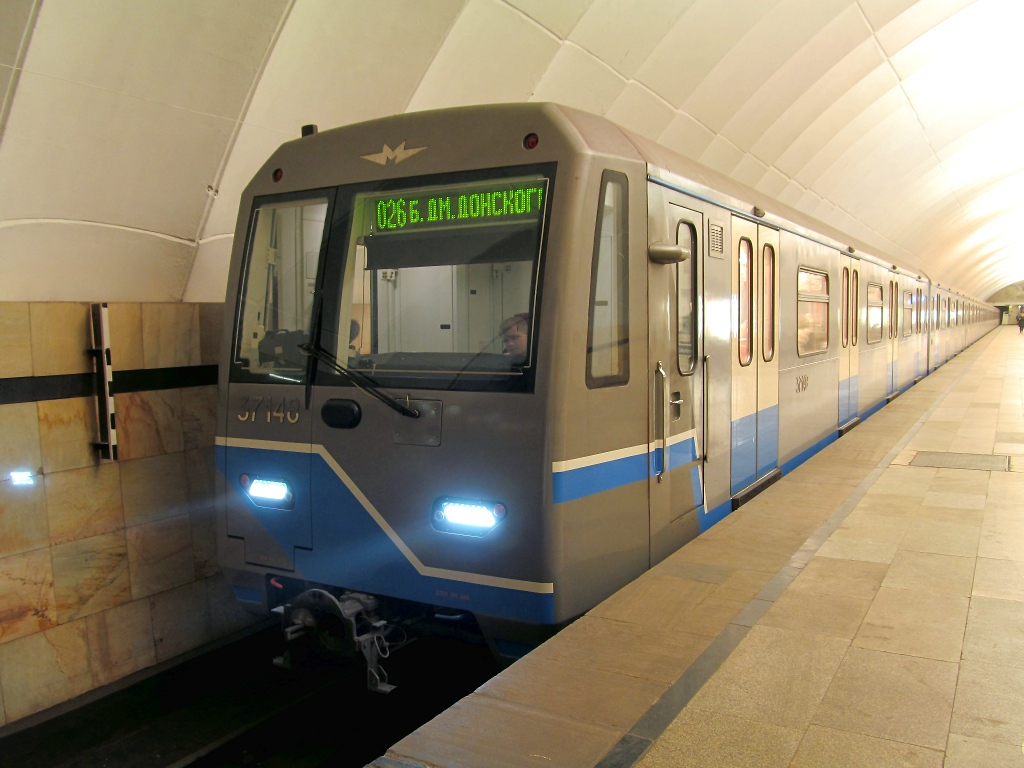
Поезд «Ока» позднего выпуска со светодиодными фарами на станции «Тимирязевская»
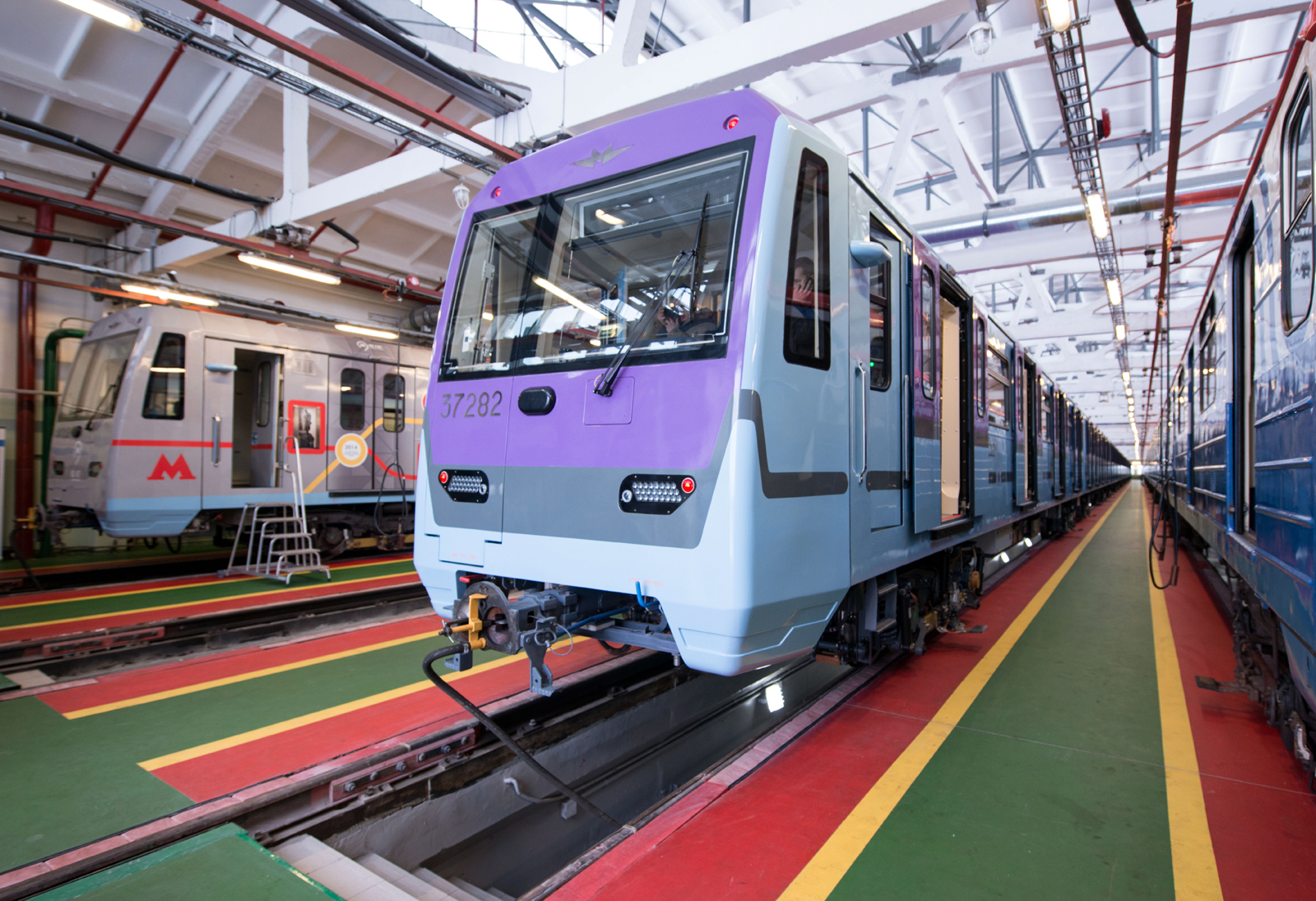
Поезда «Ока» модификации А в ТЧ-11 «Выхино»
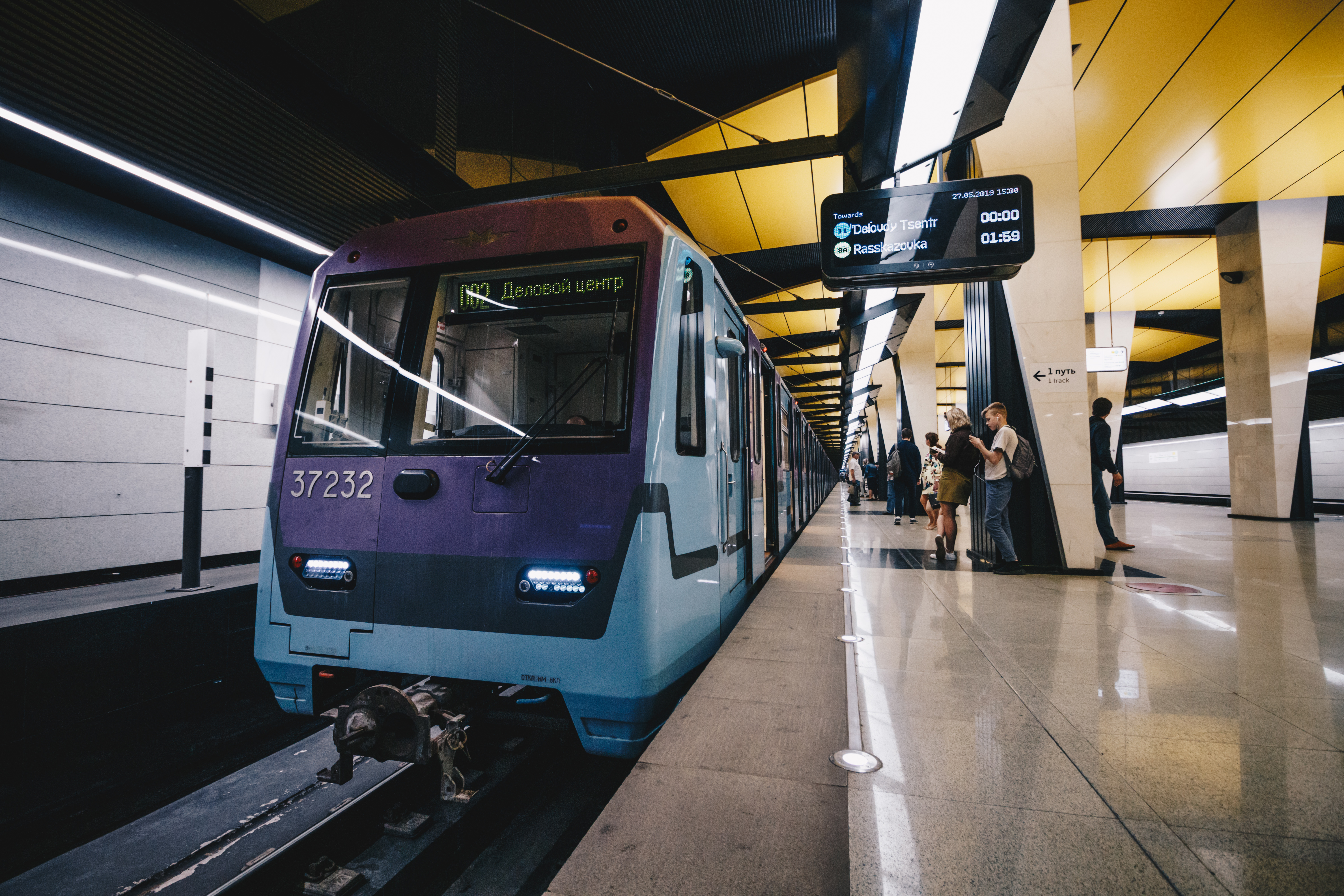
Поезд «Ока» модификации А на станции «Шелепиха»

### Комментарии
1. 1 2 3  Формально, судя по нумерации, было построено 163 состава, однако пятивагонный состав для Баку был расформирован, а номера его вагонов изменены.
2. ↑  Указана нумерация вагонов базовой модели и модификации А.
3. 1 2  Впоследствии вагоны 37087, 30259, 30260, 30261 и 37088 были перенумерованы, а номера перестали существовать.
4. 1 2 3  Формально в 2013 году было выпущено 78 головных вагонов (39 составов) и 234 промежуточных, фактически два головных и три промежуточных вагона перенумерованы из ранее выпущенных в 2012 году (состав для Баку).
5. ↑  При расчётной массе одного пассажира в 70 кг